# 1983
Portal Geschichte | Portal Biografien | Aktuelle Ereignisse | Jahreskalender | Tagesartikel

◄ |
19. Jahrhundert |
20. Jahrhundert
| 21. Jahrhundert

◄ |
1950er |
1960er |
1970er |
1980er
| 1990er | 2000er | 2010er | ►

◄◄ |
◄ |
1979 |
1980 |
1981 |
1982 |
1983
| 1984 | 1985 | 1986 | 1987 | ► | ►►
 Jan.
| Feb.
| Mär.
| Apr.
| Mai
| Jun.
| Jul.
| Aug.
| Sep.
| Okt.
| Nov.
| Dez.
Staatsoberhäupter · Wahlen · Nekrolog  · Literaturjahr · Musikjahr · Filmjahr · Rundfunkjahr · Sportjahr
| Januar | Januar | Januar | Januar | Januar | Januar | Januar | Januar |
| Kw     | Mo     | Di     | Mi     | Do     | Fr     | Sa     | So     |
| ------ | ------ | ------ | ------ | ------ | ------ | ------ | ------ |
| 52     |        |        |        |        |        | 1      | 2      |
| 1      | 3      | 4      | 5      | 6      | 7      | 8      | 9      |
| 2      | 10     | 11     | 12     | 13     | 14     | 15     | 16     |
| 3      | 17     | 18     | 19     | 20     | 21     | 22     | 23     |
| 4      | 24     | 25     | 26     | 27     | 28     | 29     | 30     |
| 5      | 31     |        |        |        |        |        |        |

| Februar | Februar | Februar | Februar | Februar | Februar | Februar | Februar |
| Kw      | Mo      | Di      | Mi      | Do      | Fr      | Sa      | So      |
| ------- | ------- | ------- | ------- | ------- | ------- | ------- | ------- |
| 5       |         | 1       | 2       | 3       | 4       | 5       | 6       |
| 6       | 7       | 8       | 9       | 10      | 11      | 12      | 13      |
| 7       | 14      | 15      | 16      | 17      | 18      | 19      | 20      |
| 8       | 21      | 22      | 23      | 24      | 25      | 26      | 27      |
| 9       | 28      |         |         |         |         |         |         |

| März | März | März | März | März | März | März | März |
| Kw   | Mo   | Di   | Mi   | Do   | Fr   | Sa   | So   |
| ---- | ---- | ---- | ---- | ---- | ---- | ---- | ---- |
| 9    |      | 1    | 2    | 3    | 4    | 5    | 6    |
| 10   | 7    | 8    | 9    | 10   | 11   | 12   | 13   |
| 11   | 14   | 15   | 16   | 17   | 18   | 19   | 20   |
| 12   | 21   | 22   | 23   | 24   | 25   | 26   | 27   |
| 13   | 28   | 29   | 30   | 31   |      |      |      |

| April | April | April | April | April | April | April | April |
| Kw    | Mo    | Di    | Mi    | Do    | Fr    | Sa    | So    |
| ----- | ----- | ----- | ----- | ----- | ----- | ----- | ----- |
| 13    |       |       |       |       | 1     | 2     | 3     |
| 14    | 4     | 5     | 6     | 7     | 8     | 9     | 10    |
| 15    | 11    | 12    | 13    | 14    | 15    | 16    | 17    |
| 16    | 18    | 19    | 20    | 21    | 22    | 23    | 24    |
| 17    | 25    | 26    | 27    | 28    | 29    | 30    |       |

| Mai | Mai | Mai | Mai | Mai | Mai | Mai | Mai |
| Kw  | Mo  | Di  | Mi  | Do  | Fr  | Sa  | So  |
| --- | --- | --- | --- | --- | --- | --- | --- |
| 17  |     |     |     |     |     |     | 1   |
| 18  | 2   | 3   | 4   | 5   | 6   | 7   | 8   |
| 19  | 9   | 10  | 11  | 12  | 13  | 14  | 15  |
| 20  | 16  | 17  | 18  | 19  | 20  | 21  | 22  |
| 21  | 23  | 24  | 25  | 26  | 27  | 28  | 29  |
| 22  | 30  | 31  |     |     |     |     |     |

| Juni | Juni | Juni | Juni | Juni | Juni | Juni | Juni |
| Kw   | Mo   | Di   | Mi   | Do   | Fr   | Sa   | So   |
| ---- | ---- | ---- | ---- | ---- | ---- | ---- | ---- |
| 22   |      |      | 1    | 2    | 3    | 4    | 5    |
| 23   | 6    | 7    | 8    | 9    | 10   | 11   | 12   |
| 24   | 13   | 14   | 15   | 16   | 17   | 18   | 19   |
| 25   | 20   | 21   | 22   | 23   | 24   | 25   | 26   |
| 26   | 27   | 28   | 29   | 30   |      |      |      |

| Juli | Juli | Juli | Juli | Juli | Juli | Juli | Juli |
| Kw   | Mo   | Di   | Mi   | Do   | Fr   | Sa   | So   |
| ---- | ---- | ---- | ---- | ---- | ---- | ---- | ---- |
| 26   |      |      |      |      | 1    | 2    | 3    |
| 27   | 4    | 5    | 6    | 7    | 8    | 9    | 10   |
| 28   | 11   | 12   | 13   | 14   | 15   | 16   | 17   |
| 29   | 18   | 19   | 20   | 21   | 22   | 23   | 24   |
| 30   | 25   | 26   | 27   | 28   | 29   | 30   | 31   |

| August | August | August | August | August | August | August | August |
| Kw     | Mo     | Di     | Mi     | Do     | Fr     | Sa     | So     |
| ------ | ------ | ------ | ------ | ------ | ------ | ------ | ------ |
| 31     | 1      | 2      | 3      | 4      | 5      | 6      | 7      |
| 32     | 8      | 9      | 10     | 11     | 12     | 13     | 14     |
| 33     | 15     | 16     | 17     | 18     | 19     | 20     | 21     |
| 34     | 22     | 23     | 24     | 25     | 26     | 27     | 28     |
| 35     | 29     | 30     | 31     |        |        |        |        |

| September | September | September | September | September | September | September | September |
| Kw        | Mo        | Di        | Mi        | Do        | Fr        | Sa        | So        |
| --------- | --------- | --------- | --------- | --------- | --------- | --------- | --------- |
| 35        |           |           |           | 1         | 2         | 3         | 4         |
| 36        | 5         | 6         | 7         | 8         | 9         | 10        | 11        |
| 37        | 12        | 13        | 14        | 15        | 16        | 17        | 18        |
| 38        | 19        | 20        | 21        | 22        | 23        | 24        | 25        |
| 39        | 26        | 27        | 28        | 29        | 30        |           |           |

| Oktober | Oktober | Oktober | Oktober | Oktober | Oktober | Oktober | Oktober |
| Kw      | Mo      | Di      | Mi      | Do      | Fr      | Sa      | So      |
| ------- | ------- | ------- | ------- | ------- | ------- | ------- | ------- |
| 39      |         |         |         |         |         | 1       | 2       |
| 40      | 3       | 4       | 5       | 6       | 7       | 8       | 9       |
| 41      | 10      | 11      | 12      | 13      | 14      | 15      | 16      |
| 42      | 17      | 18      | 19      | 20      | 21      | 22      | 23      |
| 43      | 24      | 25      | 26      | 27      | 28      | 29      | 30      |
| 44      | 31      |         |         |         |         |         |         |

| November | November | November | November | November | November | November | November |
| Kw       | Mo       | Di       | Mi       | Do       | Fr       | Sa       | So       |
| -------- | -------- | -------- | -------- | -------- | -------- | -------- | -------- |
| 44       |          | 1        | 2        | 3        | 4        | 5        | 6        |
| 45       | 7        | 8        | 9        | 10       | 11       | 12       | 13       |
| 46       | 14       | 15       | 16       | 17       | 18       | 19       | 20       |
| 47       | 21       | 22       | 23       | 24       | 25       | 26       | 27       |
| 48       | 28       | 29       | 30       |          |          |          |          |

| Dezember | Dezember | Dezember | Dezember | Dezember | Dezember | Dezember | Dezember |
| Kw       | Mo       | Di       | Mi       | Do       | Fr       | Sa       | So       |
| -------- | -------- | -------- | -------- | -------- | -------- | -------- | -------- |
| 48       |          |          |          | 1        | 2        | 3        | 4        |
| 49       | 5        | 6        | 7        | 8        | 9        | 10       | 11       |
| 50       | 12       | 13       | 14       | 15       | 16       | 17       | 18       |
| 51       | 19       | 20       | 21       | 22       | 23       | 24       | 25       |
| 52       | 26       | 27       | 28       | 29       | 30       | 31       |          |

| Januar | Januar | Januar | Januar | Januar | Januar | Januar | Januar |
| Kw     | Mo     | Di     | Mi     | Do     | Fr     | Sa     | So     |
| ------ | ------ | ------ | ------ | ------ | ------ | ------ | ------ |
| 52     |        |        |        |        |        | 1      | 2      |
| 1      | 3      | 4      | 5      | 6      | 7      | 8      | 9      |
| 2      | 10     | 11     | 12     | 13     | 14     | 15     | 16     |
| 3      | 17     | 18     | 19     | 20     | 21     | 22     | 23     |
| 4      | 24     | 25     | 26     | 27     | 28     | 29     | 30     |
| 5      | 31     |        |        |        |        |        |        |

| Februar | Februar | Februar | Februar | Februar | Februar | Februar | Februar |
| Kw      | Mo      | Di      | Mi      | Do      | Fr      | Sa      | So      |
| ------- | ------- | ------- | ------- | ------- | ------- | ------- | ------- |
| 5       |         | 1       | 2       | 3       | 4       | 5       | 6       |
| 6       | 7       | 8       | 9       | 10      | 11      | 12      | 13      |
| 7       | 14      | 15      | 16      | 17      | 18      | 19      | 20      |
| 8       | 21      | 22      | 23      | 24      | 25      | 26      | 27      |
| 9       | 28      |         |         |         |         |         |         |

| März | März | März | März | März | März | März | März |
| Kw   | Mo   | Di   | Mi   | Do   | Fr   | Sa   | So   |
| ---- | ---- | ---- | ---- | ---- | ---- | ---- | ---- |
| 9    |      | 1    | 2    | 3    | 4    | 5    | 6    |
| 10   | 7    | 8    | 9    | 10   | 11   | 12   | 13   |
| 11   | 14   | 15   | 16   | 17   | 18   | 19   | 20   |
| 12   | 21   | 22   | 23   | 24   | 25   | 26   | 27   |
| 13   | 28   | 29   | 30   | 31   |      |      |      |

| April | April | April | April | April | April | April | April |
| Kw    | Mo    | Di    | Mi    | Do    | Fr    | Sa    | So    |
| ----- | ----- | ----- | ----- | ----- | ----- | ----- | ----- |
| 13    |       |       |       |       | 1     | 2     | 3     |
| 14    | 4     | 5     | 6     | 7     | 8     | 9     | 10    |
| 15    | 11    | 12    | 13    | 14    | 15    | 16    | 17    |
| 16    | 18    | 19    | 20    | 21    | 22    | 23    | 24    |
| 17    | 25    | 26    | 27    | 28    | 29    | 30    |       |

| Mai | Mai | Mai | Mai | Mai | Mai | Mai | Mai |
| Kw  | Mo  | Di  | Mi  | Do  | Fr  | Sa  | So  |
| --- | --- | --- | --- | --- | --- | --- | --- |
| 17  |     |     |     |     |     |     | 1   |
| 18  | 2   | 3   | 4   | 5   | 6   | 7   | 8   |
| 19  | 9   | 10  | 11  | 12  | 13  | 14  | 15  |
| 20  | 16  | 17  | 18  | 19  | 20  | 21  | 22  |
| 21  | 23  | 24  | 25  | 26  | 27  | 28  | 29  |
| 22  | 30  | 31  |     |     |     |     |     |

| Juni | Juni | Juni | Juni | Juni | Juni | Juni | Juni |
| Kw   | Mo   | Di   | Mi   | Do   | Fr   | Sa   | So   |
| ---- | ---- | ---- | ---- | ---- | ---- | ---- | ---- |
| 22   |      |      | 1    | 2    | 3    | 4    | 5    |
| 23   | 6    | 7    | 8    | 9    | 10   | 11   | 12   |
| 24   | 13   | 14   | 15   | 16   | 17   | 18   | 19   |
| 25   | 20   | 21   | 22   | 23   | 24   | 25   | 26   |
| 26   | 27   | 28   | 29   | 30   |      |      |      |

| Juli | Juli | Juli | Juli | Juli | Juli | Juli | Juli |
| Kw   | Mo   | Di   | Mi   | Do   | Fr   | Sa   | So   |
| ---- | ---- | ---- | ---- | ---- | ---- | ---- | ---- |
| 26   |      |      |      |      | 1    | 2    | 3    |
| 27   | 4    | 5    | 6    | 7    | 8    | 9    | 10   |
| 28   | 11   | 12   | 13   | 14   | 15   | 16   | 17   |
| 29   | 18   | 19   | 20   | 21   | 22   | 23   | 24   |
| 30   | 25   | 26   | 27   | 28   | 29   | 30   | 31   |

| August | August | August | August | August | August | August | August |
| Kw     | Mo     | Di     | Mi     | Do     | Fr     | Sa     | So     |
| ------ | ------ | ------ | ------ | ------ | ------ | ------ | ------ |
| 31     | 1      | 2      | 3      | 4      | 5      | 6      | 7      |
| 32     | 8      | 9      | 10     | 11     | 12     | 13     | 14     |
| 33     | 15     | 16     | 17     | 18     | 19     | 20     | 21     |
| 34     | 22     | 23     | 24     | 25     | 26     | 27     | 28     |
| 35     | 29     | 30     | 31     |        |        |        |        |

| September | September | September | September | September | September | September | September |
| Kw        | Mo        | Di        | Mi        | Do        | Fr        | Sa        | So        |
| --------- | --------- | --------- | --------- | --------- | --------- | --------- | --------- |
| 35        |           |           |           | 1         | 2         | 3         | 4         |
| 36        | 5         | 6         | 7         | 8         | 9         | 10        | 11        |
| 37        | 12        | 13        | 14        | 15        | 16        | 17        | 18        |
| 38        | 19        | 20        | 21        | 22        | 23        | 24        | 25        |
| 39        | 26        | 27        | 28        | 29        | 30        |           |           |

| Oktober | Oktober | Oktober | Oktober | Oktober | Oktober | Oktober | Oktober |
| Kw      | Mo      | Di      | Mi      | Do      | Fr      | Sa      | So      |
| ------- | ------- | ------- | ------- | ------- | ------- | ------- | ------- |
| 39      |         |         |         |         |         | 1       | 2       |
| 40      | 3       | 4       | 5       | 6       | 7       | 8       | 9       |
| 41      | 10      | 11      | 12      | 13      | 14      | 15      | 16      |
| 42      | 17      | 18      | 19      | 20      | 21      | 22      | 23      |
| 43      | 24      | 25      | 26      | 27      | 28      | 29      | 30      |
| 44      | 31      |         |         |         |         |         |         |

| November | November | November | November | November | November | November | November |
| Kw       | Mo       | Di       | Mi       | Do       | Fr       | Sa       | So       |
| -------- | -------- | -------- | -------- | -------- | -------- | -------- | -------- |
| 44       |          | 1        | 2        | 3        | 4        | 5        | 6        |
| 45       | 7        | 8        | 9        | 10       | 11       | 12       | 13       |
| 46       | 14       | 15       | 16       | 17       | 18       | 19       | 20       |
| 47       | 21       | 22       | 23       | 24       | 25       | 26       | 27       |
| 48       | 28       | 29       | 30       |          |          |          |          |

| Dezember | Dezember | Dezember | Dezember | Dezember | Dezember | Dezember | Dezember |
| Kw       | Mo       | Di       | Mi       | Do       | Fr       | Sa       | So       |
| -------- | -------- | -------- | -------- | -------- | -------- | -------- | -------- |
| 48       |          |          |          | 1        | 2        | 3        | 4        |
| 49       | 5        | 6        | 7        | 8        | 9        | 10       | 11       |
| 50       | 12       | 13       | 14       | 15       | 16       | 17       | 18       |
| 51       | 19       | 20       | 21       | 22       | 23       | 24       | 25       |
| 52       | 26       | 27       | 28       | 29       | 30       | 31       |          |

## Ereignisse

### Jahreswidmungen
- 1983 ist „Internationales Jahr der Kommunikation“.
- Die Uferschwalbe (lat. Riparia riparia) ist Vogel des Jahres (NABU/Deutschland)

### Politik und Weltgeschehen
- 01. Januar: Pierre Aubert wird Bundespräsident der Schweiz.
- 19. Januar: Klaus Barbie, früherer Gestapo-Chef in Lyon und ein als Schlächter von Lyon bezeichneter NS-Kriegsverbrecher, wird in Bolivien festgenommen, wo er als Klaus Altmann lebte.
- 03. Februar: Die Republik Niger wird Mitglied in der ANAD (Accord de Nonaggression et d'Assistance en matière de Défense).
- 12. Februar: Grundgesetzänderung der Niederlande.
- 15. Februar: St. Vincent und die Grenadinen werden Mitglied in der UNESCO.
- 18. Februar: Im Vorfeld der umstrittenen Parlamentswahl im indischen Bundesstaat Assam und im Kontext der Assam-Bewegung ereignet sich das Nellie-Massaker, bei dem im gleichnamigen Dorf mindestens 1300 Menschen Opfer ethnischer Gewalt werden.
- 05. März: Bei Lupane (Simbabwe) ereignete sich ein Massaker durch die 5. Brigade, bei dem 62 junge Männer und Frauen hingerichtet werden sollten. Sieben überlebten mit Schussverletzungen, 55 starben.
- 06. März: Bei den vorgezogenen Neuwahlen zum 10. Bundestag erreicht die CDU/CSU 48,8 % der Stimmen. Die F.D.P. erzielt 6,9 %. Die SPD fällt mit 38,2 % erstmals seit 1965 unter die 40-%-Marke. Zum ersten Male ziehen die Grünen mit 5,6 % der Stimmen in den Bundestag ein.
- 13. April: Das Bundesverfassungsgericht stoppt mit einer einstweiligen Verfügung die geplante Volkszählung in der Bundesrepublik Deutschland bis zum endgültigen Urteil.
- 18. April: Ein Mann verübt im Libanon ein Selbstmordattentat auf die US-Botschaft in Beirut. 63 Menschen sterben, etwa 120 werden verletzt.
- 24. April: Nationalratswahl in Österreich. Die SPÖ mit Bundeskanzler Kreisky wird stimmenstärkste Partei, verliert aber die absolute Mehrheit, was zum Rücktritt Kreiskys führt.
- 25. April: Das deutsche Magazin stern gibt exklusiv den Fund der Hitler-Tagebücher bekannt. Sie werden wenige Wochen später als Fälschung Konrad Kujaus enttarnt.
- 06. Juni: Der Spiegel titelt Tödliche Seuche AIDS: Die rätselhafte Krankheit. AIDS tritt in das Bewusstsein der breiten Öffentlichkeit in Deutschland.
- 09. Juni: Bei der Unterhauswahl in Großbritannien wird Margaret Thatcher für eine zweite Amtszeit zur Premierministerin ernannt.
- 14. Juli: Fidschi wird Mitglied in der UNESCO.
- 15. Juli: Die armenische Untergrundorganisation Asala verübt einen Bombenanschlag im Flughafen Paris-Orly. Beim Abfertigungsschalter einer türkischen Fluggesellschaft sterben dadurch acht Menschen, mehr als fünfzig werden verletzt.
- 17. bis 19. Juli: Eine Feierliche Deklaration zur Europäischen Union wird unterzeichnet.
- 20. Juli: Die deutsche Bundesregierung beschließt die Einführung von bleifreiem Benzin an den Tankstellen ab 1. Januar 1986 und dass alle Neuwagen mit einem Katalysator ausgerüstet sein müssen.
- 22. Juli: Beendigung des Kriegsrechts in Polen.
- 23. Juli: Bei einem Überfall tamilischer Rebellen auf eine sri-lankische Militärpatrouille werden 13 Soldaten getötet. Das Ereignis markiert den Beginn des Bürgerkriegs in Sri Lanka, in dessen Verlauf 80–100.000 Menschen zu Tode kommen und der erst 2009 beendet werden kann.
- 08. August: In Guatemala wird der Präsident Efraín Ríos Montt bei einem Putsch des Militärs wegen Unzurechnungsfähigkeit abgesetzt. Sein Amt übernimmt der bisherige Verteidigungsminister Óscar Humberto Mejía Víctores.
- 11. August: In Peru wird der Río-Abiseo-Nationalpark errichtet. Er dient dem Schutz der Nebelwälder und der einzigartigen Tier- und Pflanzenwelt des Gebietes.
- 25. August: Anschlag auf das Maison de France am Kurfürstendamm in West-Berlin, in Auftrag gegeben vom Terroristen Ilich Ramírez Sánchez – alias Carlos.
- 01. September: Die sowjetische Luftwaffe schießt bei Sachalin eine vom Kurs abgekommene Boeing 747 der Korean Airlines, KAL007, ab. Alle 269 Insassen sterben dabei.
- 03. September: Auf den Malediven wird Staatspräsident Maumoon Abdul Gayoom für fünf Jahre wiedergewählt.
- 19. September: St. Kitts und Nevis werden unabhängig.
- 23. September: In Berlin wird die deutsche AIDS-Hilfe e. V. (DAH) gegründet.
- 23. September: St. Kitts und Nevis werden Mitglied bei den Vereinten Nationen.
- 26. September: Oberstleutnant Stanislaw Jewgrafowitsch Petrow, leitender Offizier in der Kommandozentrale der sowjetischen Satellitenüberwachung, stuft einen vom System gemeldeten Angriff mit Nuklear-Raketen korrekt als Fehlalarm ein und verhindert damit womöglich einen Atomkrieg.
- 02. Oktober: Das Internationale Übereinkommen zur Verhütung der Meeresverschmutzung durch Schiffe tritt in Kraft.
- 09. Oktober: Bei einem Bombenanschlag in Rangun in Myanmar werden 19 Personen getötet, darunter vier Kabinettsmitglieder der Südkoreanischen Regierung Chun: Kim Jae-ik, Suh Sook-joon, Hahn Pyong-choon und Außenminister Lee Bum-suk. Nach einer Untersuchung beschuldigte man Nordkorea offiziell des Anschlags.
- 19. Oktober: Auf Grenada wird Ministerpräsident Maurice Bishop ermordet.
- 22. Oktober: Über eine Million Menschen versammeln sich in Hamburg, West-Berlin, Bonn und bilden eine 108 km lange Menschenkette von Stuttgart nach Neu-Ulm, um für Frieden und Abrüstung und gegen die Stationierung neuer atomarer Mittelstreckenraketen im Zuge des NATO-Doppelbeschlusses zu demonstrieren. Es ist der Höhepunkt der westdeutschen Friedensbewegung (siehe auch: Heißer Herbst).
- 23. Oktober: Bei einem Anschlag auf einen US-Stützpunkt in der libanesischen Hauptstadt Beirut werden 241 US-Marines und 58 französische Fallschirmjäger getötet.
- 25. Oktober: Die USA besetzen die Insel Grenada („Operation Urgent Fury“).
- 25. Oktober: Konzert Rock für den Frieden im Palast der Republik (Ostberlin) mit Künstlern aus Ost und West.

Flagge der Niederländischen Antillen

- 26. Oktober: Die Niederländischen Antillen werden assoziiertes Mitglied in der UNESCO.
- 26. Oktober: St. Kitts und Nevis werden Mitglied in der UNESCO.
- 30. Oktober: Erste freie Wahlen in Argentinien.[1] Raúl Alfonsín von der Unión Cívica Radical wird Präsident.
- 01. November: Die Bonner Konvention tritt in Kraft
- 02. November: Beginn der europaweiten zehntägigen NATO-Kommandostabsübung Able Archer 83. Bei der Übung wurde ein Atomangriff simuliert.
- 02. November: Ein Referendum unter der weißen wahlberechtigten Bevölkerung Südafrikas ergibt ein zustimmendes Votum für das Verfassungsgesetz des Parlaments.
- 09. November: In Amsterdam werden der Vorstandschef der Brauerei Heineken, Alfred Heineken, und sein Fahrer entführt. Die Täter erpressen Lösegeld. Nach dreiwöchiger Gefangenschaft kommen die beiden frei.
- 15. November: Einseitige Proklamation der „Türkischen Republik Nordzypern“.
- 18. November: Der VN-Sicherheitsrat verurteilt die Proklamation der Türkischen Republik Nordzypern und bekräftigt den Anspruch der Republik Zypern auf das türkisch besetzte Gebiet.
- 18. November: Neun junge Georgier versuchen in der Tbilissier Flugzeugentführung vergeblich in die Türkei zu fliehen.

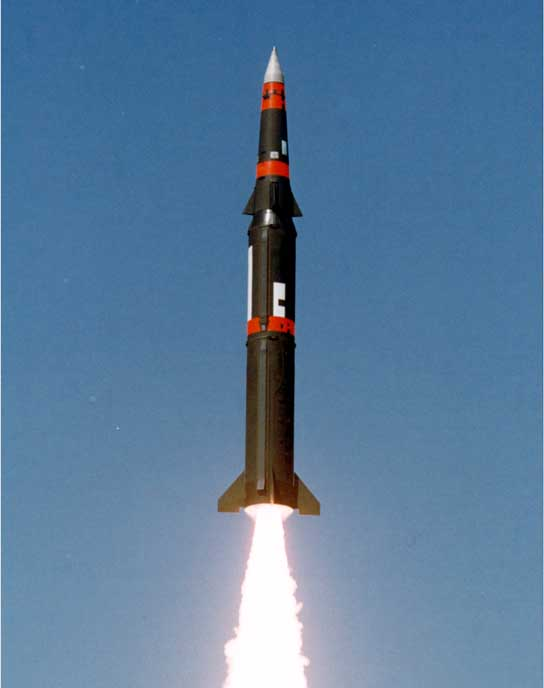
Pershing II

- 22. November: Der Deutsche Bundestag billigt die Stationierung neuer Mittelstreckenraketen (Pershing 2 und Marschflugkörper) in der Bundesrepublik im Zuge des NATO-Doppelbeschlusses. Tausende Raketengegner demonstrieren illegal in der Bonner Bannmeile und werden von der Polizei mit Wasserwerfern und Tränengas auseinandergetrieben.
- 24. November: Die Jungferninseln werden assoziiertes Mitglied in der UNESCO.
- 26. November: Bei einem Raubüberfall auf ein Lagerhaus beim Flughafen London-Heathrow erbeuten mehrere Täter 6.800 Goldbarren im Gesamtgewicht von drei Tonnen sowie Diamanten. Es ist mit einem geschätzten Beutewert von 25 Millionen Pfund Sterling der bis dahin größte Raub in der britischen Kriminalgeschichte.
- 02. Dezember: Das Übereinkommen über das Verbot oder die Beschränkung des Einsatzes bestimmter konventioneller Waffen, die übermäßige Leiden verursachen oder unterschiedslos wirken können tritt in Kraft.
- 02. Dezember: Die Immunität des deutschen Bundeswirtschaftsministers Otto Graf Lambsdorff wird auf Antrag der Bonner Staatsanwaltschaft aufgehoben. Sie ermittelt im Rahmen der Flick-Affäre.
- 15. Dezember: Argentiniens Präsident Raúl Alfonsín beruft die Comisión Nacional sobre la Desaparición de Personas. Sie soll für die Zeit der Militärdiktatur von 1976 bis 1983 das Schicksal verschwundener Personen und Verletzungen der Menschenrechte untersuchen.
- 31. Dezember: Militärputsch in Nigeria. Neuer Militärherrscher wird Muhammadu Buhari.

### Wirtschaft
- 15. Januar: Das deutsche Zündwarenmonopol endet.
- 31. Januar: Gründung des Senior Expert Service (SES).
- 01. März: Einführung der Uhrenmarke Swatch.
- 08. März: Der IBM Personal Computer XT wird vorgestellt.
- 25. Mai: In Jordanien wird südlich der Hauptstadt Amman der Queen Alia International Airport eröffnet.
- 29. Juni: Bayerns Ministerpräsident und CSU-Chef Franz Josef Strauß erreicht, dass die deutsche Bundesregierung für einen von ihm vermittelten Milliardenkredit an die DDR bürgt. An der Spitze der kreditgebenden Bankengruppe steht als Konsortialführer die Bayerische Landesbank.[2]
- 22. Juli: Doppelbesteuerungsabkommen zwischen der Bundesrepublik Deutschland und den Philippinen
- 02. Oktober: In Bangladesch gründet der Wirtschaftswissenschaftler Muhammad Yunus die Grameen Bank, die an ärmere Menschen Mikrokredite vergibt.
- 04. November: Die von Horst-Dieter Esch gegründete IBH-Holding, ein in Mainz ansässiger Baumaschinenkonzern, bricht unter einer Schuldenlast von umgerechnet etwa 500 Millionen Euro zusammen.

Tempo-30-Zone

- 14. November: In der Innenstadt von Buxtehude wird als Modellversuch die erste Tempo-30-Zone in Deutschland eingerichtet.
- Die Norddeutsche Landesbank übernimmt das gefährdete Bankhaus Löbbecke.
- Der italienische Nutzfahrzeughersteller Iveco benennt seine deutsche Tochter von Magirus-Deutz AG um in Iveco Magirus AG. Damit endet die Geschichte der einstmals zweitgrößten deutschen Nutzfahrzeugmarke Magirus-Deutz.

### Wissenschaft und Technik
- 01. Januar: Im Arpanet, dem Vorläufer des Internets, wird das Protokoll NCP gegen das heute noch verwendete TCP/IP ausgetauscht.
- 07. Januar: Über die Entdeckung des ersten Schwarzen Loches außerhalb unserer Galaxie berichtet ein US-amerikanisches Forscherteam dem Astrophysical Journal. Das Objekt wird in der etwa 163 Tausend Lichtjahre entfernten Großen Magellanschen Wolke nachgewiesen.
- 25. Januar: Der Infrared Astronomical Satellite (IRAS) wird gestartet und bleibt bis zum 23. November in Betrieb.
- 04. April: Das Space Shuttle Challenger startet im Rahmen der Mission STS-6 zu seinem Jungfernflug ins Weltall.
- 13. Juni: Die US-amerikanische Raumsonde Pioneer 10 verlässt auf ihrem Flug in Richtung Aldebaran unser Sonnensystem und wechselt vom interplanetaren in den interstellaren Raum.
- 13. Juni: Das US-amerikanische Unternehmen Motorola bringt in den USA mit dem DynaTAC 8000X das erste mobile Telefon der Welt auf den Markt. 794 Gramm schwer, 33 Zentimeter hoch und 3995 US-Dollar teuer.[3]
- 18. Juni: Das Space Shuttle Challenger startet vom Kennedy Space Center aus zur Mission STS-7. An Bord befindet sich Sally Ride. Sie wird damit zur ersten US-Astronautin und die dritte Frau im Weltraum.
- 21. Juli: In der Wostok-Station in der Ostantarktis wird die bis heute tiefste bestätigte Temperatur der Erde mit −89,2 °C gemessen.
- 27. Juli: Hitzerekord in Österreich. Mit 39,7 Grad wird in Dellach im Drautal in Kärnten die höchste Temperatur seit Beginn der Aufzeichnungen gemessen.
- 01. September: BTX wird deutschlandweit gestartet.
- 21. September: Das 800 Gramm schwere Mobiltelefon Motorola DynaTAC 8000X wird in den USA als weltweit erstes Handy von der Federal Communications Commission zugelassen.
- 27. September: Mit einem Posting im Usenet kündigt Richard Stallman das GNU-Projekt an.
- 04. Oktober: Im schleswig-holsteinischen Kaiser-Wilhelm-Koog nimmt die zu dieser Zeit weltweit größte Windkraftanlage Growian nach vorausgegangenen Probeläufen ihren Betrieb auf. Technische Probleme bewirken in der Folgezeit einen häufigen Stillstand des Prototyps.
- 20. Oktober: Der Meter wird neu definiert als Strecke, die das Licht im Vakuum in 1/299.792.458 Sekunde zurücklegt.
- 10. November: Auf der Comdex in Las Vegas kündigt Microsoft Windows 1.0 an.
- 28. November: Der Physiker Ulf Merbold nimmt als erster Bundesbürger an einem Raumflug mit der Weltraumfähre „Columbia“ teil.

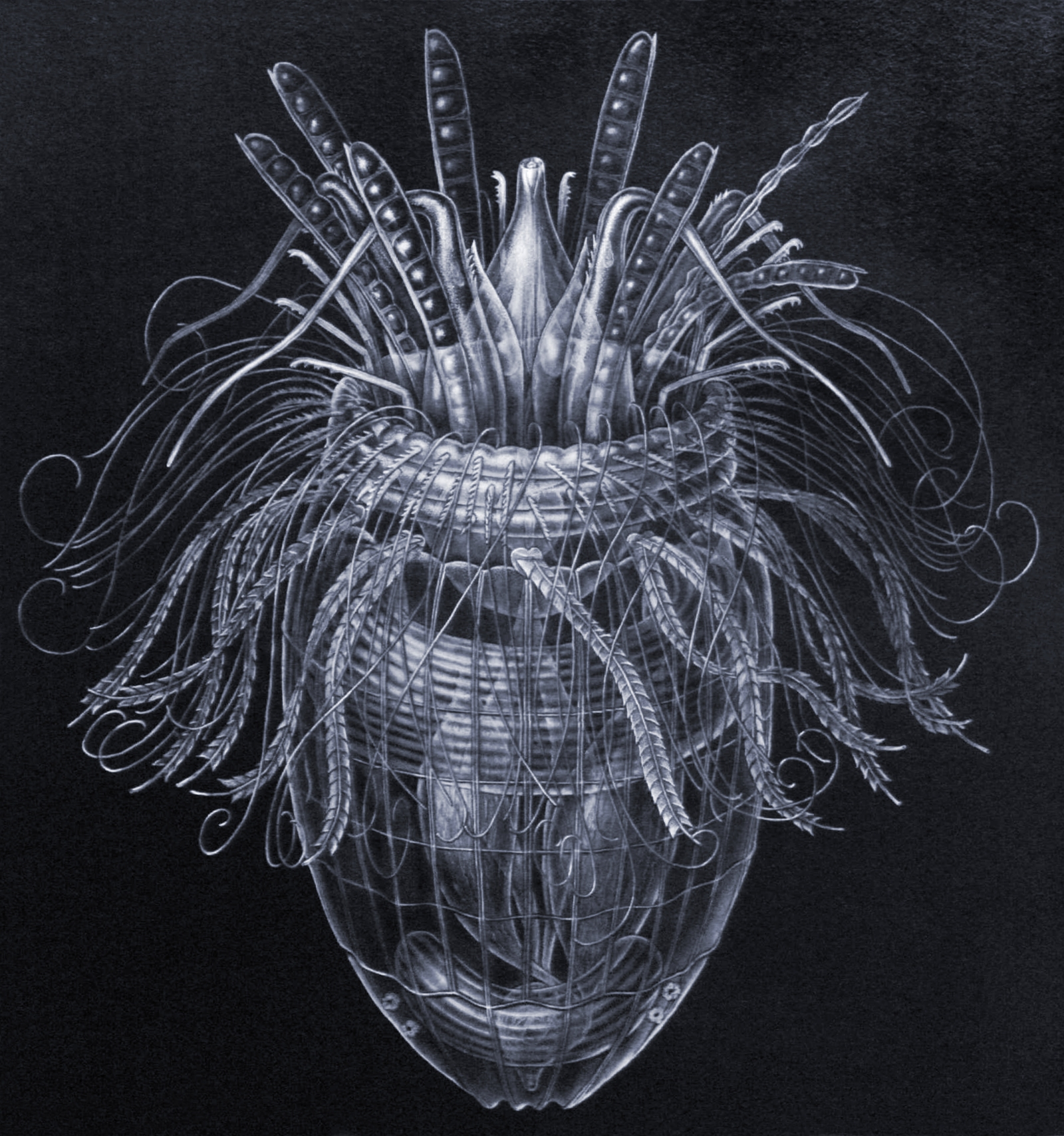
Das Korsetttierchen Pliciloricus enigmatus

- Erste Beschreibung der marinen Tiergruppe der Korsetttierchen von Reinhardt Kristensen. Aufgrund ihres extrem starken Anheftens an Sandkörnern sind sie schwer zu isolieren, aufgrund dessen blieben sie so lange unentdeckt.
- Die Polymerase-Kettenreaktion (PCR), eine Methode zur Vervielfältigung der DNA, wird von Kary Mullis entwickelt.
- Humaninsulin wird als Medikament durch das Bundesgesundheitsamt in Deutschland zugelassen.

### Kultur
- 10. Februar: Kulturabkommen zwischen der Bundesrepublik Deutschland und Irland. In Kraft seit dem 17. Februar 1984
- 24. März: Kulturabkommen zwischen der Bundesrepublik Deutschland und Thailand. In Kraft seit dem 25. Juli 1984
- 13. April: Kulturabkommen zwischen der Bundesrepublik Deutschland und den Philippinen. In Kraft seit dem 20. September 1985
- 01. Mai: Uraufführung des Musicals My One and Only von George Gershwin am St. James Theatre in New York
- 17. Juni: Uraufführung der Oper A Quiet Place von Leonard Bernstein in Houston
- 25. Juni: Eröffnung des Kunstmuseums Quadrat Bottrop
- 02. Juli: Uraufführung des musikalischen Märchens Prinz Chocolat von Gottfried von Einem in Bern
- 25. Oktober: Udo Lindenberg darf bei einem Rockkonzert im Berliner Palast der Republik auftreten. Den – wie sich später zeigen sollte – einzigen Auftritt in der DDR hat sein Hit Sonderzug nach Pankow ausgelöst, in dem der Sänger ironisch an Staatschef Erich Honecker appelliert.
- 05. November: Diebe entwenden, bei dem bis dahin größten Kunstraub auf dem Gebiet des Ostblocks, sieben herausragende Gemälde der italienischen Renaissance aus dem Szépművészeti Múzeum in Budapest.
- 24. November: Uraufführung der Märchenoper Fanferlieschen Schönefüßchen von Kurt Schwertsik am Kammertheater der Württembergischen Staatstheater in Stuttgart
- 28. November: Uraufführung der Oper Der heilige Franziskus von Assisi von Olivier Messiaen an der Grand Opéra Paris
- 06. Dezember: Das Evangeliar Heinrichs des Löwen wird für 32,5 Millionen D-Mark (umgerechnet rund 16,6 Millionen Euro) als bis dahin teuerstes Buch der Welt in London ersteigert und kehrt nach Deutschland zurück
- 20. Dezember: Uraufführung der Oper Die Fastnachtsbeichte von Giselher Klebe in Darmstadt
- Erstmaliges Stattfinden des Filmfestivals Münster
- Erstmalige Vergabe des Rieser Kulturpreis
- Gründung der Werkbund Werkstatt Nürnberg
- Nagoya City Art Museum
- Aktuell ’83

### Religion
- Februar: Der Buddhismus wird in Österreich offiziell als staatlich anerkannte Religionsgemeinschaft geführt.[4] Österreich war damit das erste Land in Europa, das den Buddhismus offiziell als Religion anerkannte.[4]
- 23. Juni: Papst Johannes Paul II. ernennt Karl Lehmann zum neuen Bischof von Mainz. Am 23. Oktober erhält Lehmann die Bischofsweihe.
- 11. Dezember: Papst Johannes Paul II. stattet der evangelisch-lutherischen Gemeinde in Rom in der Christuskirche einen Besuch im Rahmen der Ökumene ab. Niemals zuvor hielt sich ein katholisches Kirchenoberhaupt in einer protestantischen Kirche auf.

### Sport
Einträge von Leichtathletik-Weltrekorden siehe unter der jeweiligen Disziplin unter Leichtathletik.
- 23. Januar: Der schwedische Tennisspieler Björn Borg erklärt seinen Rücktritt vom Profisport.
- 30. Januar: Die Washington Redskins gewinnen den XVII Super Bowl mit 27:17 gegen die Miami Dolphins im Rose Bowl Stadium in Pasadena (Kalifornien).
- 13. März bis 15. Oktober: Austragung der 34. Formel-1-Weltmeisterschaft
- 19. März bis 4. September: Austragung der 35. FIM-Motorrad-Straßenweltmeisterschaft

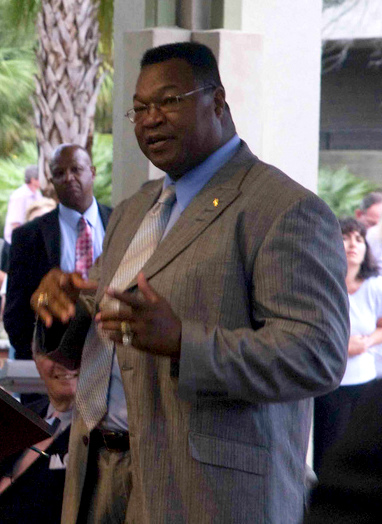
Larry Holmes

- 27. März: Larry Holmes gewinnt seinen Boxkampf um den Weltmeistertitel im Schwergewicht gegen Lucien Rodriguez in Scranton, Pennsylvania, USA, durch Sieg nach Punkten.
- 8. Mai: Der München-Marathon wird erstmals durchgeführt.
- 20. Mai: Larry Holmes gewinnt seinen Boxkampf um den Weltmeistertitel im Schwergewicht gegen Tim Witherspoon im Dunes Hotel, Las Vegas, Nevada, USA, durch Punktsieg.
- 25. Mai: Der HSV, zugleich diesjähriger Deutscher Fußballmeister, gewinnt in Athen durch ein Tor von Felix Magath gegen Juventus Turin den Europapokal der Landesmeister.
- 04. Juni: Der 1. FC Magdeburg gewinnt den FDGB-Pokal durch einen Sieg gegen den FC Karl-Marx-Stadt
- 05. Juni: Der deutsche Zehnkämpfer Jürgen Hingsen stellt mit 8779 Punkten einen neuen Weltrekord auf.
- 11. Juni: Der 1. FC Köln holt den DFB-Pokal durch einen Sieg gegen den Lokalrivalen SC Fortuna Köln
- 25. Juni: Indien gewinnt den dritten Cricket World Cup in England, indem sie im Finale die West Indies mit 43 Runs besiegt.
- 07.–14. August: Die ersten offiziellen Leichtathletik-Weltmeisterschaften finden statt.
- 10. September: Larry Holmes gewinnt seinen Boxkampf um den Weltmeistertitel im Schwergewicht gegen Scott Frank im Harrah’s Marina Hotel Casino, Atlantic City, New Jersey, USA, durch technischen K. o.
- 18. September: Der Baden-Marathon wird erstmals durchgeführt.
- 23. September: Der Südafrikaner Gerrie Coetzee gewinnt überraschend seinen Boxkampf gegen Michael Dokes und wird WBA-Weltmeister im Schwergewicht. Coetzee ist hier der erste Titelträger aus Afrika in der Geschichte des Boxsports.
- 26. September: Der America’s Cup wird nach 132 Jahren US-amerikanischer Dominanz von der Crew der Yacht Australia II gewonnen. US-Skipper Dennis Conner wird mit seiner Yacht Liberty geschlagen.
- November: Roberto Duran fordert Marvin Hagler im Weltmeisterkampf im Mittelgewicht als erster Herausforderer über die vollen 15 Runden. Für einen ursprünglich aus dem Leichtgewicht kommenden Athleten ist dies eine große Seltenheit.
- 15. Oktober: Nelson Piquet wird zum zweiten Mal Formel-1-Weltmeister. Somit war Piquet auch der erste Formel-1-Weltmeister der Geschichte, der auf einem Rennwagen mit einem Turbomotor die Weltmeisterschaft gewann.
- 17. Dezember: Uwe Dotzauer und Kerry Lynch gewinnen den historisch ersten Weltcup-Wettbewerb der Nordischen Kombination.
- 19. Dezember: Der Jules-Rimet-Pokal wird in Rio de Janeiro dem brasilianischen Fußballverband gestohlen. Die Diebe schmelzen die Gewinner-Trophäe der Fußball-Weltmeisterschaften 1930 bis 1970 mutmaßlich ein.

### Katastrophen
- Juli: Auf der indonesischen Insel Una Una bricht der Vulkan Colo aus und verwüstet fast die gesamte Insel. Die 7.000 Bewohner können rechtzeitig evakuiert werden.
- 30. Oktober: Erdbeben bei Erzurum und Kars, Türkei, etwa 1.342 Tote.
- 08. November: Nähe Lubango, Angola, Afrika. Eine Boeing 737 der Angola Airlines stürzt kurz nach dem Start ab und explodiert. Alle 130 Menschen an Bord sterben dabei.
- 27. November: Madrid, Spanien. Eine Boeing 747 auf dem Avianca-Flug 011 stürzt in der Nähe des Flughafens ab. 181 Menschen sterben, elf werden gerettet.

Kleinere Unglücksfälle sind in den Unterartikeln von Katastrophe und in der Liste von Katastrophen aufgeführt.

### Natur und Umwelt
- 11. Juni: Der Komet IRAS-Araki-Alcock passiert die Erde in ca. 5 Mio. km Entfernung. Dies war laut Internationaler Astronomischer Union (IAU) der drittnächste jemals offiziell registrierte Vorbeiflug eines Kometen in der Geschichte der Wissenschaft.

## Geboren

### Januar
- 01. Januar: Daniel Jarque, spanischer Fußballspieler († 2009)
- 01. Januar: Jane McGregor, kanadische Schauspielerin
- 02. Januar: Fuad Aslanov, aserbaidschanischer Boxer und Ringrichter
- 03. Januar: Therese Klompenhouwer, niederländische Karambolagespielerin
- 03. Januar: Katie McGrath, irische Schauspielerin
- 03. Januar: Tyra Misoux, deutsche Pornodarstellerin
- 05. Januar: Filip Adamski, deutscher Ruderer
- 05. Januar: Ken Leemans, belgischer Fußballspieler

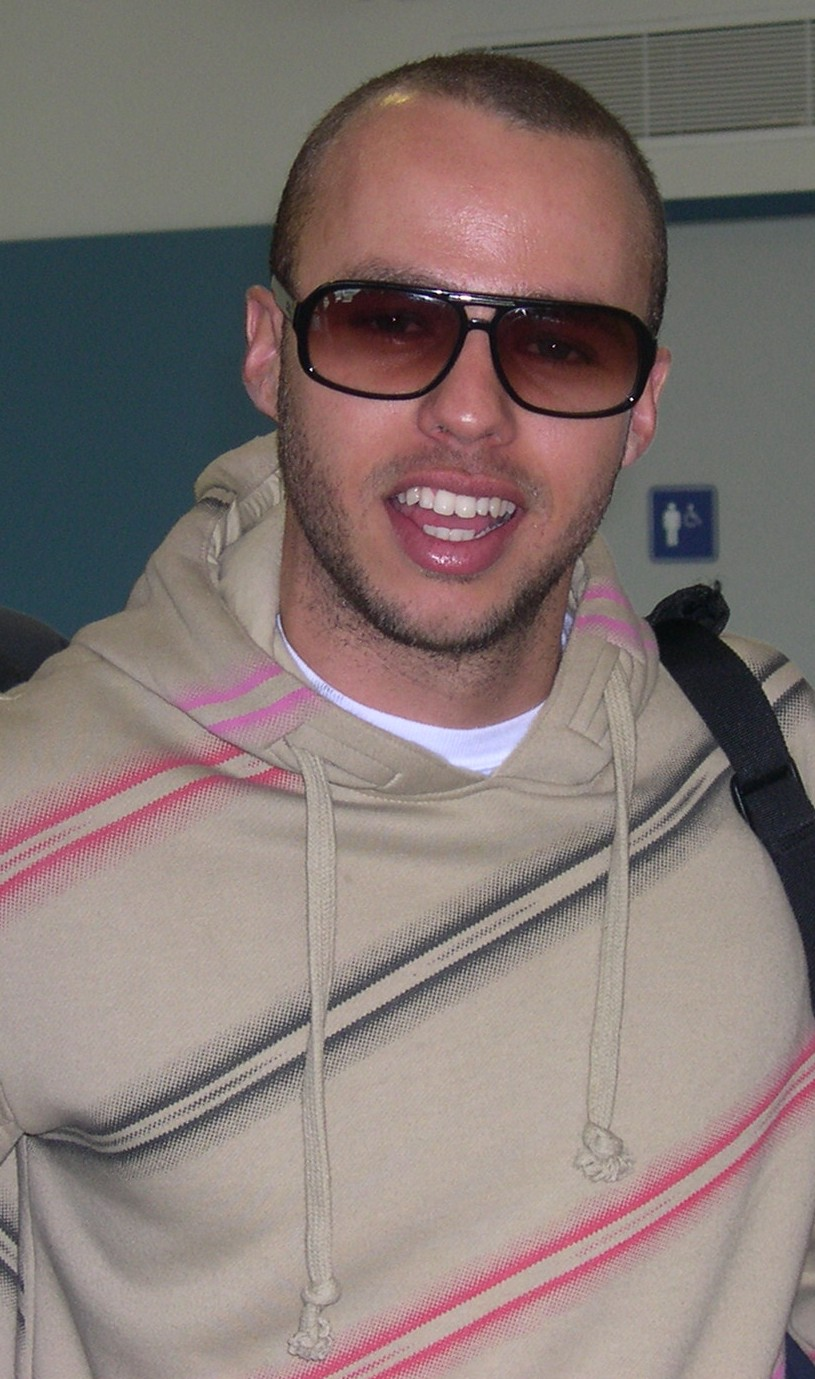
Marlon Roudette

- 05. Januar: Marlon Roudette, britischer Musiker
- 06. Januar: Artur Augustyn, polnischer Volleyballspieler
- 06. Januar: Maximilian Dirr, deutscher Schauspieler
- 06. Januar: Claudia Umpiérrez, uruguayische Fußballschiedsrichterin
- 07. Januar: Alena Bunas, belarussische Billardspielerin
- 07. Januar: Marcel Hagmann, deutscher Fußballspieler
- 07. Januar: Aleksander Miśta, polnischer Schachspieler
- 08. Januar: Michael Ziegelwagner, österreichischer Schriftsteller
- 09. Januar: Kerry Condon, irische Schauspielerin
- 09. Januar: Christiane Kaufmann, deutsche Künstlerin
- 09. Januar: Islam Timursijew, russischer Amateurboxer († 2015)
- 09. Januar: Julia Wolf, deutsche Handballspielerin
- 11. Januar: Mark Forster, deutscher Sänger und Songwriter
- 11. Januar: Kaisa Mäkäräinen, finnische Biathletin
- 11. Januar: Matthew „Matt“ McKay, australischer Fußballspieler
- 11. Januar: André Myhrer, schwedischer Skirennläufer

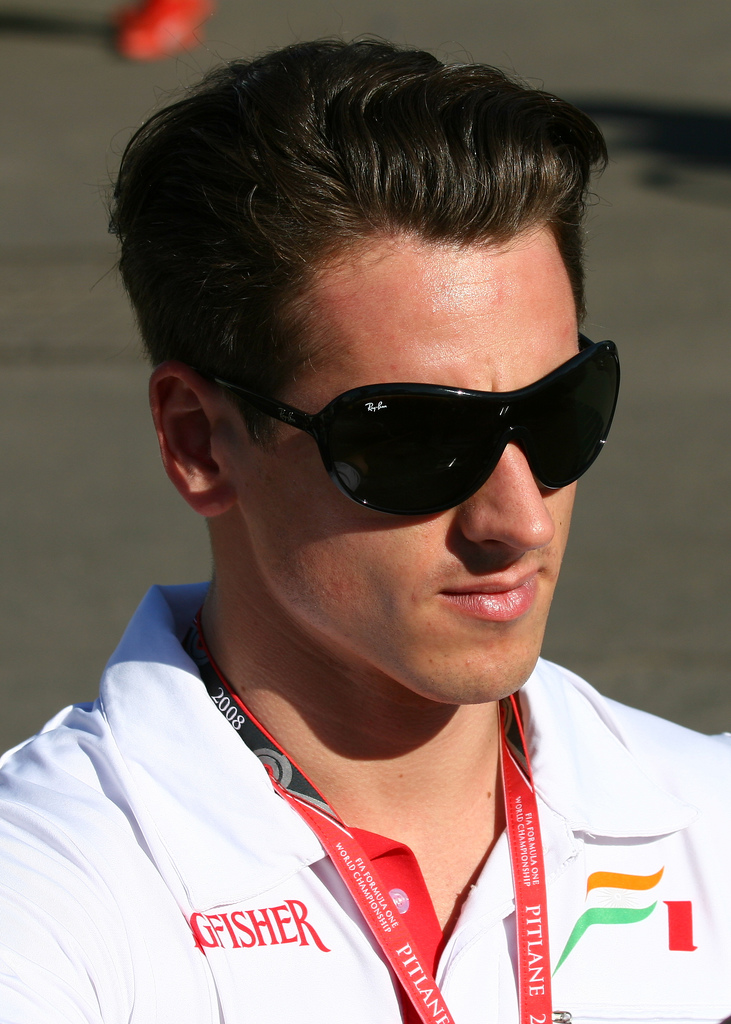
Adrian Sutil

- 11. Januar: Adrian Sutil, deutscher Automobilrennfahrer
- 12. Januar: Bryan Bergougnoux, französischer Fußballspieler
- 12. Januar: Luka Dobelšek, slowenischer Handballspieler
- 12. Januar: Stefan Schauer, deutscher Eishockeyspieler
- 13. Januar: Kim Ga-young, südkoreanische Poolbillardspielerin
- 13. Januar: Giovanni Visconti, italienischer Radrennfahrer
- 15. Januar: Benjamin Balleret, monegassischer Tennisspieler
- 15. Januar: Emmanuel Chedal, französischer Skispringer
- 15. Januar: André Ventura, portugiesischer Politiker
- 16. Januar: Shay Abutbul, israelischer Fußballspieler
- 16. Januar: Caroline Frier, deutsche Schauspielerin
- 16. Januar: Emanuel Pogatetz, österreichischer Fußballspieler
- 17. Januar: Álvaro Arbeloa Coca, spanischer Fußballspieler
- 17. Januar: Thade Jude Correa, US-amerikanischer Komponist
- 17. Januar: Alex Meier, deutscher Fußballspieler
- 17. Januar: Jewgeni Dementjew, russischer Skilangläufer
- 18. Januar: Samantha Mumba, irische Schauspielerin, Sängerin und Fotomodell
- 19. Januar: Rasmus Mangor Andersen, dänischer Badmintonspieler
- 19. Januar: Ismael Blanco, argentinischer Fußballspieler
- 19. Januar: Laurent Groppi, französischer Automobilrennfahrer
- 19. Januar: Utada Hikaru, japanische Pop-Musikerin
- 19. Januar: Justyna Kowalczyk, polnische Skilangläuferin
- 19. Januar: David Miesmer, österreichischer Schauspieler
- 20. Januar: Nanae Aoyama, japanische Schriftstellerin
- 21. Januar: Victor Leandro Bagy, brasilianischer Fußballspieler
- 21. Januar: Matthias Karbowski, deutscher Handballspieler
- 21. Januar: Moritz Volz, deutscher Fußballspieler
- 21. Januar: Maryse Ouellet, kanadische Wrestlerin
- 21. Januar: Rapsody, US-amerikanische Rapperin
- 22. Januar: Julien Piguet, französischer Unternehmer und Automobilrennfahrer
- 22. Januar: Primož Urh-Zupan, slowenischer Skispringer
- 23. Januar: Katrin Wolter, deutsche Schauspielerin
- 24. Januar: Davide Biondini, italienischer Fußballspieler
- 24. Januar: Craig Horner, australischer Schauspieler
- 24. Januar: Saša Kekez, deutsch-kroatischer Schauspieler
- 24. Januar: Scott Speed, US-amerikanischer Automobilrennfahrer
- 25. Januar: Sarah Günther, deutsche Fußballspielerin
- 26. Januar: Christian Adam, deutscher Fußball-Torwart
- 26. Januar: Florian Gruber, deutscher Automobilrennfahrer
- 27. Januar: Deon Anderson, US-amerikanischer American-Football-Spieler
- 28. Januar: Thierry Baudet, niederländischer Historiker, Jurist und Politiker
- 28. Januar: Michael Kempter, deutscher Fußballschiedsrichter
- 28. Januar: Danny Makkelie, niederländischer Fußballschiedsrichter
- 28. Januar: Shirli Volk, deutsche Schauspielerin
- 28. Januar: Kimmo Yliriesto, finnischer Skispringer
- 29. Januar: Jakob Graf, deutscher Schauspieler
- 30. Januar: Richard Adjei, deutscher Bobfahrer und American-Football-Spieler († 2020)
- 30. Januar: Bajanmönchiin Anchtschimeg, mongolische Schachspielerin
- 30. Januar: Mansour Assoumani, französischer Fußballspieler
- 30. Januar: Thomas Mogensen, dänischer Handballspieler
- 31. Januar: Adriano Angeloni, italienischer Radrennfahrer
- 31. Januar: Elizabeth Armstrong, US-amerikanische Wasserballspielerin
- 31. Januar: Fabio Quagliarella, italienischer Fußballspieler
- 31. Januar: Katharina Thewes, deutsche Handballspielerin

### Februar
- 01. Februar: Hamed Afagh Eslamieh, iranischer Basketballspieler
- 01. Februar: Florian Liegl, österreichischer Skispringer
- 01. Februar: Jurgen Van Den Broeck, belgischer Radrennfahrer und Automobilrennfahrer
- 02. Februar: Anastassija Dawydowa, russische Synchronschwimmerin
- 02. Februar: Carolina Klüft, schwedische Siebenkämpferin
- 02. Februar: Arsen Sergejewitsch Pawlow, russischer Milizenführer († 2016)
- 04. Februar: Blerim Rrustemi, kanadischer Fußballspieler
- 05. Februar: Florence Annequin, französische Schauspielerin und Filmemacherin
- 05. Februar: Anja Hammerseng-Edin, norwegische Handballspielerin
- 06. Februar: Corinna Hein, deutsche Kunstradfahrerin
- 06. Februar: Michael Klingler, liechtensteinischer Bobfahrer
- 07. Februar: Alexander Dreymon, deutscher Schauspieler
- 07. Februar: Christian Klien, österreichischer Automobilrennfahrer
- 07. Februar: Robert Marc Lehmann, deutscher Meeresbiologe
- 08. Februar: Jermaine Anderson, kanadischer Basketballspieler
- 08. Februar: Wen Lihao, chinesischer Dartspieler
- 08. Februar: Birte Wentzek, deutsche Schauspielerin
- 09. Februar: Figub Brazlevič, deutscher Hip-Hop-Produzent
- 09. Februar: Kim Hyun-ki, südkoreanischer Skispringer
- 09. Februar: Dimitar Rangelow, bulgarischer Fußballspieler
- 09. Februar: Martin Stoll, deutscher Fußballspieler
- 10. Februar: Vic Fuentes, US-amerikanischer Musiker
- 11. Februar: Miladin Kozlina, slowenischer Handballspieler
- 11. Februar: Emmanuel Krontiris, deutscher Fußballspieler
- 11. Februar: Viola Odebrecht, deutsche Fußballspielerin
- 11. Februar: David Neil Tarka, australischer Fußballspieler
- 11. Februar: Rafael van der Vaart, niederländischer Fußballspieler
- 11. Februar: Nicki Clyne, kanadische Schauspielerin
- 12. Februar: Juan Rodríguez, spanischer Dartspieler
- 13. Februar: Reem Kherici, französische Schauspielerin und Regisseurin
- 13. Februar: Wiktor Wiktorowitsch Schaitar, russischer Automobilrennfahrer
- 14. Februar: Sada Jacobson, US-amerikanische Fechterin
- 14. Februar: Manuel Poggiali, san-marinesischer Motorradrennfahrer
- 14. Februar: Bacary Sagna, französischer Fußballspieler
- 14. Februar: Moritz Vierboom, niederländischer Schauspieler
- 15. Februar: David Andersen, norwegischer Skispringer
- 15. Februar: Rolando Bianchi, italienischer Fußballspieler
- 15. Februar: Philipp Degen, Schweizer Fußballspieler
- 15. Februar: David Degen, Schweizer Fußballspieler
- 15. Februar: Stefan Kaiser, österreichischer Skispringer

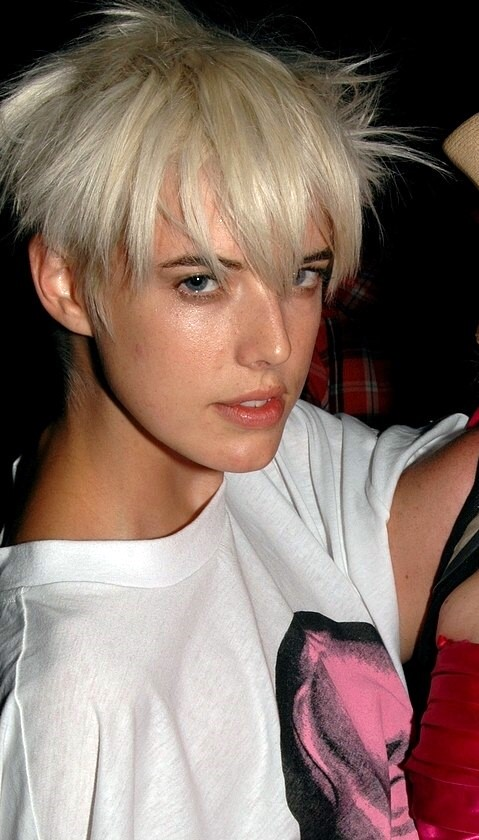
Agyness Deyn

- 16. Februar: Agyness Deyn, britisches Topmodel
- 17. Februar: Domenico de Cicco, deutsch-italienischer Reality-TV-Darsteller
- 17. Februar: Nora Fingscheidt, deutsche Filmregisseurin
- 17. Februar: Jonathan Grunwald, deutscher Politiker (CDU)
- 18. Februar: Pinar Erincin, deutsch-türkische Schauspielerin
- 18. Februar: Monique Henderson, US-amerikanische Leichtathletin
- 18. Februar: Ilja Sergejewitsch Rosljakow, russischer Skispringer
- 18. Februar: Roberta Vinci, italienische Tennisspielerin
- 19. Februar: Kotoōshū Katsunori, bulgarischer Sumo-Ringer
- 19. Februar: Tony D, deutscher Rapper
- 19. Februar: Pia Mechler, deutsche Schauspielerin
- 19. Februar: Thomas Stamm, Schweizer Fußballspieler und -trainer
- 20. Februar: Emad „Moteab“ Mohamed Abd El Naby Ibrahim, ägyptischer Fußballspieler
- 20. Februar: Jeremy Foley, US-amerikanischer Filmschauspieler
- 22. Februar: Mohamad Asfari, syrischer Poolbillardspieler
- 22. Februar: Udo Stein, deutscher Kaufmann und Politiker
- 23. Februar: Aziz Ansari, US-amerikanischer Comedian und Schauspieler
- 23. Februar: Jens Baumbach, deutscher Handballspieler

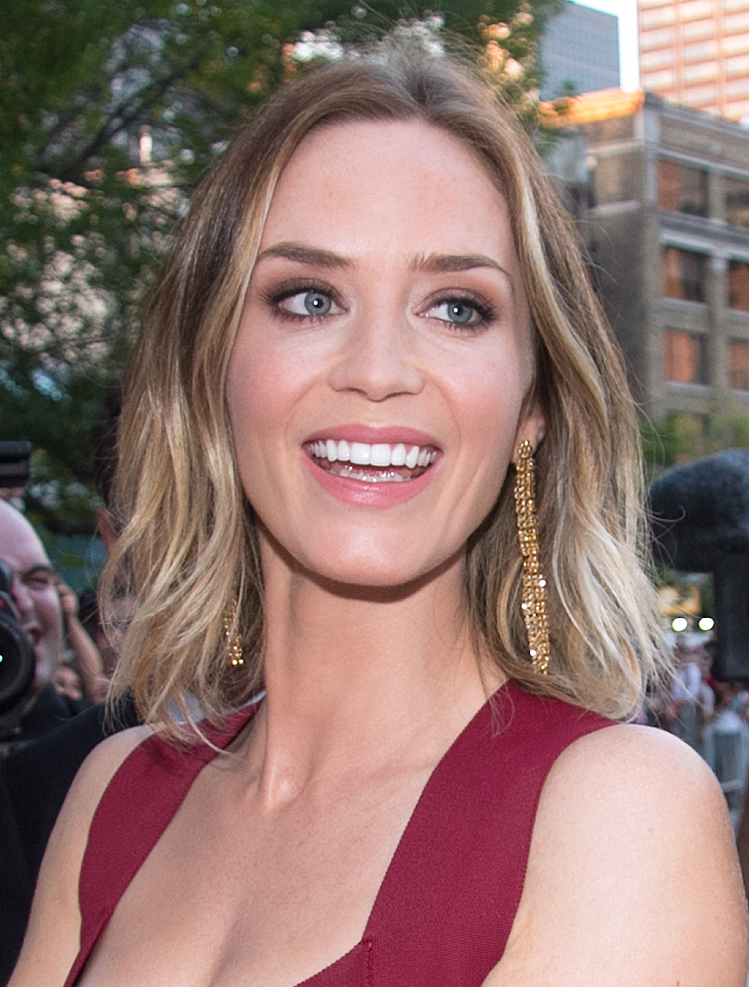
Emily Blunt

- 23. Februar: Emily Blunt, britische Schauspielerin
- 23. Februar: Ahmed Hossam Hussein Abdelamid, ägyptischer Fußballspieler
- 23. Februar: Mirco Bergamasco, italienischer Rugbyspieler
- 24. Februar: Javier Horacio Pinola, argentinischer Fußballspieler
- 25. Februar: Fabian Lamotte, deutscher Fußballspieler
- 25. Februar: Kaisa, deutscher Rapper
- 27. Februar: Kate Mara, US-amerikanische Schauspielerin
- 27. Februar: Laura Moylan, australische Schachspielerin

### März
- 01. März: Carlos Abellán, spanischer Radrennfahrer
- 01. März: Lina Alfredsson, schwedische Badmintonspielerin
- 01. März: Lupita Nyong’o, kenianische Schauspielerin und Filmemacherin
- 01. März: Maxi Warwel, deutsche Schauspielerin
- 02. März: Igor Antón Hernández, spanischer Radrennfahrer
- 02. März: Lisandro López, argentinischer Fußballspieler
- 02. März: Clara Woltering, deutsche Handballspielerin
- 03. März: Sarah Poewe, südafrikanisch-deutsche Schwimmerin
- 04. März: Jaque Fourie, südafrikanischer Rugbyspieler
- 05. März: Justine Le Pottier, französische Schauspielerin
- 05. März: Pablo Brandán, argentinischer Fußballspieler
- 05. März: Patrick Wunderbaldinger, österreichischer Fußballspieler
- 06. März: Andranik Teymourian, persischer Fußballspieler
- 06. März: Simon Zahner, Schweizer Cyclocrossfahrer
- 07. März: Manucho, angolanischer Fußballspieler
- 07. März: Michael Schweikardt, deutscher Handballspieler und -trainer
- 09. März: Bijan Benjamin, deutsch-iranischer Filmregisseur
- 10. März: Nicolás Andrés Amodio, uruguayischer Fußballspieler
- 10. März: Ryu Hyun-kyung, südkoreanische Schauspielerin
- 10. März: Sonim Son, japanische Sängerin und Schauspielerin
- 11. März: Irini Aindili, griechische Sportlerin der Rhythmischen Sportgymnastik
- 12. März: Atif Aslam, pakistanischer Popsänger
- 13. März: Alex Ardila, kolumbianischer Radrennfahrer
- 13. März: Moritz Bürkner, deutscher Schauspieler
- 13. März: Mariano Julio Izco, argentinischer Fußballer
- 13. März: Monika Sozanska, deutsche Degenfechterin
- 14. März: Baqtijar Karipullajewitsch Artajew, kasachischer Boxer
- 15. März: Severin Blindenbacher, Schweizer Eishockeyspieler
- 15. März: Djelaludin „Toto“ Sharityar, afghanisch-deutscher Fußballspieler
- 16. März: Mark Ardelan, kanadischer Eishockeyspieler
- 17. März: Zenon Caravella, australischer Fußballspieler
- 17. März: Lorcan O’Toole, irischer Schauspieler
- 17. März: Matteo Paro, italienischer Fußballspieler
- 17. März: Emanuel Benito Rivas, argentinischer Fußballspieler
- 17. März: Martin Shkreli, US-amerikanischer Hedgefondsmanager
- 18. März: Dennis Mimm, Fußballspieler
- 19. März: Tomoyoshi Koyama, japanischer Motorradrennfahrer
- 23. März: Mo Farah, britischer Leichtathlet
- 24. März: T. J. Ford, US-amerikanischer Basketballspieler
- 24. März: Isabel Soares, Sängerin
- 25. März: Njazi Kuqi, finnischer Fußballspieler
- 25. März: Tian Tian, chinesische Schachspielerin
- 26. März: Toni Elías, spanischer Motorradrennfahrer
- 27. März: Kumaran Ganeshan, deutscher Schauspieler
- 28. März: Ladji Doucouré, französischer Leichtathlet
- 29. März: Jamie Woon, britischer Sänger
- 30. März: Holger Glandorf, deutscher Handballspieler
- 30. März: Britta Johansson Norgren, schwedische Skilangläuferin
- 30. März: Sebastián Omar „Seba“ Monesterolo, argentinischer Fußballspieler
- 30. März: Linnea Torstenson, schwedische Handballspielerin
- 31. März: Hashim Mahomed Amla, südafrikanischer Cricketspieler

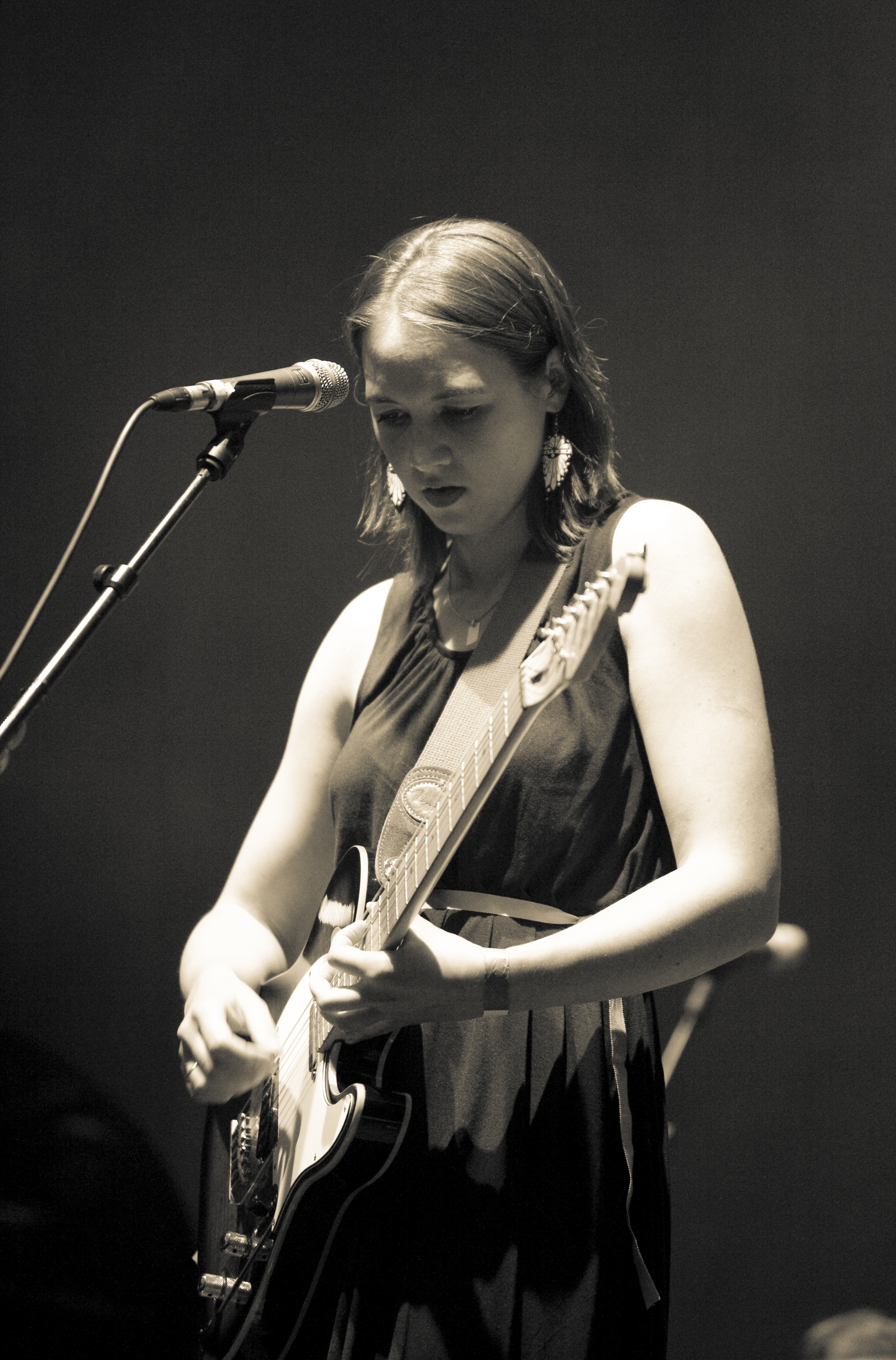
Sophie Hunger

- 31. März: Sophie Hunger, Schweizer Sängerin und Komponistin
- 31. März: Sophie Rogall, deutsche Schauspielerin und Sprecherin

### April
- 01. April: Jake Appelbaum, US-amerikanischer Internetaktivist und Spezialist für Computersicherheit
- 01. April: Rozbeh Asmani, deutsch-iranischer Medienkünstler
- 01. April: Christian Schulz, deutscher Fußballspieler
- 01. April: Amr Zaki, ägyptischer Fußballspieler
- 02. April: Gökhan Şensan, deutscher Rapper
- 04. April: Jewgeni Jewgenjewitsch Artjuchin, russischer Eishockeyspieler

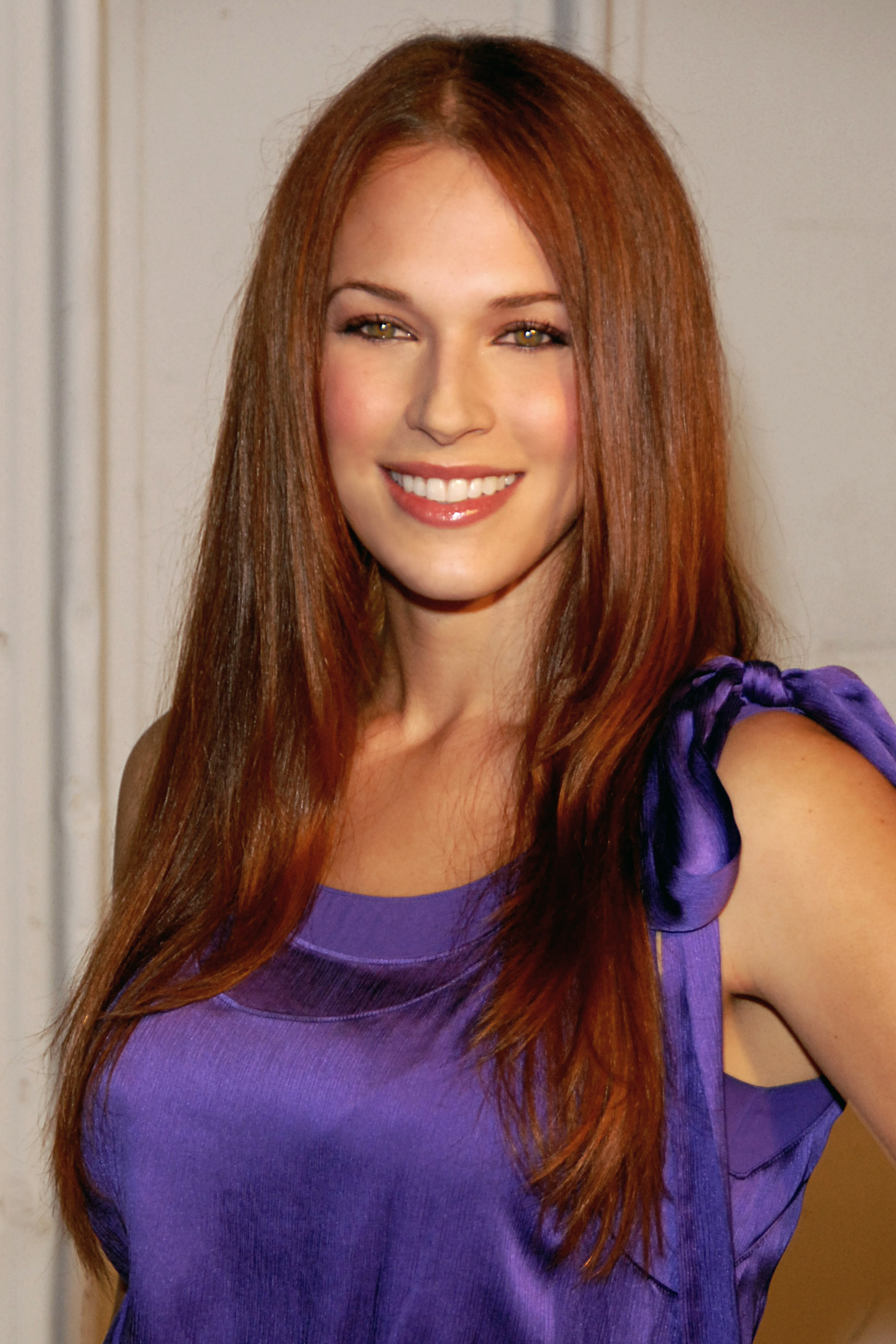
Amanda Righetti

- 04. April: Amanda Righetti, US-amerikanische Schauspielerin
- 05. April: Maxim Anissimau, belarussischer Skispringer
- 05. April: Jorge Andrés Martínez, uruguayischer Fußballspieler
- 05. April: Tino Mewes, deutscher Schauspieler
- 06. April: Torge Johannsen, deutscher Handballspieler
- 06. April: Christian Sprenger, deutscher Handballspieler und -trainer
- 06. April: James Wade, englischer Dartspieler
- 07. April: Marcos Alberto Angeleri, argentinischer Fußballspieler

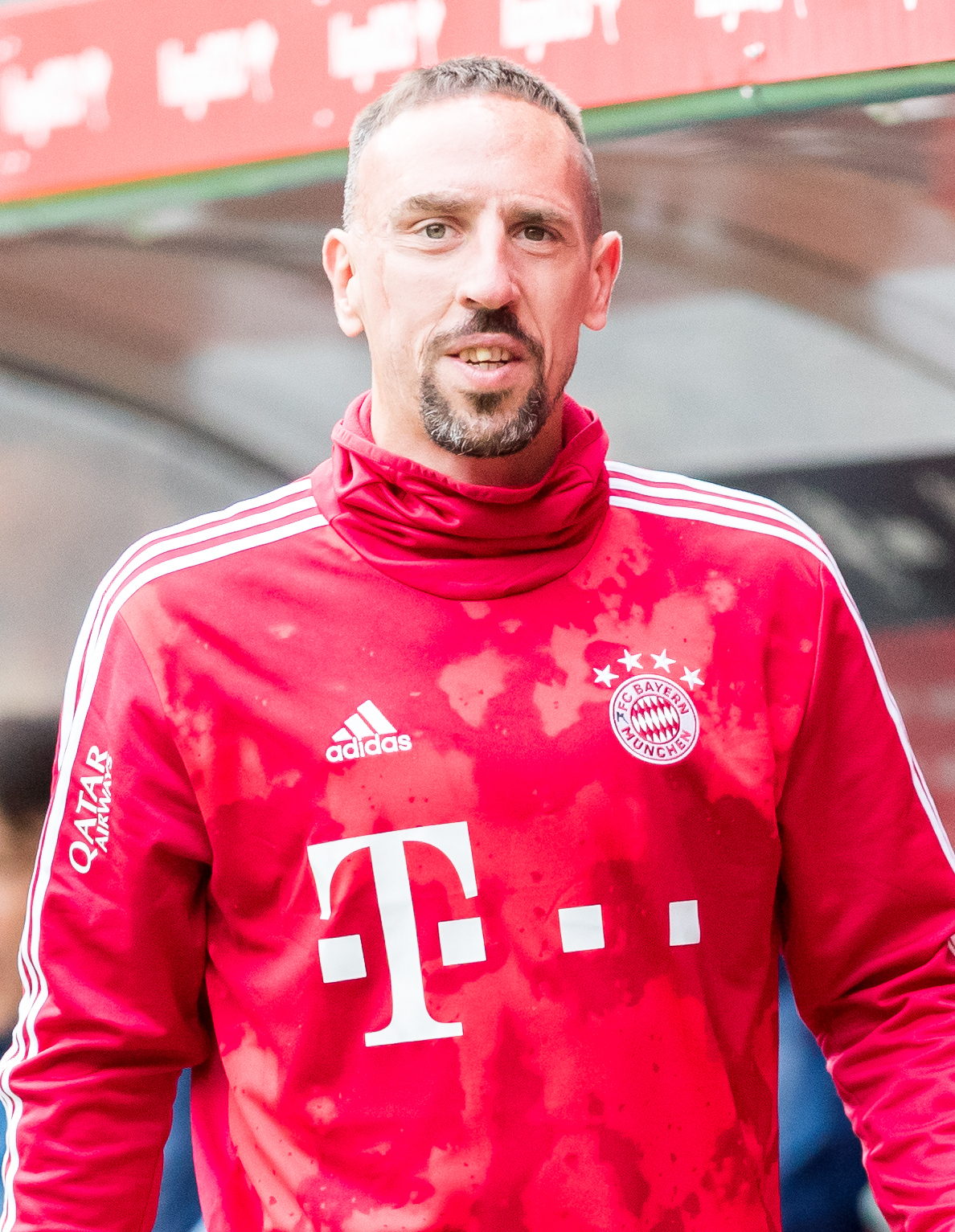
Franck Ribéry

- 07. April: Franck Ribéry, französischer Fußballspieler
- 08. April: Katja Abel, deutsche Turnerin
- 09. April: Lukáš Dlouhý, tschechischer Tennisspieler
- 09. April: Thomas Reinmann, Schweizer Fußballspieler
- 09. April: Dawit Tschutlaschwili, georgischer Schriftsteller
- 10. April: Yasin Avcı, türkischer Fußballspieler
- 10. April: Fumiyuki Beppu, japanischer Radsportler
- 10. April: Jamie Chung, US-amerikanische Schauspielerin
- 11. April: Cem Toraman, deutscher Rapper
- 12. April: Matthias Büttner, deutscher Politiker, MdL

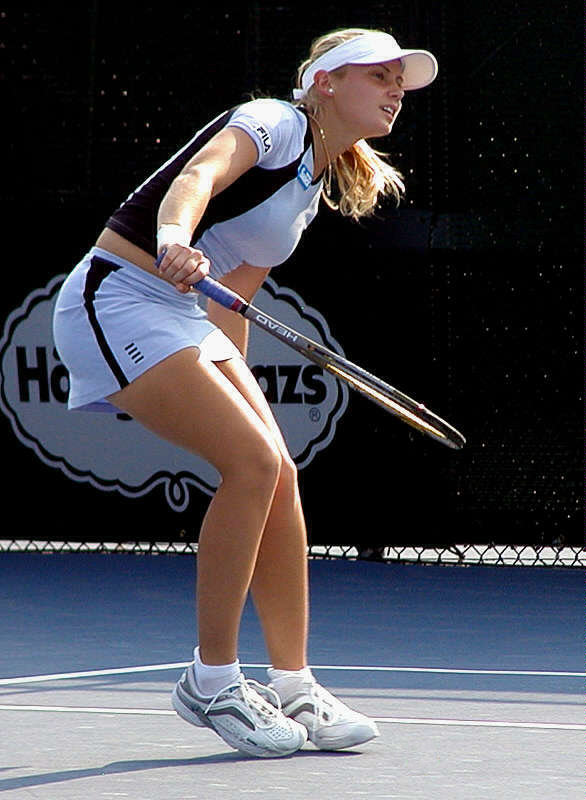
Jelena Dokić

- 12. April: Jelena Dokić, australische Tennisspielerin
- 12. April: Sak Noel, spanischer DJ
- 13. April: Schalk Burger, südafrikanischer Rugbyspieler
- 13. April: Nicole Cooke, britische Radsportlerin
- 13. April: Philipp Heerwagen, deutscher Fußballspieler (Torwart)
- 13. April: Christian Löber, deutscher Schauspieler
- 13. April: Tian Zhandong, chinesischer Skispringer
- 14. April: Denis Berger, österreichischer Fußballspieler
- 14. April: Nataša Kramberger, slowenische Schriftstellerin, Publizistin, Kulturvermittlerin und Landwirtin
- 15. April: Alice Braga, brasilianische Schauspielerin
- 15. April: Igor Hürlimann, Schweizer Fußballspieler
- 15. April: Ilja Walerjewitsch Kowaltschuk, russischer Eishockeyspieler
- 15. April: Steven Langton, US-amerikanischer Bobsportler
- 16. April: Daniel Hubmann, Schweizer Orientierungsläufer
- 16. April: Michael Strasser, österreichischer Extremsportler
- 16. April: James Winslow, britischer Automobilrennfahrer
- 17. April: Marcel Effenberger, deutscher Handballspieler
- 19. April: Fethi Ahmed Atunsi, libyscher Radrennfahrer
- 19. April: Ritchie Edhouse, englischer Dartspieler

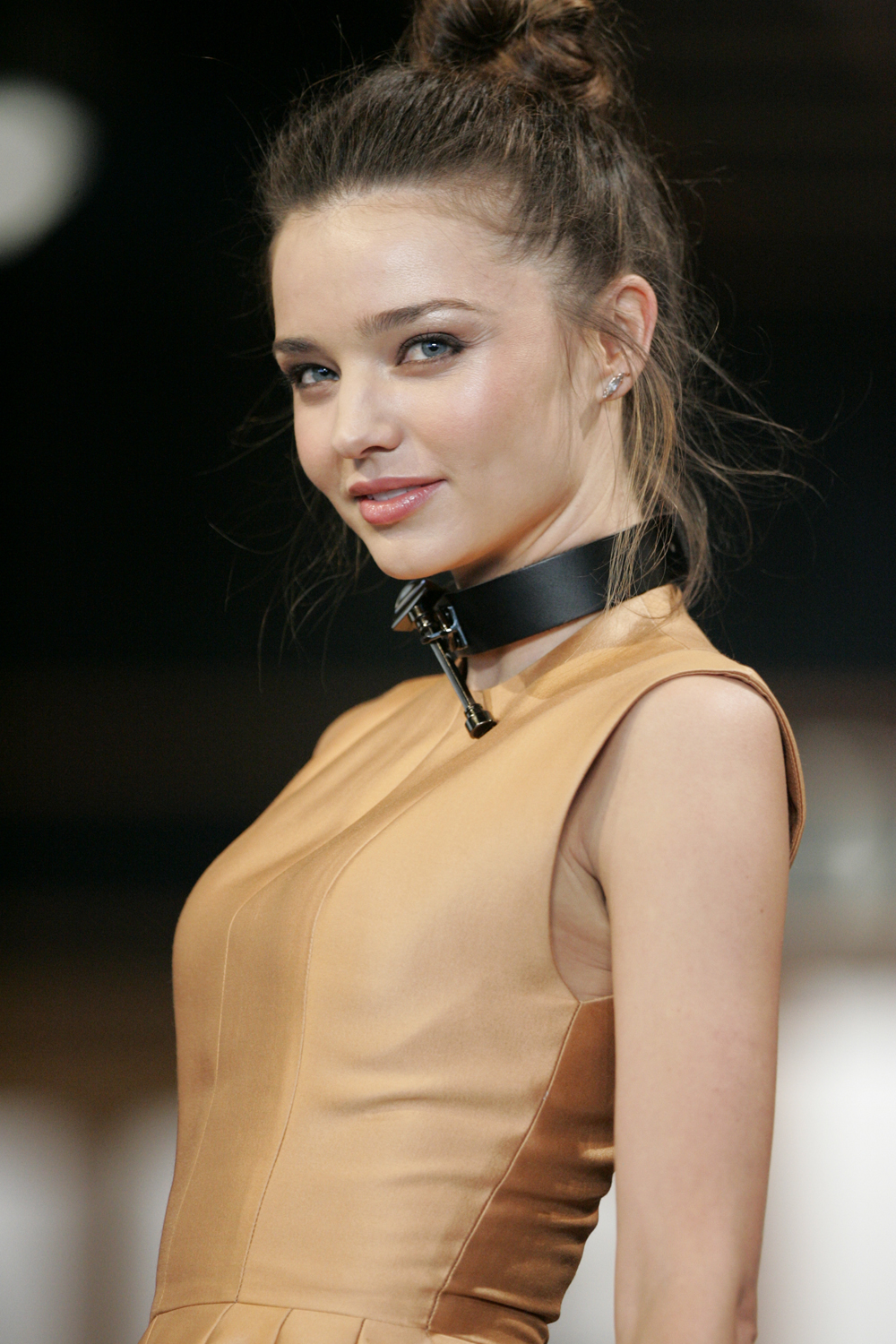
Miranda Kerr

- 20. April: Miranda Kerr, australisches Model
- 20. April: Simon Alexander Eichinger, deutscher Musikproduzent
- 20. April: Max Neukirchner, deutscher Motorradrennfahrer
- 21. April: Marco Donadel, italienischer Fußballspieler
- 21. April: Tarvaris Jackson, US-amerikanischer American-Football-Spieler († 2020)
- 21. April: Jennifer Schrems, deutsche Radiomoderatorin
- 22. April: André Genz, deutscher Handballspieler
- 22. April: Alexander Hübe, deutscher Handballtorwart
- 23. April: Leon Andreasen, dänischer Fußballspieler
- 23. April: Daniela Hantuchová, slowakische Tennisspielerin
- 23. April: Marta Mangué, spanische Handballspielerin
- 24. April: Jenny Adler, deutsche Biathletin
- 24. April: Britt Goodwin, britische Handballspielerin
- 24. April: Lukas Lamla, deutscher Politiker
- 25. April: Katharina Heyer, deutsche Schauspielerin
- 25. April: Dušan Kožíšek, tschechischer Skilangläufer
- 25. April: Kōki Saga, japanischer Automobilrennfahrer
- 26. April: Olaf Kümmel, deutscher Handballtorwart
- 26. April: Jessica Lynch, US-amerikanische Soldatin
- 27. April: Rosetta Pedone, deutsch-italienische Schauspielerin

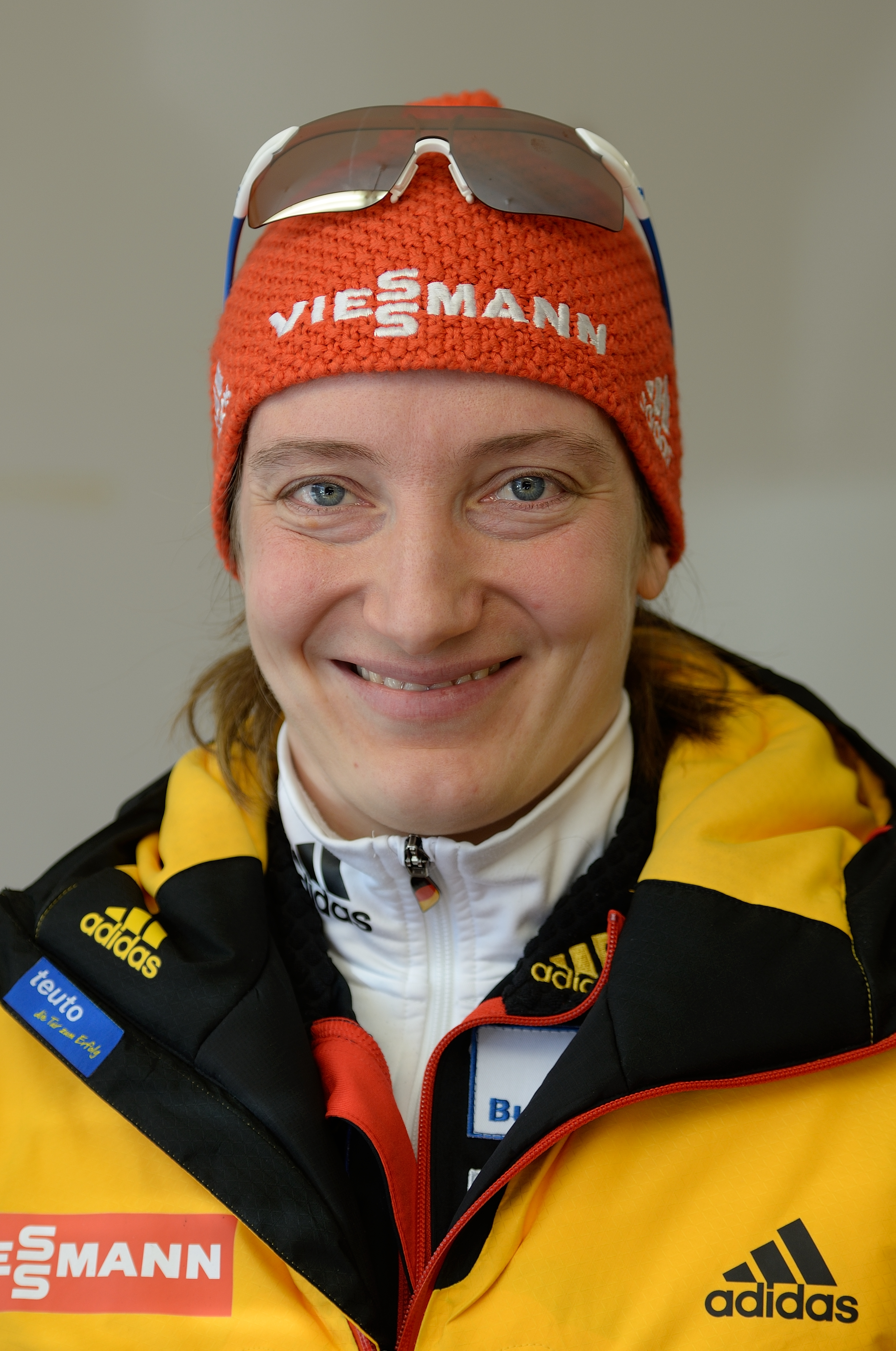
Tatjana Hüfner

- 30. April: Tatjana Hüfner, deutsche Rennrodlerin

### Mai
- 01. Mai: Dalila Abdallah, britisch-kubanische Schauspielerin, Kabarettistin und Sängerin
- 01. Mai: Celso Míguez, spanischer Automobilrennfahrer
- 02. Mai: Elizabeth Ho, US-amerikanische Schauspielerin
- 02. Mai: José Luis Amezcua Melgoza, mexikanischer Priester

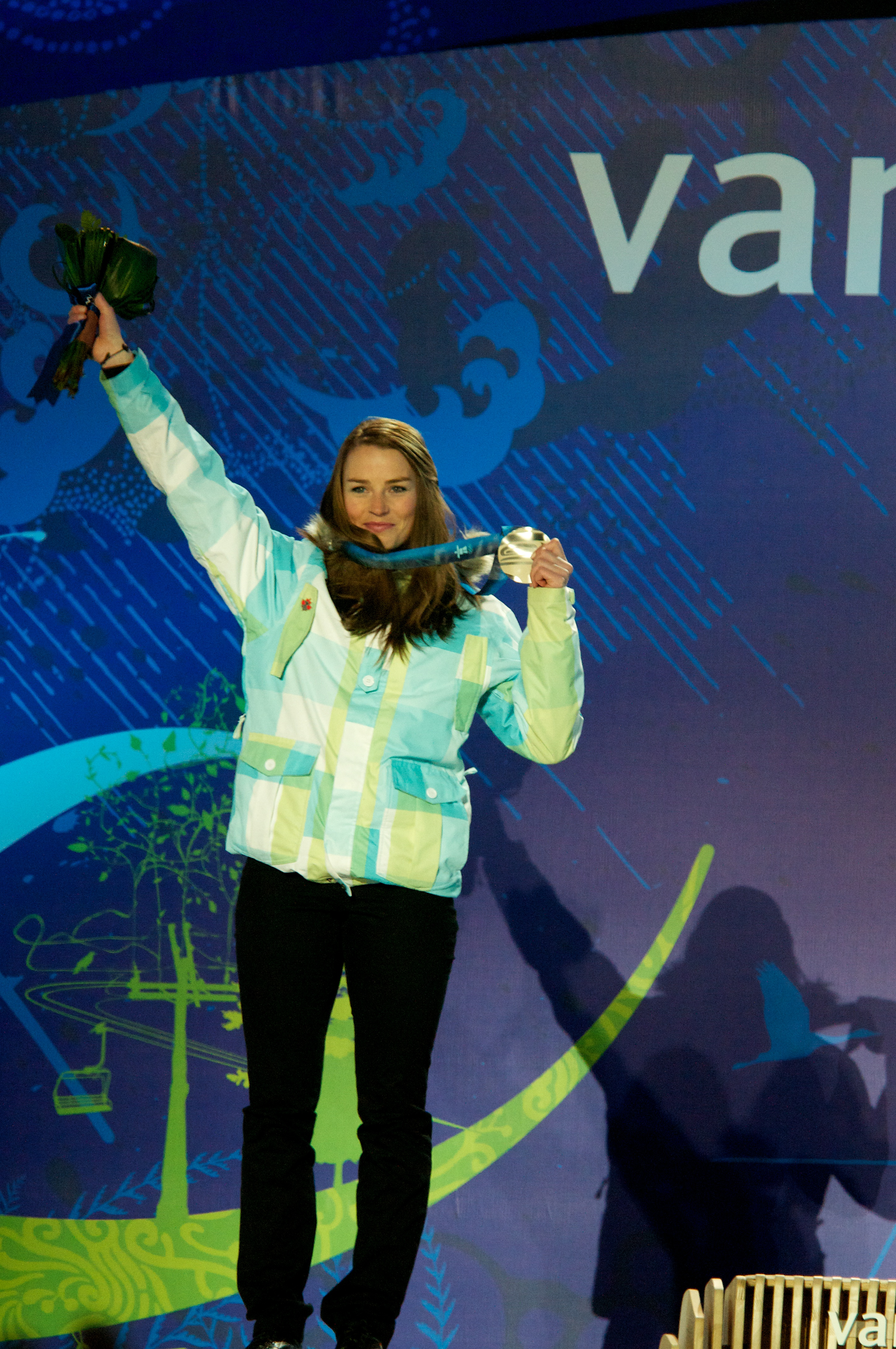
Tina Maze, 2010

- 02. Mai: Tina Maze, slowenische Skirennläuferin
- 02. Mai: Daniel Sordo, spanischer Rallyefahrer
- 03. Mai: Joseph Kwahu Duah Addai, Jr., US-amerikanischer American-Football-Spieler
- 03. Mai: Rosinei Adolfo, brasilianischer Fußballspieler
- 03. Mai: Thomas Lobben, norwegischer Skispringer
- 03. Mai: Franco Parisi, australischer Fußballspieler
- 04. Mai: Mariona Aubert Torrents, spanische Biathletin und Skilangläuferin
- 04. Mai: Edit Lengyel, ungarische Handballspielerin
- 04. Mai: Rubén Olivera, uruguayischer Fußballspieler
- 04. Mai: Alberto Regazzoni, Fußballspieler

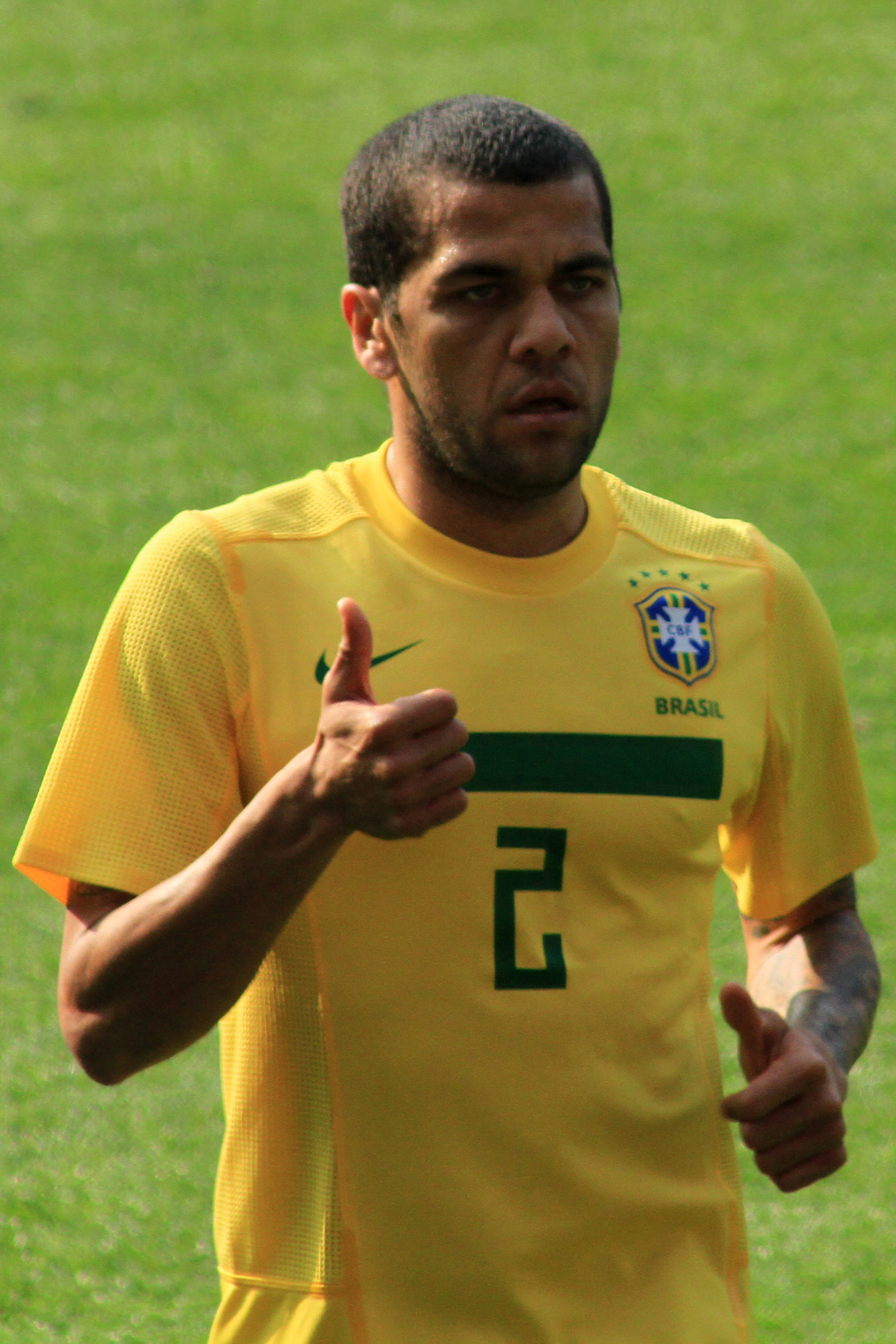
Daniel Alves da Silva

- 06. Mai: Daniel Alves da Silva, brasilianischer Fußballspieler
- 06. Mai: Ida Bjørndalen, norwegische Handballspielerin
- 06. Mai: Gabourey Sidibe, US-amerikanische Schauspielerin
- 06. Mai: Alexander Thamm, deutscher Fußballspieler
- 07. Mai: Matthew Amado, kanadisch-portugiesischer Eishockeyspieler
- 07. Mai: Nadja Bobyleva, russisch-deutsche Schauspielerin
- 07. Mai: Garry O’Connor, schottischer Fußballspieler
- 07. Mai: Arnhild Holmlimo, norwegische Handballspielerin
- 07. Mai: Tomasz Pochwała, ehemaliger polnischer Skispringer und heutiger nordischer Kombinierer
- 08. Mai: Michael Andrey, schweizerischer Badmintonspieler
- 08. Mai: Oleksandr Bedewka, ukrainischer Billardspieler
- 09. Mai: Dawaun Parker, US-amerikanischer Hip-Hop-Produzent
- 09. Mai: Leandro Rinaudo, italienischer Fußballspieler
- 10. Mai: Zac Taylor, US-amerikanischer American-Football-Trainer
- 11. Mai: Matt Leinart, US-amerikanischer American-Football-Spieler
- 12. Mai: Alicja Bachleda-Curuś, polnische Schauspielerin und Sängerin
- 12. Mai: Igor Albert Rinck de Camargo, brasilianisch-belgischer Fußballspieler
- 13. Mai: Anita Görbicz, ungarische Handballspielerin und -trainerin
- 13. Mai: Grégory Lemarchal, französischer Popsänger († 2007)
- 14. Mai: Amir Akrout, tunesischer Fußballspieler
- 14. Mai: Anahí, mexikanische Schauspielerin und Sängerin
- 14. Mai: Tomisław Tajner, polnischer Skispringer
- 14. Mai: Amber Tamblyn, US-amerikanische Schauspielerin
- 16. Mai: Nancy Ajram, libanesische Sängerin
- 16. Mai: Fabian Oscar Wien, deutscher Schauspieler, Sprecher und Kabarettist
- 17. Mai: Danko Lazović, serbischer Fußballspieler
- 17. Mai: Corinna Miazga, deutsche Politikerin († 2023)
- 17. Mai: Benjamin Reichert, deutscher Fußballspieler
- 18. Mai: Márcio Fernandes, kap-verdischer Leichtathlet
- 19. Mai: Sjarhej Asarau, belarussischer Schachmeister
- 19. Mai: İbrahim Aydemir, deutsch-türkischer Fußballspieler
- 19. Mai: Eva Dobos, ungarische Pornodarstellerin und Model
- 19. Mai: Thomas Meyer, deutscher Politikwissenschaftler
- 19. Mai: José Luis Munuera Montero, spanischer Fußballschiedsrichter
- 20. Mai: Justin Astley, englischer Snookerspieler
- 21. Mai: Giuseppe Aquaro, italienischer Fußballspieler
- 21. Mai: Kim-Sarah Brandts, deutsche Schauspielerin

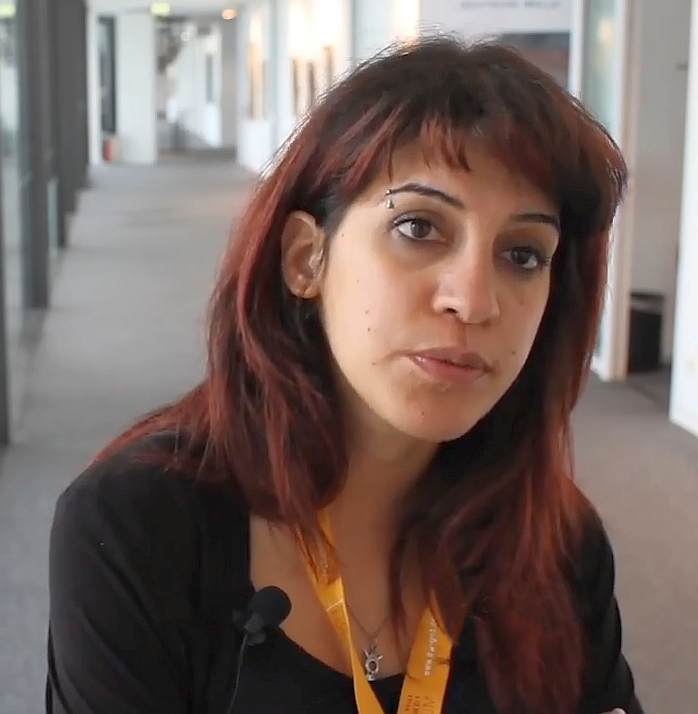
Lina Ben Mhenni

- 22. Mai: Lina Ben Mhenni, tunesische Dozentin für Linguistik, politische Bloggerin († 2020)
- 22. Mai: John Hopkins, US-amerikanischer Motorradrennfahrer
- 22. Mai: Zajko Zeba, bosnischer Fußballspieler
- 24. Mai: Bastien Brière, französischer Mediziner und Automobilrennfahrer
- 24. Mai: Stefano Costantini, italienischer Unternehmer und Automobilrennfahrer
- 25. Mai: Daniel Albrecht, Schweizer Skirennläufer
- 25. Mai: Daniel Budiman, deutscher Fernsehmoderator
- 25. Mai: Chelse Swain, US-amerikanische Schauspielerin
- 27. Mai: Lucenzo, französischer Rapper und Sänger
- 28. Mai: Metin Akan, türkischer Fußballspieler
- 28. Mai: Alex Arseno, brasilianischer Radrennfahrer
- 28. Mai: Jernej Damjan, slowenischer Skispringer
- 29. Mai: Christopher Fogt, US-amerikanischer Bobsportler und Major der United States Army
- 29. Mai: Martin Grubinger, österreichischer Schlagzeuger und Percussionist
- 29. Mai: Nele Kiper, deutsche Schauspielerin
- 30. Mai: Asche, deutscher Rapper
- 30. Mai: Roger Lee Hayden, US-amerikanischer Motorradrennfahrer
- 30. Mai: Stefan Schröder, deutscher Politiker
- 30. Mai: Dennis Tretow, deutscher Handballspieler
- 30. Mai: Matej Uram, slowakischer Skispringer
- 31. Mai: Kim Engel Aabech, dänischer Fußballspieler
- 31. Mai: Leon Haslam, britischer Motorradrennfahrer
- 31. Mai: Maddalena Hirschal, österreichische Schauspielerin
- 31. Mai: Zana Marjanović, bosnische Schauspielerin
- 31. Mai: Stephanie Müller-Spirra, deutsche Moderatorin

### Juni
- 01. Juni: Emil Feuchtmann Perez, chilenischer Handballspieler
- 02. Juni: Hüsni Tahiri, albanischer Fußballspieler
- 03. Juni: George Daniel Anghelache, rumänischer Cyclocross- und Straßenradrennfahrer
- 03. Juni: Janine Habeck, deutsches Playmate des Jahres 2004
- 04. Juni: Stephanie Atanasov, österreichische Sängerin
- 04. Juni: Jessica Cumming, US-amerikanische Freestyle-Skierin
- 04. Juni: Abdulaziz bin Turki Al Saud, saudi-arabischer Automobilrennfahrer
- 05. Juni: Nadine Müller, deutsche Politikerin
- 06. Juni: Lyndie Greenwood, kanadische Schauspielerin
- 06. Juni: Gianna Michaels, US-amerikanische Pornodarstellerin
- 07. Juni: Nico Kunert, deutscher Kunstradfahrer
- 08. Juni: Gaines Adams, US-amerikanischer American-Football-Spieler († 2010)
- 08. Juni: Kim Clijsters, belgische Tennisspielerin
- 08. Juni: Graeme Smith, schottischer Fußballtorwart
- 09. Juni: Ásta Árnadóttir, isländische Fußballspielerin
- 09. Juni: Jaime Celestino Dias Bragança, portugiesischer Fußballspieler
- 10. Juni: Tony Angiboust, französischer Curler
- 10. Juni: Michael Auer, österreichischer Fußballspieler

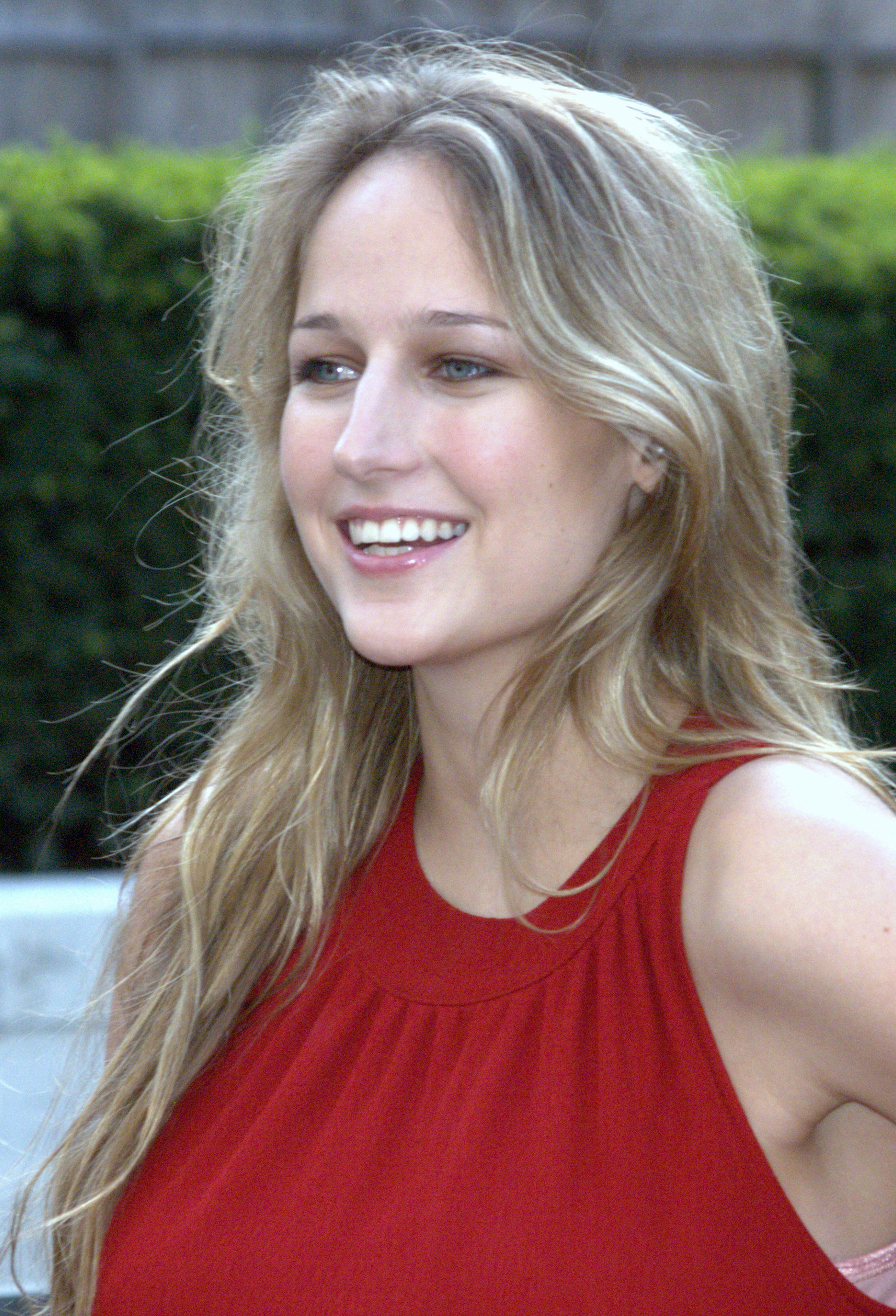
Leelee Sobieski

- 10. Juni: Leelee Sobieski, US-amerikanische Schauspielerin
- 13. Juni: Rebeca Linares, spanische Pornodarstellerin
- 13. Juni: Kateřina Smutná, tschechische Skilangläuferin
- 14. Juni: Louis Garrel, französischer Schauspieler
- 14. Juni: Mattia Gavazzi, italienischer Radrennfahrer
- 14. Juni: Anna Lührmann, deutsche Politikerin und MdB
- 15. Juni: Julia Fischer, deutsche Violinistin
- 15. Juni: Laura Imbruglia, australische Folk-Rock-Sängerin
- 15. Juni: Ines Lutz, deutsche Schauspielerin
- 15. Juni: Dawid Statnik, sorbischer Politiker, Domowina-Vorsitzender
- 16. Juni: Clint Field, US-amerikanischer Automobilrennfahrer
- 16. Juni: Daniel Kandlbauer, Schweizer Rockmusiker
- 16. Juni: Sebastian Linder, deutscher Handballspieler
- 17. Juni: Lilian Akopova, armenisch-ukrainische Pianistin
- 18. Juni: Philipp Poisel, deutscher Singer-Songwriter
- 19. Juni: Macklemore, US-amerikanischer Rapper
- 19. Juni: Gregor Arbet, estnischer Basketballspieler
- 19. Juni: Julián Darío Atehortúa Bedoya, kolumbianischer Straßenradrennfahrer
- 19. Juni: Aidan Turner, irischer Schauspieler
- 20. Juni: Deonise Cavaleiro, brasilianische Handballspielerin

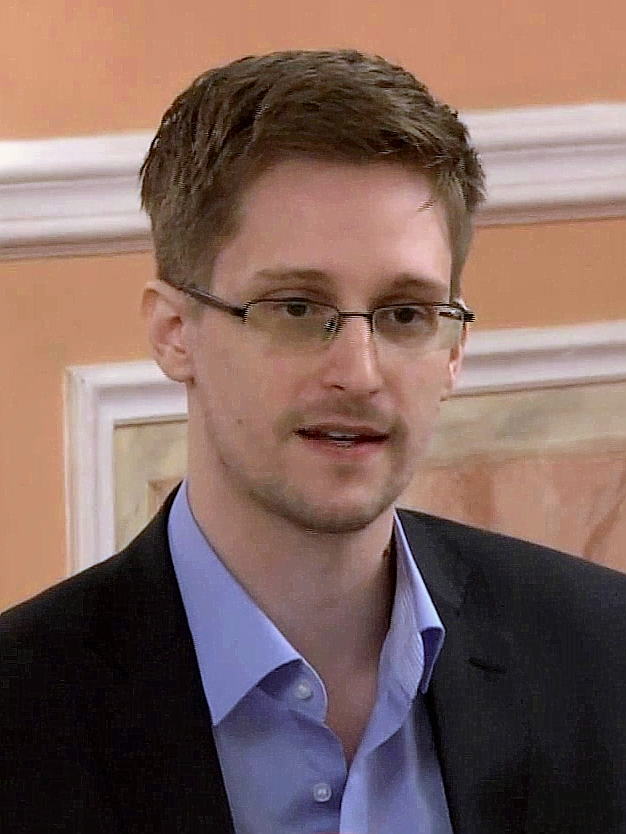
Edward Snowden

- 21. Juni: Edward Snowden, US-amerikanischer Whistleblower
- 23. Juni: Kari Arkivuo, finnischer Fußballspieler
- 24. Juni: Johan Andersson, schwedischer Handballspieler
- 24. Juni: Albert von Thurn und Taxis, deutscher Unternehmer und Automobilrennfahrer
- 25. Juni: Pegah Ferydoni, deutsch-iranische Schauspielerin
- 25. Juni: Daniele Gastaldello, italienischer Fußballspieler
- 26. Juni: Felipe Melo, brasilianischer Fußballspieler
- 26. Juni: Antonio Rosati, italienischer Fußballspieler
- 27. Juni: Alsou, russisch-tatarische Sängerin und Schauspielerin
- 27. Juni: Anna Prohaska, österreichisch-englische Sopranistin
- 27. Juni: Evan David Taubenfeld, US-amerikanischer Musiker
- 28. Juni: Juraj Halenár, slowakischer Fußballspieler († 2018)
- 28. Juni: Georgi Andonow, bulgarischer Fußballspieler
- 28. Juni: Adnan Harmandić, bosnischer Handballspieler
- 28. Juni: Dmitri Jakowenko, russischer Schachspieler
- 28. Juni: Jörg Ritzerfeld, deutscher Skispringer
- 29. Juni: Luca Ascani, italienischer Radrennfahrer
- 29. Juni: Ilja Walerjewitsch Jaschin, russischer Oppositioneller und politischer Gefangener

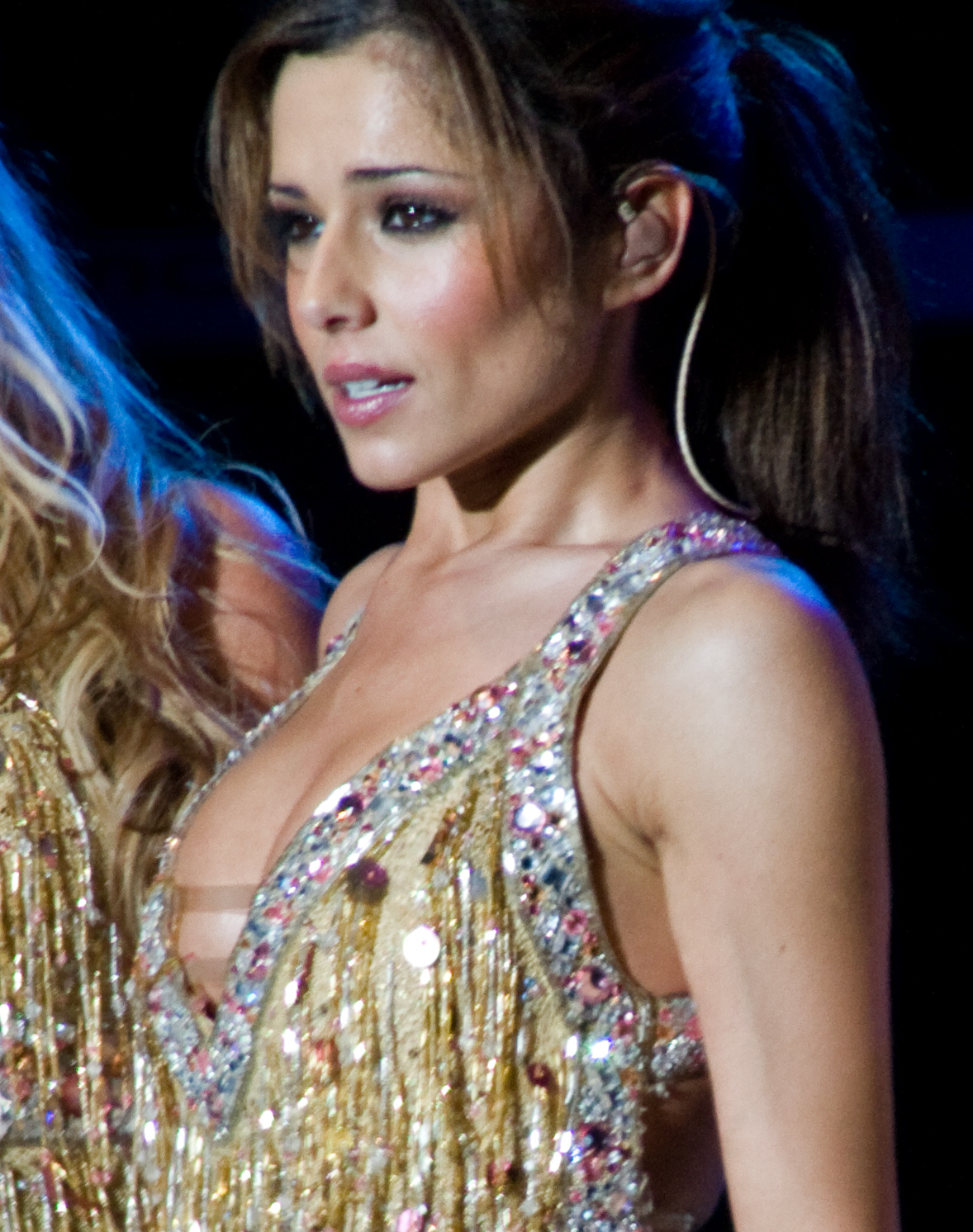
Cheryl Cole

- 30. Juni: Cheryl Cole, britische Sängerin
- 30. Juni: Marcus Burghardt, deutscher Radrennfahrer

### Juli
- 01. Juli: Lynsey Bartilson, US-amerikanische Schauspielerin
- 01. Juli: Sherif Ekramy, ägyptischer Fußballspieler

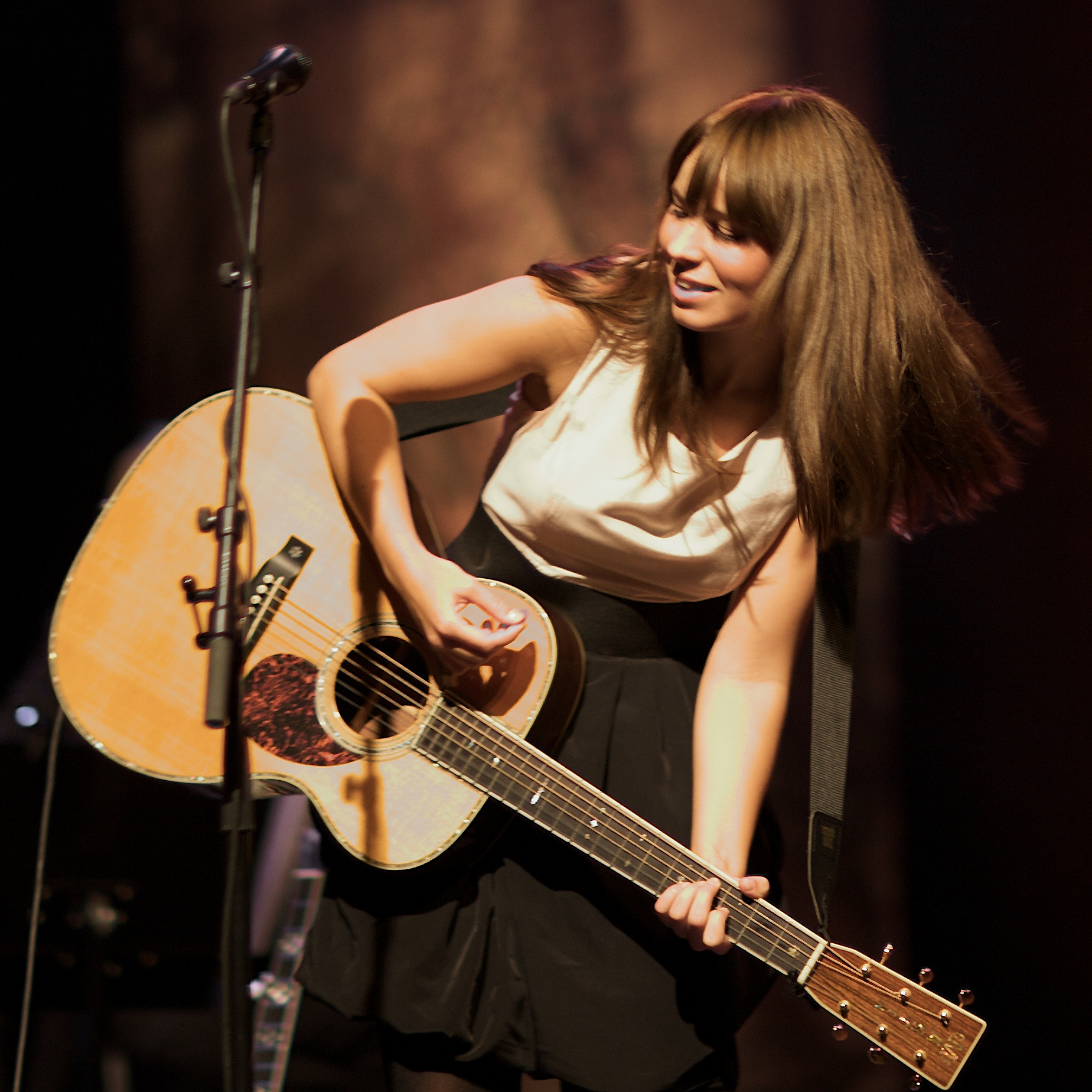
Marit Larsen

- 01. Juli: Marit Larsen, norwegische Popsängerin
- 02. Juli: Alexander Andrejew, russischer Pianist
- 02. Juli: Michelle Branch, US-amerikanische Sängerin, Songwriterin und Gitarristin
- 03. Juli: Kieron Robert Achara, britischer Basketballspieler
- 03. Juli: Shin’ya Aoki, japanischer Mixed-Martial-Arts-Kämpfer
- 03. Juli: Dorota Masłowska, polnische Schriftstellerin
- 05. Juli: Tessa Bremmer, niederländische Handballspielerin
- 05. Juli: Jonás Manuel Gutiérrez, argentinischer Fußballspieler
- 05. Juli: Anne Müller, deutsche Handballspielerin
- 06. Juli: Shama Aboobakar, mauritische Badmintonspielerin
- 07. Juli: Krzysztof Lijewski, polnischer Handballspieler
- 08. Juli: Claudia Cadelo, kubanische politische Bloggerin
- 08. Juli: Jaroslav Janiš, tschechischer Automobilrennfahrer
- 08. Juli: Antonio Mirante, italienischer Fußballspieler
- 10. Juli: Isabell Bachor, deutsche Fußballspielerin
- 10. Juli: Ondřej Zdráhala, tschechischer Handballspieler
- 11. Juli: Mehmet Al, türkischer Fußballspieler
- 11. Juli: Peter Cincotti, US-amerikanischer Songwriter, Sänger und Pianist
- 11. Juli: Oliver Setzinger, österreichischer Eishockeyspieler
- 11. Juli: Rafał Śliż, polnischer Skispringer
- 13. Juli: Mohamed Abdelwahab, ägyptischer Fußballspieler († 2006)
- 13. Juli: Liu Xiang, chinesischer Hürdensprinter
- 14. Juli: Igor Walerjewitsch Andrejew, russischer Tennisspieler
- 14. Juli: Richard Heistand, US-amerikanischer Automobilrennfahrer
- 14. Juli: Tatiana Nekrasov, deutsche Schauspielerin
- 14. Juli: Primož Prošt, slowenischer Handballspieler
- 14. Juli: Witalij Schumbarez, ukrainischer Skispringer
- 15. Juli: Élodie Coppola, französische Fußballschiedsrichterassistentin
- 15. Juli: Olga Graf, russische Eisschnellläuferin
- 16. Juli: Katrina Kaif, britisch-indische Schauspielerin
- 16. Juli: Tobias Schmidt, deutscher Synchron- und Hörspielsprecher
- 17. Juli: Larissa Aimée Breidbach, deutsche Schauspielerin
- 17. Juli: Sarah Jones, US-amerikanische Schauspielerin
- 18. Juli: George Bovell, Schwimmer aus Trinidad und Tobago
- 18. Juli: Jan Schlaudraff, deutscher Fußballspieler
- 19. Juli: Silva Lone Saländer, deutsche Fußballspielerin
- 21. Juli: Ismaël Bouzid, algerischer Fußballspieler
- 21. Juli: Stuart Easton, britischer Motorradrennfahrer
- 21. Juli: Eivør Pálsdóttir, färöische Sängerin und Komponistin
- 22. Juli: Jodi Albert, britische Schauspielerin
- 22. Juli: Sunny Bansemer, deutsche Theater- und Fernsehschauspielerin, Synchronsprecherin und Moderatorin
- 22. Juli: Arsenie Todiraș, moldawischer Popsänger
- 23. Juli: Rebecca Juni Cartwright, australische Schauspielerin und Sängerin
- 23. Juli: Bastian Kaltenböck, österreichischer Skispringer
- 23. Juli: Aaron Peirsol, US-amerikanischer Schwimmer

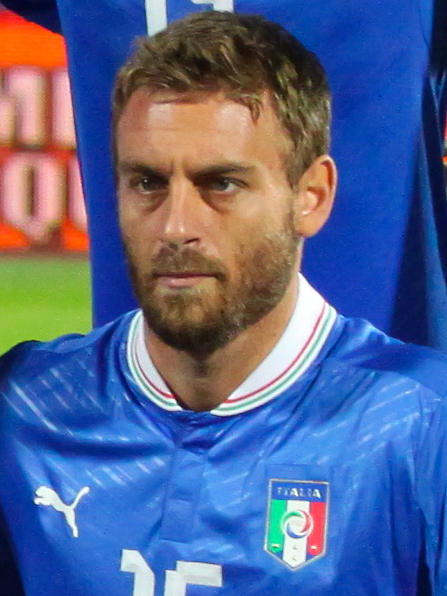
Daniele De Rossi

- 24. Juli: Daniele De Rossi, italienischer Fußballspieler
- 25. Juli: Umse, deutscher Rapper
- 27. Juli: Ken Asaeda, deutsch-japanischer Fußballspieler
- 27. Juli: Lorik Cana, Fußballspieler
- 28. Juli: Marcel Schied, deutscher Fußballspieler
- 29. Juli: Thomas Korell, deutscher Politiker
- 30. Juli: Cristian Molinaro, italienischer Fußballspieler
- 30. Juli: Petja Nedeltschewa, bulgarische Badmintonspielerin
- 31. Juli: Barbara Lanz, österreichische Schauspielerin

### August
- 01. August: Nadia Kailouli, deutsche Journalistin, Fernsehmoderatorin, Podcasterin und Hochschullehrerin
- 01. August: Richard Aníbal Porta Candelaresi, uruguayisch-australischer Fußballspieler
- 02. August: Korkmaz Arslan, deutsch-türkischer Schauspieler
- 02. August: Michel Fernandes Bastos, brasilianischer Fußballspieler
- 02. August: Berit Kristensen, dänische Handballspielerin
- 02. August: Blokkmonsta, deutscher Rapper
- 03. August: Mamie Gummer, US-amerikanische Schauspielerin und Tochter von Meryl Streep
- 03. August: Christophe Willem, französischer Sänger
- 04. August: Patrick Wolf, deutscher Sänger
- 04. August: Rasmik Wardanjan, armenischer Billardspieler
- 04. August: Ben Zucker, deutscher Sänger
- 05. August: Pierre Freudl, deutscher Handballspieler

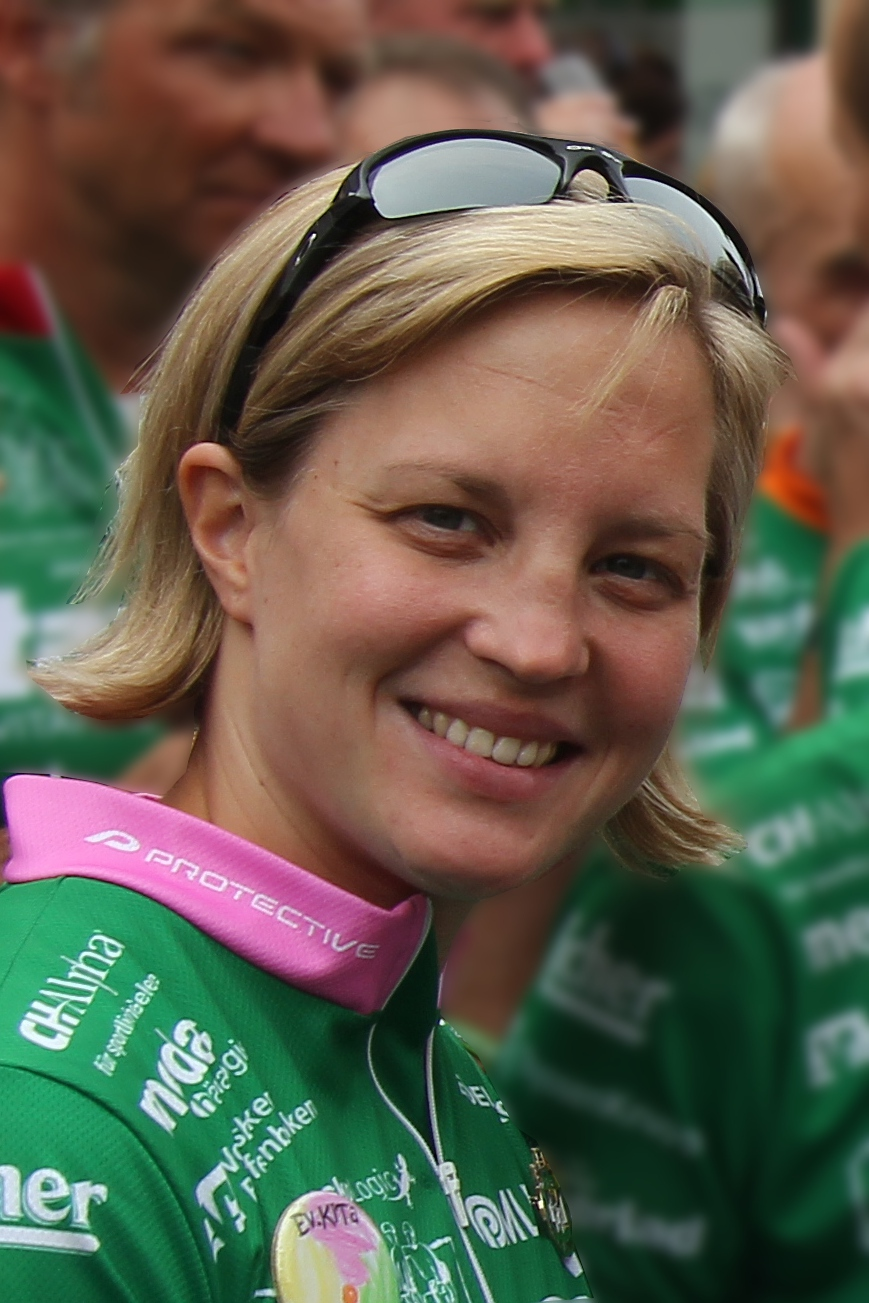
Annika Mehlhorn

- 05. August: Annika Mehlhorn, deutsche Schwimmerin
- 05. August: Sebastian Wiegärtner, deutscher Kameramann
- 06. August: Björn Kircheisen, deutscher Nordischer Kombinierer
- 06. August: Robin van Persie, niederländischer Fußballspieler
- 07. August: Engin Aktürk, türkischer Fußballspieler
- 07. August: Andrij Hrywko, ukrainischer Radrennfahrer
- 08. August: Hitomi Kanehara, japanische Schriftstellerin
- 08. August: Qanybek Saghyndyqow, kirgisischer Billardspieler
- 08. August: Esra Vural, deutsch-türkische Synchronsprecherin
- 09. August: Daniel Aßmann, deutscher Fernsehmoderator
- 09. August: Virginia Roberts Giuffre, US-amerikanisch-australisches Missbrauchsopfer († 2025)
- 10. August: Héctor Faubel, spanischer Motorradrennfahrer
- 10. August: P. J. Hyett, US-amerikanischer Unternehmer und Automobilrennfahrer
- 10. August: C. R. Johnson, US-amerikanischer Freestyle-Skier († 2010)
- 11. August: A-lusion, niederländischer Hardstyle-DJ und Produzent
- 11. August: Markus Buchheit, deutscher Politiker
- 11. August: Pippa Mann, britische Automobilrennfahrerin

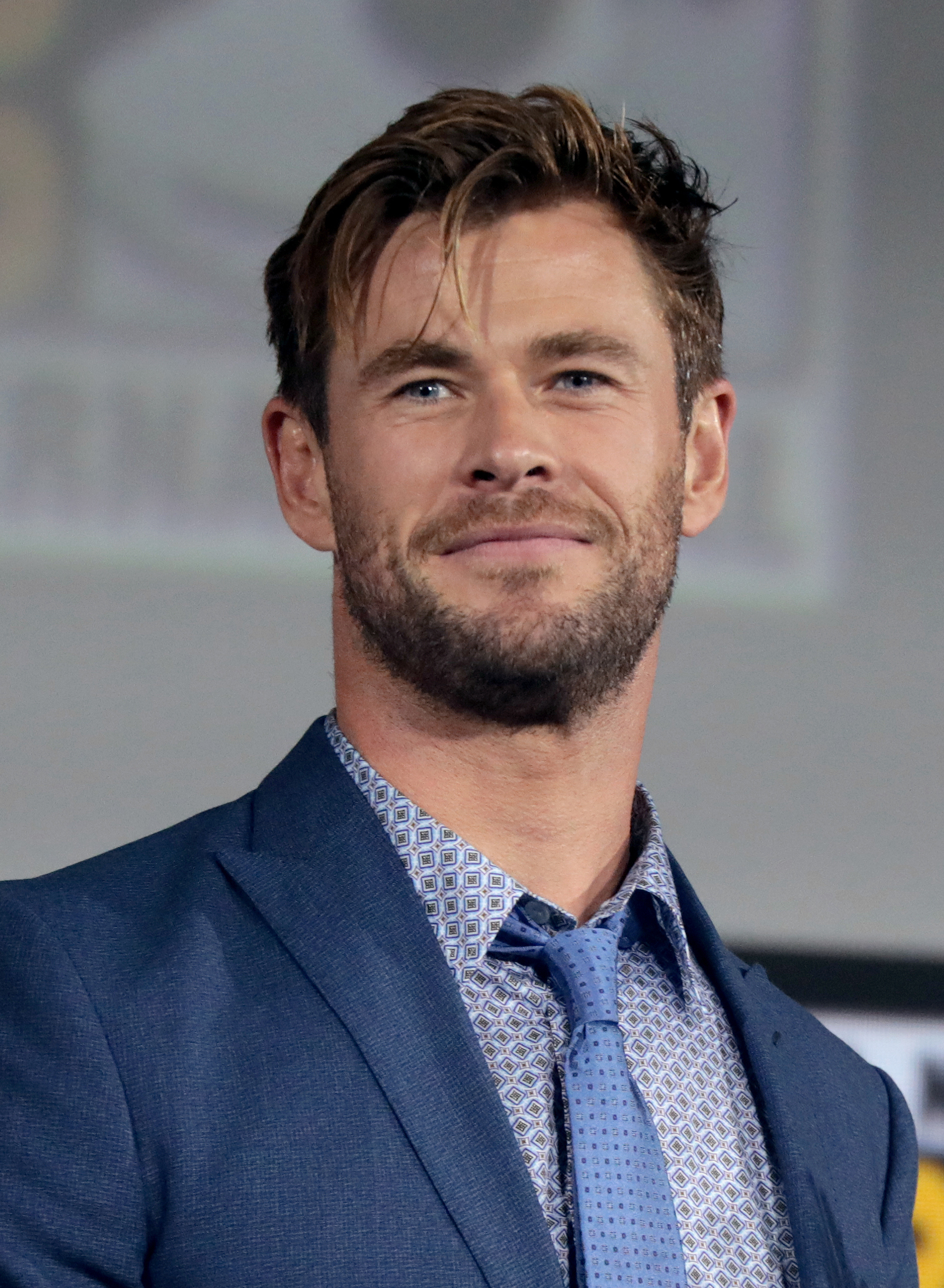
Chris Hemsworth

- 11. August: Chris Hemsworth, australischer Filmschauspieler
- 11. August: Christoph Schindler, deutscher Handballspieler
- 12. August: Yoshiyuki Asari, japanischer Biathlet
- 12. August: Kana Asumi, japanische Synchronsprecherin
- 12. August: Karla Nina Diedrich, deutsche Schauspielerin
- 12. August: Klaas-Jan Huntelaar, niederländischer Fußballspieler
- 12. August: Meryem Uzerli, deutsch-türkische Schauspielerin
- 13. August: Daniel Constantin Maximilian Ott, deutscher Rapper und Produzent
- 13. August: Thomas Schwall, US-amerikanischer Skispringer

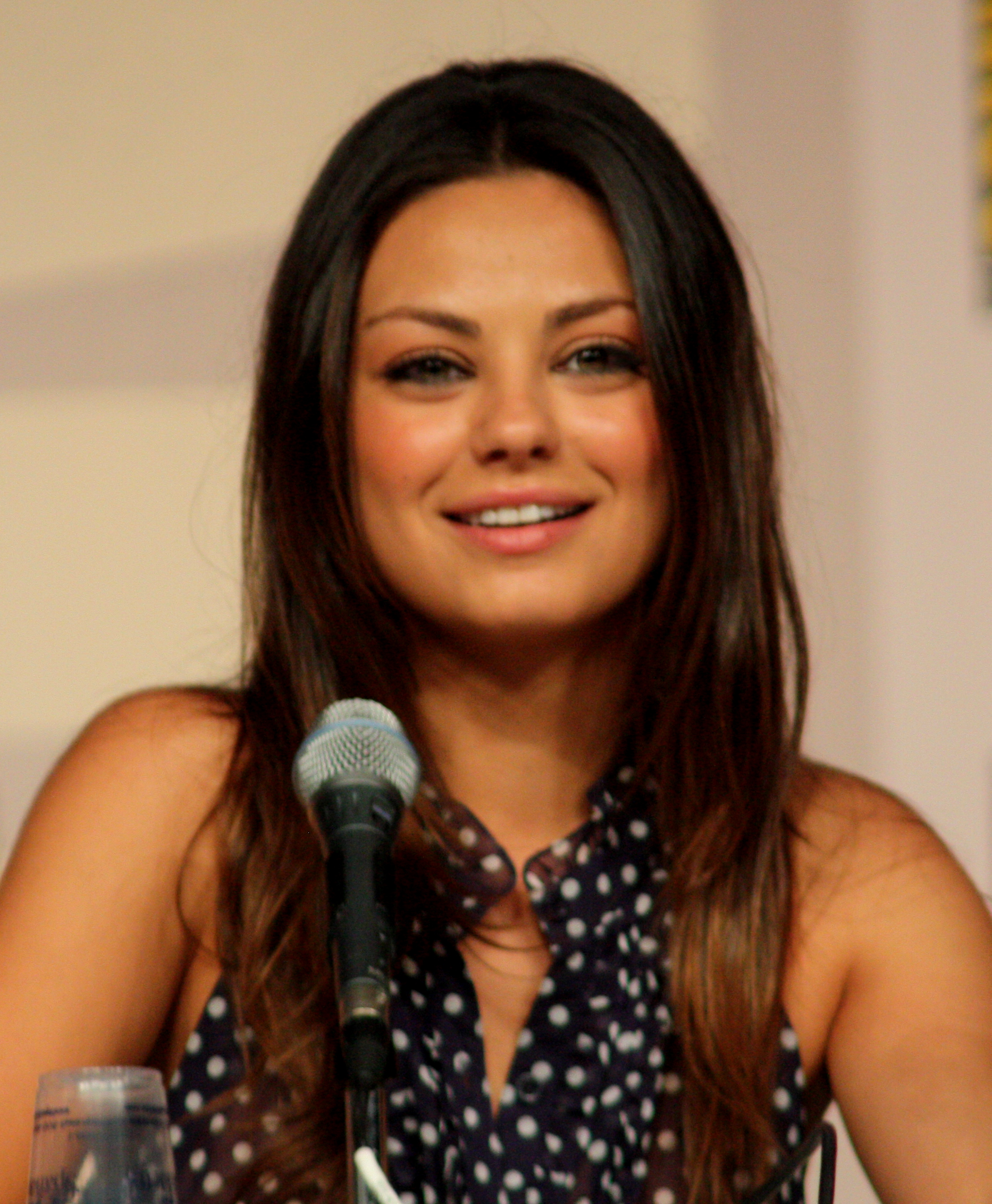
Mila Kunis

- 14. August: Mila Kunis, Schauspielerin
- 14. August: Elena Baltacha, britisch-ukrainische Tennisspielerin († 2014)
- 15. August: Tom Lass, deutscher Schauspieler
- 15. August: Onur Nasuhoğulları, türkischer Fußballspieler
- 16. August: Poom Jensen, Enkel des thailändischen Königs Rama IX. († 2004)
- 16. August: Elzemarieke de Vos, niederländische Schauspielerin
- 16. August: Nikolaos Zisis, griechischer Basketballspieler
- 18. August: Georgina Bardach, argentinische Schwimmerin
- 18. August: Johannes Franke, deutscher Schauspieler

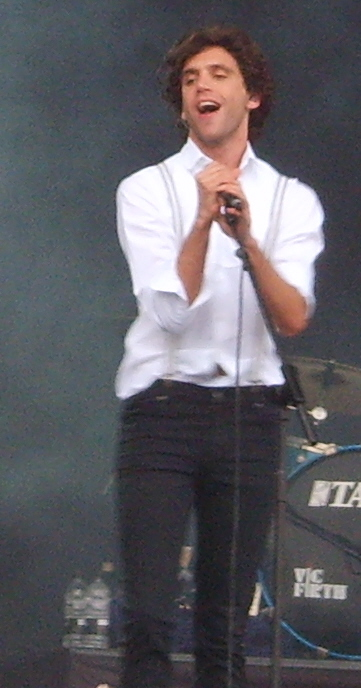
Mika

- 18. August: Mika, libanesisch-britischer Sänger, Komponist und Produzent
- 18. August: Toni Snétberger, deutscher Schauspieler
- 19. August: Danny Baggish, US-amerikanischer Dartspieler, guamischer Herkunft
- 19. August: Mike Conway, britischer Automobilrennfahrer
- 20. August: Jelena Poljonowa, russische Handballspielerin
- 21. August: Scott McDonald, australischer Fußballspieler
- 22. August: Johan Andersson, schwedischer Fußballspieler
- 22. August: Theo Bos, niederländischer Radrennfahrer
- 22. August: Maryna Strilezka, ukrainische Fußballschiedsrichterassistentin
- 23. August: Ruta Gedmintas, britisch-litauische Schauspielerin
- 23. August: Luca Scassa, italienischer Motorradrennfahrer
- 23. August: Bruno Spengler, kanadischer Automobilrennfahrer
- 24. August: Leandro Domingues, brasilianischer Fußballspieler († 2025)
- 24. August: Martin Grütter, deutscher Komponist
- 24. August: Aivis Jurdžs, lettischer Handballspieler
- 24. August: Sandro Eric Sosing, philippinischer Dartspieler
- 25. August: Alexander Abrossimow, russischer Volleyballspieler
- 25. August: Mehdi Bennani, marokkanischer Automobilrennfahrer
- 25. August: James Rossiter, britischer Automobilrennfahrer
- 25. August: Siniša Ubiparipović, bosnisch-herzegowinischer Fußballspieler
- 26. August: Mattia Cassani, italienischer Fußballspieler
- 26. August: Magnus Moan, norwegischer Nordischer Kombinierer

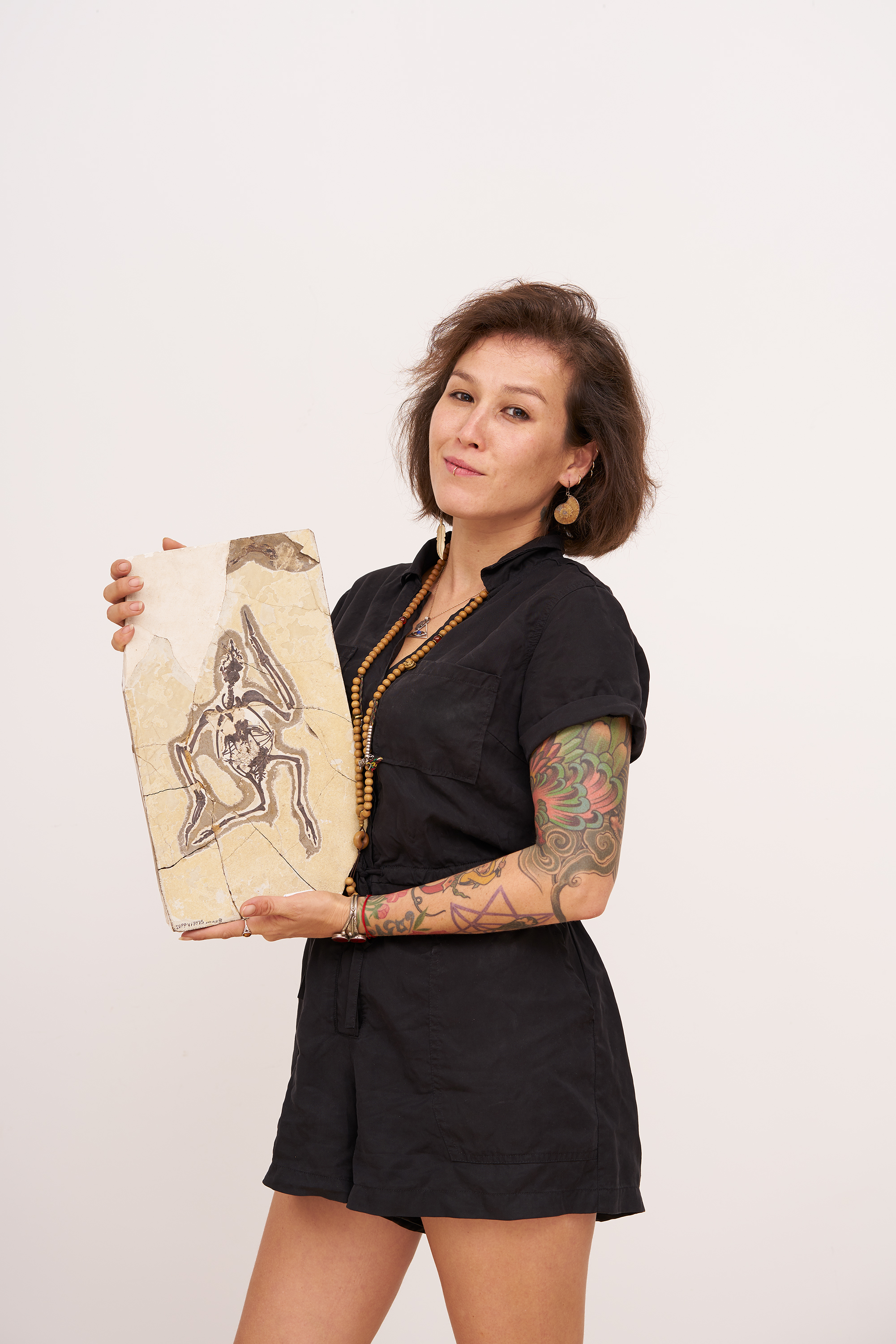
Jingmai O’Connor

- 26. August: Jingmai O’Connor, US-amerikanische Paläontologin
- 27. August: Weijiang An, chinesischer Eisschnellläufer
- 27. August: Lukáš Kohout, tschechischer Betrüger, Hochstapler und Politiker
- 27. August: Felice Piccolo, italienischer Fußballspieler
- 28. August: Will Herring, US-amerikanischer American-Football-Spieler
- 28. August: Christian Pander, deutscher Fußballspieler
- 29. August: Tino Mohaupt, deutscher Sportschütze
- 30. August: Juan Emmanuel Culio, argentinischer Fußballspieler
- 30. August: Gustavo Eberto, argentinischer Fußballspieler († 2007)
- 30. August: Matsumoto Jun, japanischer Sänger und Schauspieler
- 30. August: Simone Pepe, italienischer Fußballspieler
- 31. August: Lasse Svan, dänischer Handballspieler

### September
- 01. September: Catilina Aubameyang, gabunischer Fußballspieler
- 01. September: Marcelo Adrián Carrusca, argentinischer Fußballspieler
- 01. September: José Antonio Reyes, spanischer Fußballspieler († 2019)
- 01. September: Riccardo Riccò, italienischer Radrennfahrer
- 02. September: Ralph Gunesch, deutscher Fußballspieler
- 02. September: Kamilla Kristensen, dänische Handballspielerin
- 03. September: Roman Amojan, armenischer Ringer
- 03. September: Augusto Farfus, brasilianischer Automobilrennfahrer
- 03. September: Cristian Gastón Fabbiani, argentinischer Fußballspieler
- 03. September: Ekrem Bora, deutscher Rapper
- 03. September: Alexander Klaws, deutscher Sänger
- 05. September: Georg Malcovati, deutscher Schauspieler
- 07. September: Annette Dytrt, deutsche Eiskunstläuferin
- 08. September: Bastien Dubois, französischer Animator und Regisseur
- 09. September: Annina Hellenthal, deutsche Schauspielerin
- 09. September: Robin Sondermann, deutscher Schauspieler
- 10. September: Fernando Daniel Belluschi, argentinischer Fußballspieler
- 11. September: Lauryn Williams, US-amerikanische Leichtathletin und Olympionikin
- 13. September: María Carvajal, chilenische Fußballschiedsrichterin
- 13. September: Haiko Hirsch, deutscher Eishockeyspieler
- 14. September: Andres Ambühl, Schweizer Eishockeyspieler

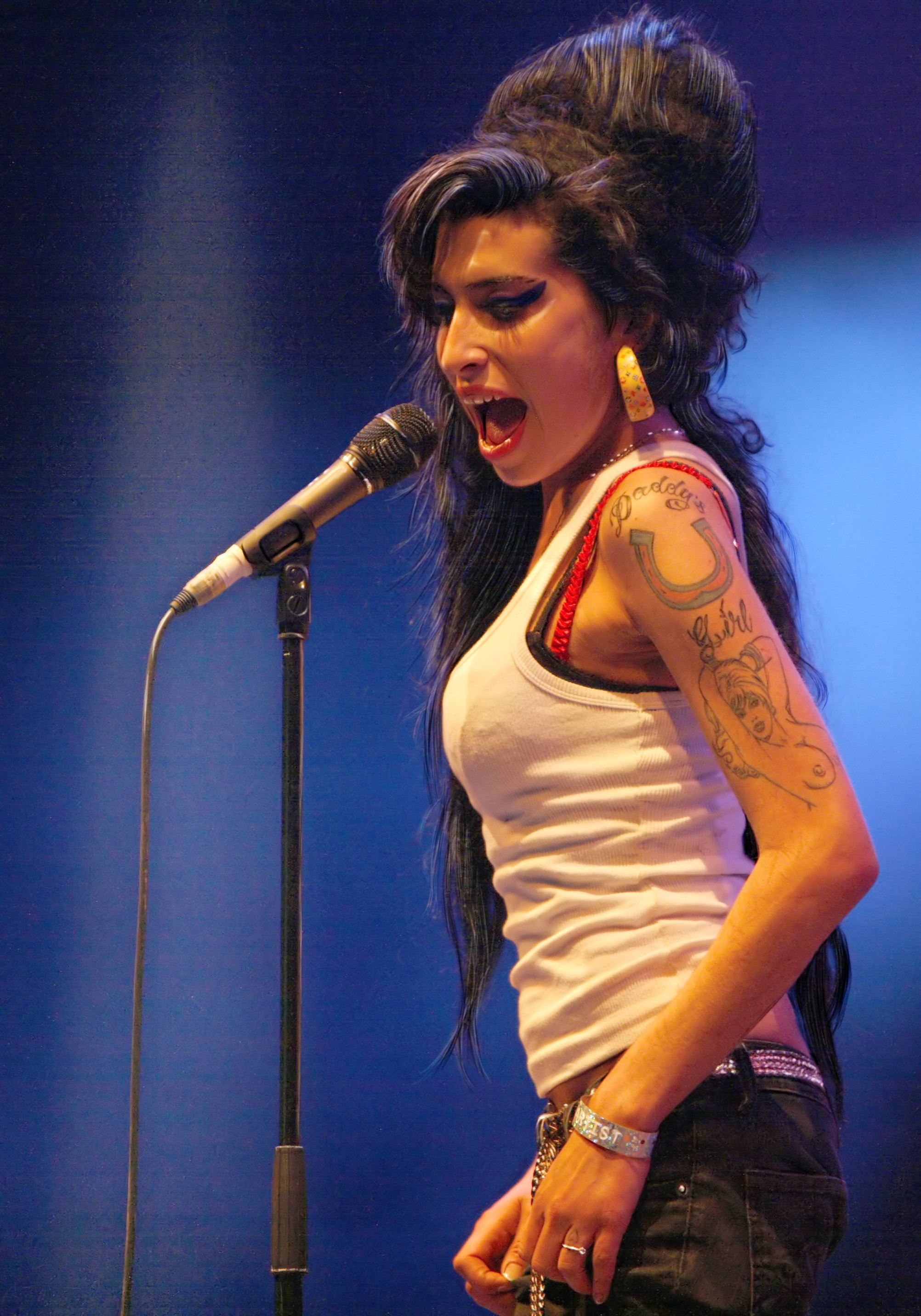
Amy Winehouse

- 14. September: Amy Winehouse, britische Sängerin und Songschreiberin († 2011)
- 14. September: Steffen Wohlfarth, deutscher Fußballspieler
- 14. September: Jennifer Zietz, deutsche Fußballspielerin
- 15. September: Georges Akiremy, gabunischer Fußballspieler
- 15. September: Eva Bay, deutsche Schauspielerin
- 15. September: Ashleigh McIvor, kanadische Freestyle-Skierin
- 15. September: Ann Grete Nørgaard, dänische Handballspielerin
- 15. September: Louisa von Spies, deutsche Schauspielerin
- 16. September: Kirsty Coventry, Schwimmerin aus Simbabwe
- 16. September: Nora Reiche, deutsche Handballspielerin
- 16. September: Bernhard Bozian, deutscher Schauspieler
- 18. September: Angelina, italienische Sängerin
- 19. September: Bianca Trumpf, deutsche Handballspielerin
- 20. September: Mustafa Akçay, türkischer Fußballspieler
- 20. September: Sayuri Anzu, japanisches Fotomodell, Schauspielerin und Sängerin
- 20. September: Klara Manzel, deutsche Schauspielerin
- 21. September: Fernando Ezequiel Cavenaghi, argentinischer Fußballspieler
- 21. September: Francesco Dracone, italienischer Automobilrennfahrer

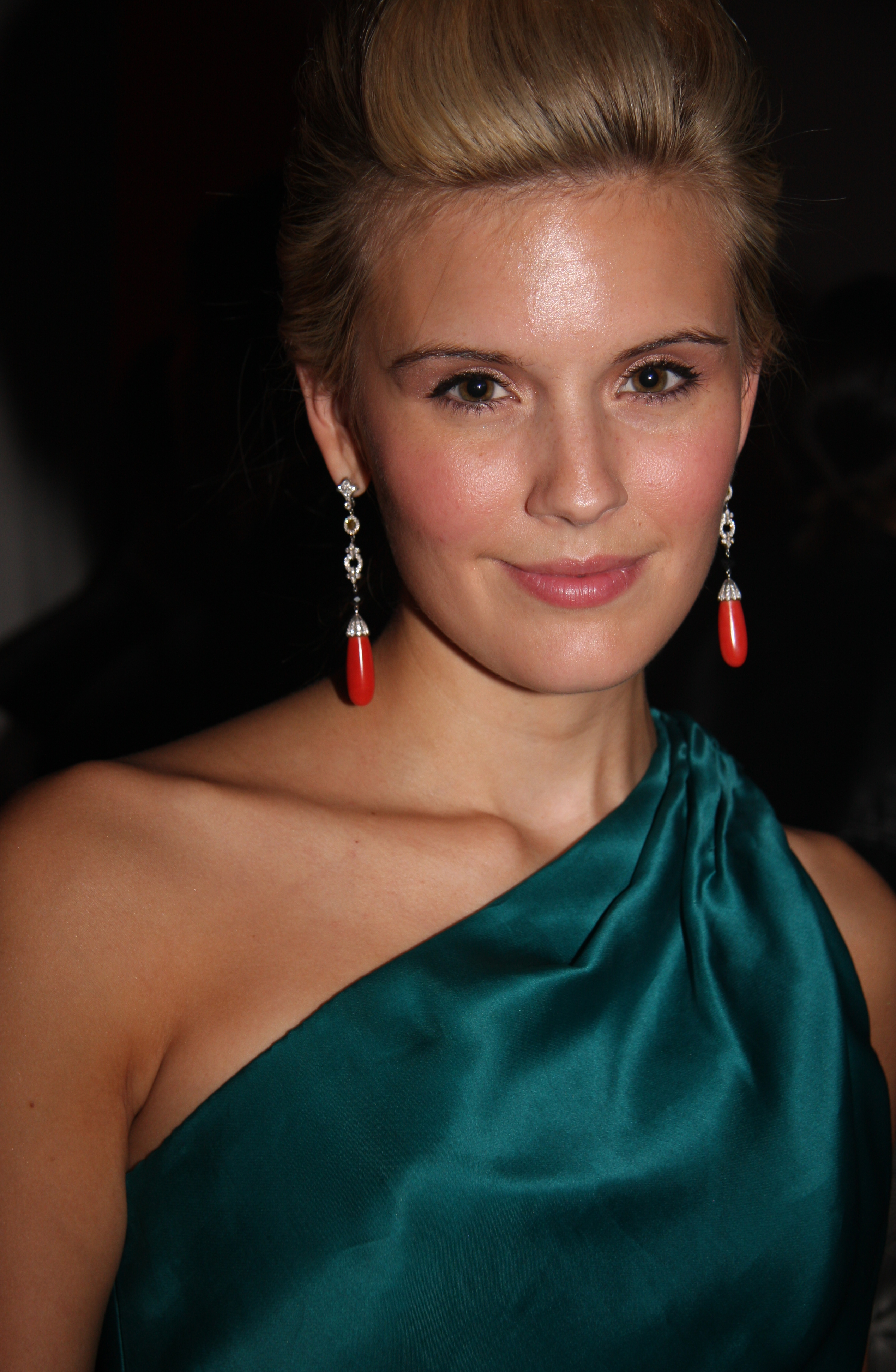
Maggie Grace

- 21. September: Maggie Grace, US-amerikanische Schauspielerin
- 21. September: Joseph Mazzello, US-amerikanischer Filmschauspieler
- 22. September: Lavinia Heisenberg, deutsche Physikerin
- 22. September: Klaas Heufer-Umlauf, deutscher Fernsehmoderator
- 23. September: Travis Cabral, US-amerikanischer Freestyle-Skier
- 23. September: Leinier Domínguez, kubanischer Schachgroßmeister
- 23. September: Matthias Ludwig, deutscher Schauspieler
- 23. September: Marcelo Melo, brasilianischer Tennisspieler
- 23. September: Lucas Prisor, deutscher Schauspieler
- 26. September: Zoe Perry, US-amerikanische Schauspielerin
- 28. September: Michael Kraus, deutscher Handballspieler
- 28. September: Marie Schöneburg, deutsche Schauspielerin
- 29. September: Matthias Mangiapane (bürgerl. Matthias Fella), deutscher Reality-TV-Teilnehmer
- 29. September: Michael Ohnesorge, deutscher Fußballspieler
- 29. September: Alessio Sestu, italienischer Fußballspieler
- 30. September: Boris Uran, österreichischer Popsänger und Moderator

### Oktober
- 01. Oktober: Koray Arslan, türkischer Fußballspieler
- 02. Oktober: Prakash Amritraj, indischer Tennisspieler
- 03. Oktober: Achmed Akkabi, niederländischer Schauspieler
- 04. Oktober: Dan Clarke, britischer Automobilrennfahrer
- 04. Oktober: Marios Nikolaou, zyprischer Fußballspieler
- 05. Oktober: Jesse Eisenberg, US-amerikanischer Schauspieler
- 05. Oktober: Florian Mayer, deutscher Tennisspieler
- 06. Oktober: Sunette Viljoen, südafrikanische Speerwerferin
- 07. Oktober: Flying Lotus, US-amerikanischer DJ und Produzent
- 08. Oktober: Leonie Parusel, deutsche Schauspielerin
- 09. Oktober: Gethin Anthony, britischer Schauspieler
- 10. Oktober: Vincent Stein, deutscher Musikproduzent
- 10. Oktober: Jelle Van Damme, belgischer Fußballspieler
- 11. Oktober: Marcel Novick, Fußballspieler
- 11. Oktober: Ruslan Ponomarjow, ukrainischer Schachspieler
- 12. Oktober: Alex Jason Brosque, australischer Fußballspieler
- 12. Oktober: Paulo Batista Nsimba, angolanischer Fußballspieler
- 14. Oktober: Renato Civelli, argentinischer Fußballspieler
- 14. Oktober: Betty Heidler, deutsche Leichtathletin
- 15. Oktober: Tom Boardman, britischer Automobilrennfahrer
- 15. Oktober: Andreas Ivanschitz, österreichischer Fußballspieler

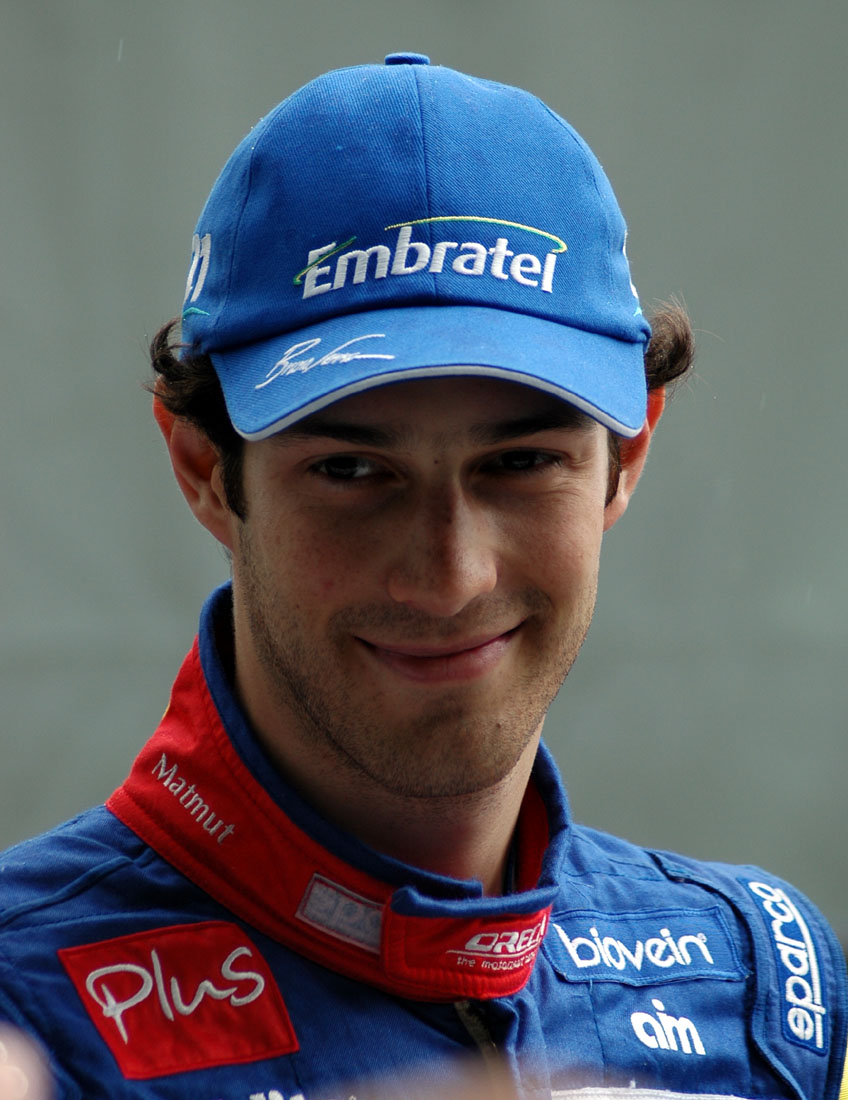
Bruno Senna

- 15. Oktober: Bruno Senna, brasilianischer Automobilrennfahrer
- 16. Oktober: Loreen, schwedische Sängerin
- 16. Oktober: Ioane Fitu Afoa, neuseeländischer Rugbyspieler
- 16. Oktober: Philipp Kohlschreiber, deutscher Tennisspieler
- 16. Oktober: Cristian Ianu, rumänischer Fußballspieler
- 17. Oktober: Ben Akkaya, deutsch-türkischer Schauspieler
- 17. Oktober: Michelle Ang, neuseeländische Schauspielerin
- 17. Oktober: Isabelle Barth, Schweizer Schauspielerin
- 17. Oktober: Felicity Jones, britische Schauspielerin
- 17. Oktober: Wahe Tadewosjan, armenischer Fußballspieler
- 20. Oktober: Stephan Hocke, deutscher Skispringer
- 20. Oktober: Alona Tal, israelische Schauspielerin
- 21. Oktober: Hrvoje Ćustić, kroatischer Fußballspieler († 2008)
- 21. Oktober: Naiara Egozkue, spanische Handballspielerin
- 22. Oktober: Mohammad Zuhair Abu-Libdeh, jordanischer Taekwondoin
- 22. Oktober: Stephan Sigg, Schweizer Theologe und Autor
- 23. Oktober: Valentin Demjanenko, aserbaidschanisch-ukrainischer Kanute
- 24. Oktober: Zoya Douchine, deutsche Eiskunstläuferin
- 24. Oktober: Brian Vickers, US-amerikanischer Automobilrennfahrer
- 25. Oktober: François Hériau, französischer Automobilrennfahrer
- 26. Oktober: Tanner Hall, US-amerikanischer Freestyle- und Freeride-Skier
- 27. Oktober: Anna Marciak, deutsche Fußballspielerin
- 28. Oktober: Reinier Honig, niederländischer Bahn- und Straßenradrennfahrer
- 29. Oktober: Malik Fathi, deutscher Fußballspieler
- 30. Oktober: Tobias Damm, deutscher Fußballspieler
- 30. Oktober: Philipp Käßbohrer, deutscher Regisseur
- 30. Oktober: Tadeusz Tyc, franko-polnischer Fußballspieler
- 31. Oktober: Songphon Anugritayawon, thailändischer Badmintonspieler

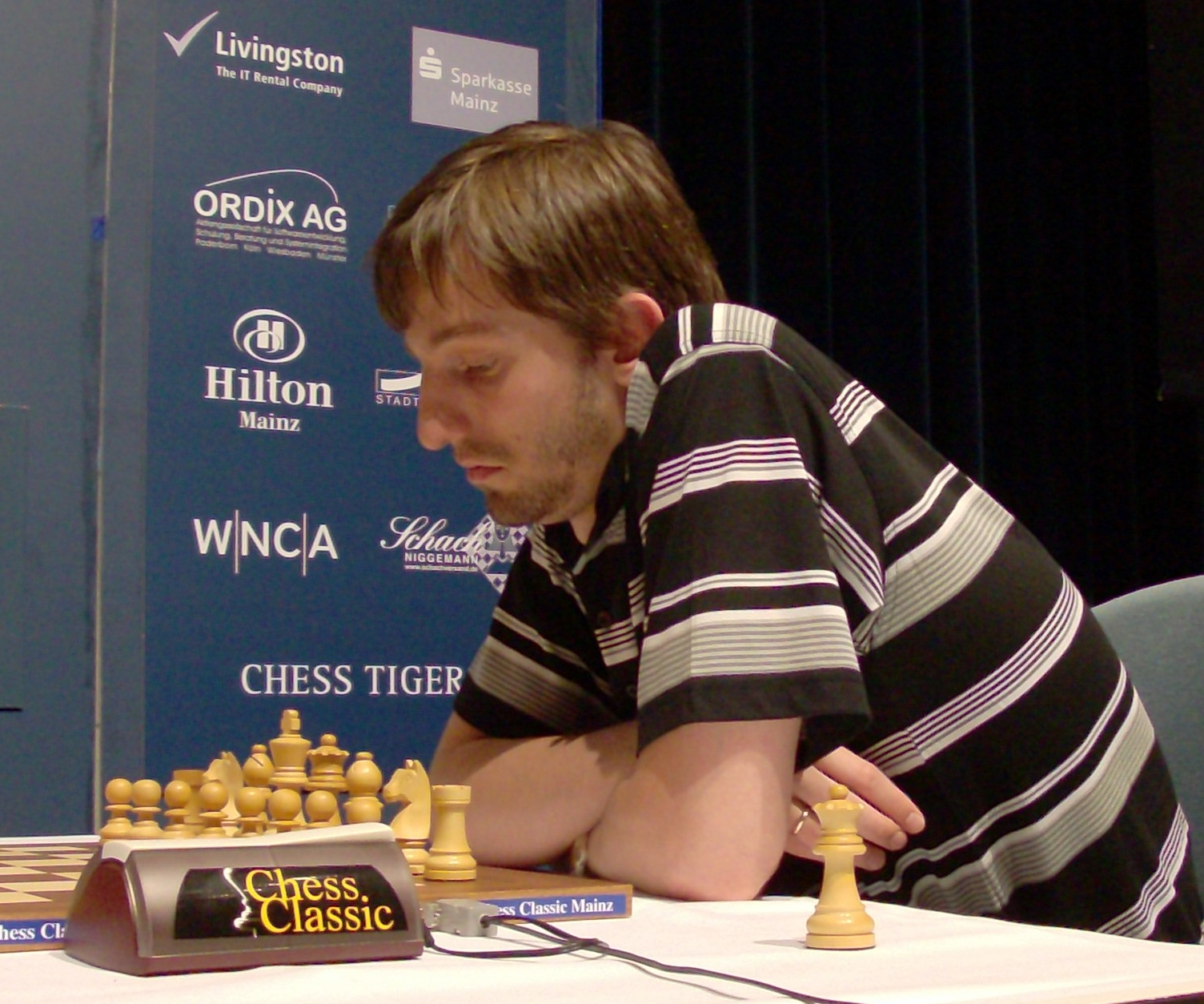
Alexander Grischtschuk

- 31. Oktober: Alexander Grischtschuk, russischer Schachspieler
- 31. Oktober: Mike Rockenfeller, deutscher Automobilrennfahrer

### November
- 01. November: Yūko Ogura, japanisches Model
- 01. November: Micaela Schäfer, deutsches Model sowie Darstellerin, Moderatorin und DJane
- 01. November: Václav Svěrkoš, tschechischer Fußballspieler
- 02. November: Gillian Mary Apps, kanadische Eishockeyspielerin

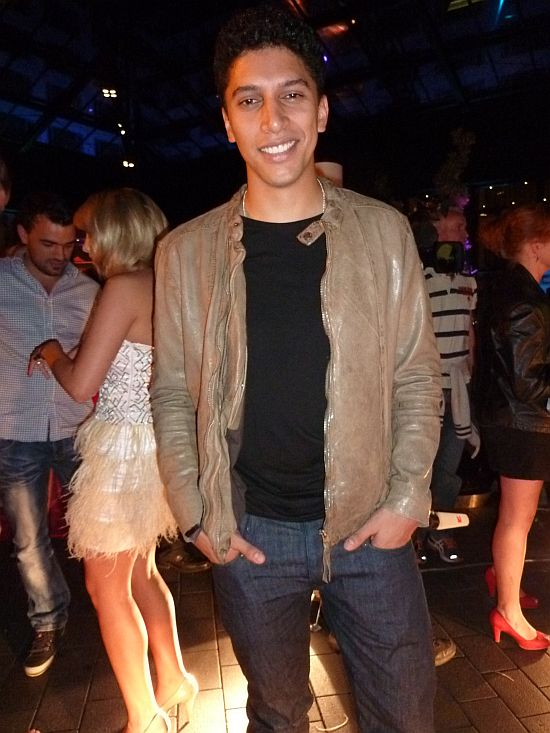
Andreas Bourani

- 02. November: Andreas Bourani, deutscher Musiker
- 02. November: Sergei Grigorjanz, russischer Schachgroßmeister
- 03. November: Bo Hansen, deutscher Schauspieler
- 04. November: David Lütgenhorst, deutscher Schauspieler, Synchronsprecher und Radiomoderator
- 05. November: Iñaki Astiz Ventura, spanischer Fußballspieler
- 05. November: Mike Hanke, deutscher Fußballspieler
- 06. November: Konstantinos Konstantinidis, deutscher Taekwondoin

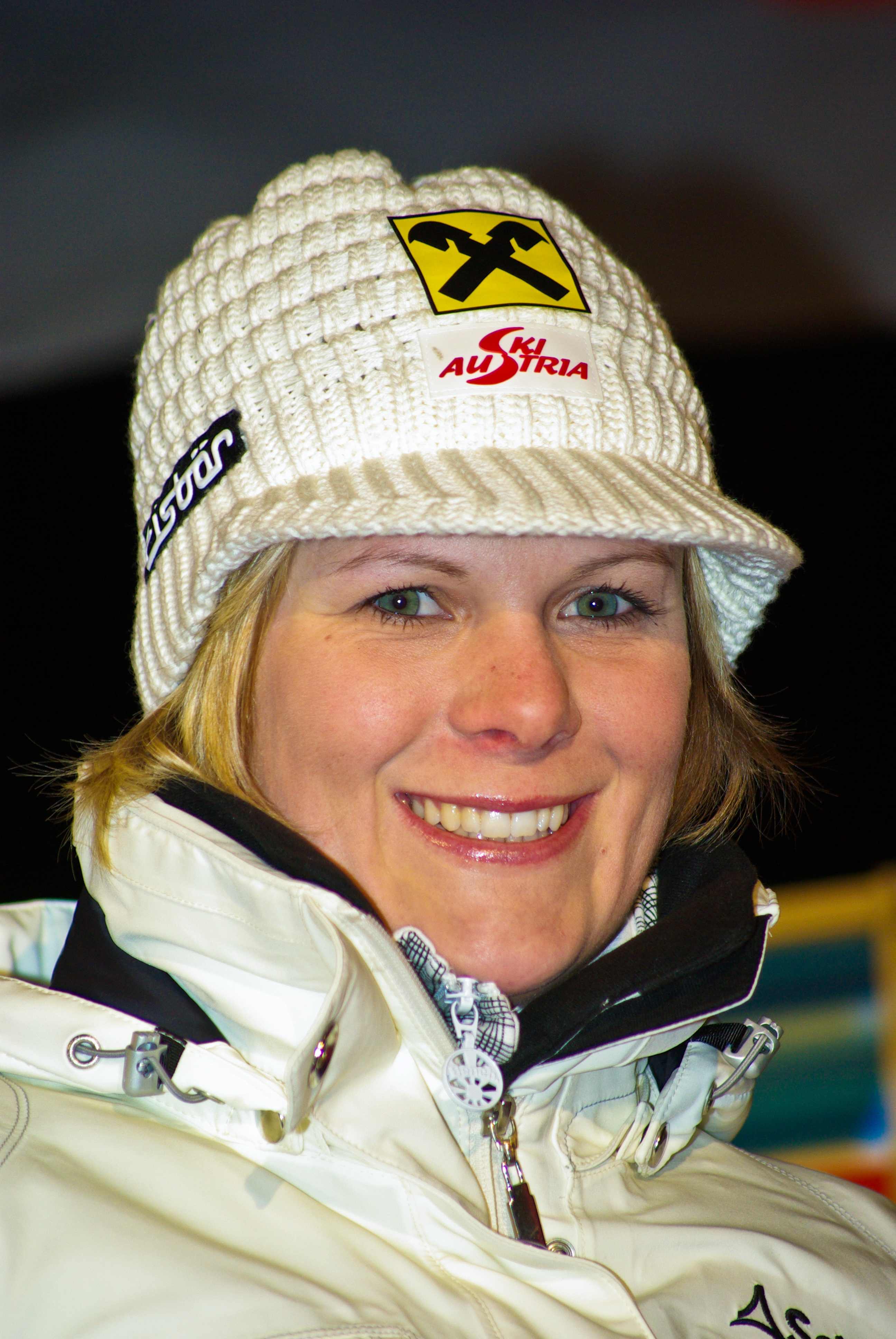
Nicole Hosp

- 06. November: Nicole Hosp, österreichische Skirennläuferin
- 09. November: Adam Balten, deutscher Politiker
- 09. November: Eom Tae-goo, südkoreanischer Schauspieler
- 09. November: Maike März, deutsche Handballtorhüterin
- 10. November: Ole Christen Enger, norwegischer Skispringer
- 11. November: Leon Benko, slowakischer Fußballspieler

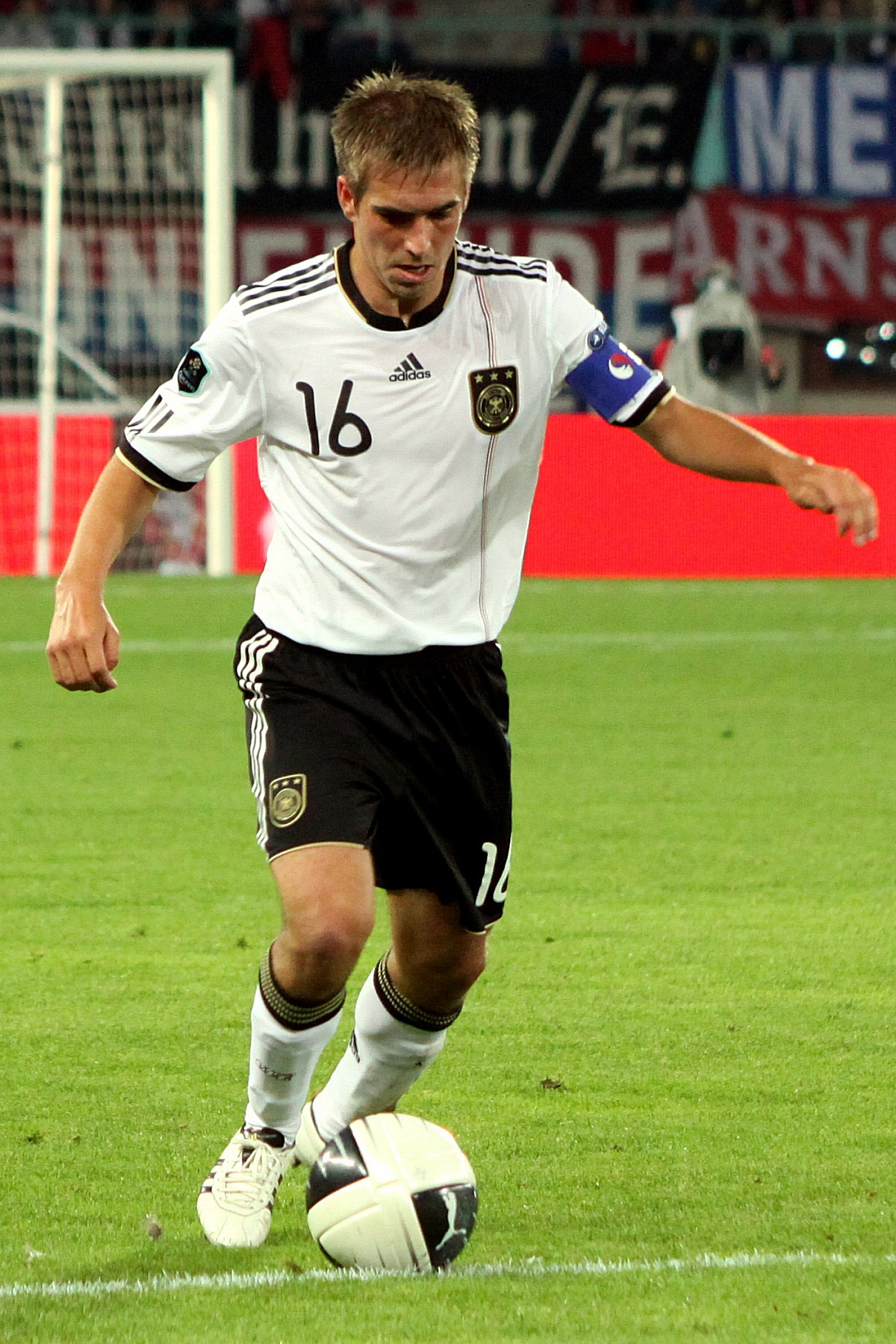
Phillip Lahm

- 11. November: Philipp Lahm, deutscher Fußballspieler
- 11. November: Aoi Sora, japanische Pornodarstellerin
- 11. November: Hironobu Yasuda, japanischer Automobilrennfahrer
- 12. November: Kate Bell, australische Filmschauspielerin
- 14. November: Filipos Kasidokostas, griechischer Karambolagespieler
- 15. November: Viviënne Linette van den Assem, niederländische Schauspielerin
- 15. November: Natalie Augsburg, deutsche Handballspielerin
- 15. November: Imanol Erviti, spanischer Radrennfahrer
- 15. November: Veli-Matti Lindström, finnischer Skispringer
- 15. November: Laura Smet, französische Schauspielerin
- 16. November: Britta Steffen, deutsche Schwimmerin
- 16. November: Renos Doweiya, nauruischer Gewichtheber
- 17. November: Alessio Bolognani, italienischer Skispringer
- 17. November: Kateřina Emmons, tschechische Sportschützin
- 17. November: Jodie Henry, australische Schwimmerin
- 17. November: Kateřina Kůrková, tschechische Sportschützin
- 17. November: Christopher Paolini, US-amerikanischer Schriftsteller
- 18. November: Nagmeh Alaei, deutsche Schauspielerin
- 18. November: Jon Lech Johansen, norwegischer Hacker
- 19. November: Varuzhan Akobian, US-amerikanischer Schachgroßmeister armenischer Herkunft
- 19. November: Meseret Defar, äthiopische Leichtathletin
- 19. November: Adam Driver, US-amerikanischer Schauspieler
- 20. November: Katrin Albsteiger, deutsche Politikerin
- 20. November: Bamidele Mathew Aiyenugba, nigerianischer Fußballtorhüter
- 21. November: Daniela Iraschko, österreichische Skispringerin
- 22. November: Corey King Beaulieu, US-amerikanischer Gitarrist
- 22. November: Igor Dolgatschew, ukrainisch-deutscher Theater- und Fernsehschauspieler
- 22. November: Katja Langkeit, deutsche Handballspielerin
- 24. November: Dean Ashton, englischer Fußballspieler
- 24. November: Luis León Sánchez Gil, spanischer Radrennfahrer
- 24. November: Karine Vanasse, kanadische Schauspielerin
- 25. November: Fernando Henrique dos Anjos, brasilianischer Fußballspieler
- 25. November: Teppei Takano, japanischer Skispringer
- 26. November: Baadur Dschobawa, georgischer Schachspieler
- 27. November: Arjay Smith, US-amerikanischer Schauspieler
- 27. November: Freddy Borg, schwedischer Fußballspieler
- 27. November: Salvatore Gambino, deutscher Fußballspieler
- 28. November: Omar Sharif jr., kanadischer Schauspieler
- 28. November: Alexander Oelze, deutscher Handballspieler und -trainer
- 28. November: Nelson Valdez, paraguayischer Fußballspieler
- 29. November: Harrison Roches, belizischer Fußballspieler
- 30. November: David Raymond Carney, australischer Fußballspieler
- 30. November: Sanja Milenković, ziviles Opfer eines NATO-Bombenangriffs im Kosovo († 1999)

### Dezember
- 01. Dezember: Akala, britischer Rapper und Grime-Musiker
- 02. Dezember: Chris Burke, schottischer Fußballspieler
- 02. Dezember: Daniela Ruah, US-amerikanisch-portugiesische Schauspielerin
- 02. Dezember: Michael Wesley-Smith, Schauspieler
- 05. Dezember: Rico Bonath, deutscher Handballspieler
- 06. Dezember: Rob Sims, US-amerikanischer American-Football-Spieler

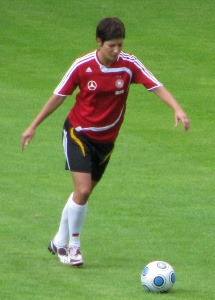
Linda Bresonik

- 07. Dezember: Linda Bresonik, deutsche Fußballspielerin
- 08. Dezember: Felix Raffel, deutscher Filmkomponist und Pianist
- 09. Dezember: Jolene Purdy, US-amerikanische Schauspielerin
- 11. Dezember: Marlon Kittel, deutscher Schauspieler
- 12. Dezember: Johan Audel, französischer Fußballspieler
- 12. Dezember: Christine Beier, deutsche Handballspielerin
- 12. Dezember: Michael Haaß, deutscher Handballspieler
- 12. Dezember: Jonathan James, US-amerikanischer Hacker († 2008)
- 13. Dezember: Tanya van Graan, südafrikanische Schauspielerin
- 13. Dezember: Richard Hibbard, walisischer Rugbyspieler
- 13. Dezember: Otylia Jędrzejczak, polnische Schwimmerin
- 14. Dezember: Alexandre Mendy, französischer Fußballspieler
- 15. Dezember: Komlan Amewou, togoischer Fußballspieler
- 15. Dezember: Viran Morros, spanischer Handballspieler
- 15. Dezember: Wolfgang Strobel, deutscher Handballspieler
- 16. Dezember: Dominik Klein, deutscher Handballspieler
- 16. Dezember: Sanja Rođak-Karšić, kroatische Fußballschiedsrichterassistentin
- 16. Dezember: Joshua Roman, US-amerikanischer Cellist und Komponist
- 17. Dezember: Nicole Büchler, schweizerische Leichtathletin
- 17. Dezember: Thor-Christian Ebbesvik, norwegischer Automobilrennfahrer
- 17. Dezember: Sébastien Ogier, französischer Rallyefahrer
- 18. Dezember: Arman Baklatschjan, armenischer Billardspieler
- 18. Dezember: Alessandro Pier Guidi, italienischer Automobilrennfahrer
- 19. Dezember: Beate Ritter, österreichische Opernsängerin († 2025)
- 20. Dezember: Christopher Clay, österreichisch-amerikanischer Start-Up-Gründer und Politiker
- 23. Dezember: Mathias Hafele, österreichischer Skispringer
- 23. Dezember: Nico Holonics, deutscher Schauspieler
- 23. Dezember: Máret Ánne Sara, samisch-norwegische Künstlerin, Schriftstellerin und Journalistin
- 28. Dezember: Debatik Curri, albanischer Fußballspieler
- 29. Dezember: Jessica Andrews, US-amerikanische Country- und Pop-Sängerin
- 29. Dezember: Natalia Zeta, spanische Pornodarstellerin
- 30. Dezember: Noley Thornton, US-amerikanische Schauspielerin

### Tag unbekannt
- Amewu, deutscher Hip-Hop-Künstler
- Jenny Abraham, US-amerikanische Biathletin und Skilangläuferin
- David Afkham, deutscher Dirigent
- Bernd-Christian Althoff, deutscher Schauspieler
- Sebastián Arranz, argentinischer Puppenspieler und Theaterschauspieler
- Moses Kimeli Arusei, kenianischer Marathonläufer
- Thomas Arzt, österreichischer Dramatiker
- John Bouz, kanadischer Komponist, Pianist und Organist
- Maria Brendle, Drehbuchautorin und Filmregisseurin
- Reza Brojerdi, iranisch-deutscher Schauspieler und Produzent
- Khan Chittenden, australischer Schauspieler
- Jasmine Choi, koreanische Flötistin
- Quinn Collins, US-amerikanischer Komponist
- Assia Cunego, italienische Harfenistin
- Wim Decock, belgischer Hochschullehrer
- Lena Drieschner, deutsche Schauspielerin
- Nadine Dubois, deutsche Schauspielerin
- Michael Epp, deutsch-britischer Schauspieler
- Theresa Hanich, deutsche Schauspielerin
- Halima Ilter, deutsche Schauspielerin
- Katrin Ingendoh, deutsche Schauspielerin
- Roman Kariolou, österreichischer Filmkomponist
- Nikola Kastner, deutsche Schauspielerin
- Sepp Klein, deutscher Schauspieler
- Caterina Lobenstein, deutsche Journalistin
- Moe Mitchell, deutscher Soul-Sänger und Rapper
- Linnea Olsson, schwedische Singer-Songwriterin und Multiinstrumentalistin
- Friederike Ott, deutsche Schauspielerin
- Marcin Pączkowski, polnischer Komponist und Dirigent
- Kristina Pauls, deutsche Schauspielerin
- Émile Proulx-Cloutier, kanadischer Schauspieler
- David Scheid, österreichischer Kabarettist, Schauspieler und DJ
- Magdalena Turba, deutsche Synchronsprecherin
- Kotti Yun, deutsche Schauspielerin

## Gestorben

### Januar
- 02. Januar: Rudolf Petersen, deutscher Kapitän (* 1905)
- 05. Januar: Ubaldo Monico, Schweizer Pädagoge und Künstler (* 1912)
- 05. Januar: Anton Sabel, deutscher CDU-Politiker (* 1902)
- 06. Januar: Gisela Kühler-Balcke, deutsche Bildhauerin (* 1913)
- 07. Januar: Rudolf Wolters, Architekt (* 1903)
- 08. Januar: Marie Minna Bielenberg, deutsche Malerin und Töpferin (* 1897)
- 08. Januar: Gale Page, US-amerikanische Schauspielerin (* 1913)
- 09. Januar: David Hempstead, US-amerikanischer Filmproduzent und Drehbuchautor (* 1909)
- 10. Januar: Carwyn James, walisischer Rugbyspieler und -trainer (* 1929)
- 11. Januar: Gerhard Barkhorn, deutscher Jagdflieger im Zweiten Weltkrieg (* 1919)

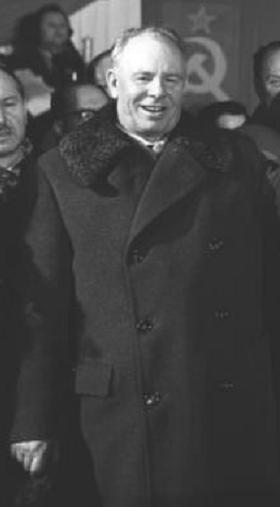
Nikolai Podgorny (1963)

- 11. Januar: Nikolai Wiktorowitsch Podgorny, Staatsoberhaupt der Sowjetunion (* 1903)
- 12. Januar: Frédérique Petrides, US-amerikanische Dirigentin belgischer Herkunft (* 1903)
- 13. Januar: René Bonnet, französischer Automobilrennfahrer und Fahrzeugkonstrukteur (* 1904)
- 15. Januar: Meyer Lansky, Mafiafreund von Bugsy Siegel und Lucky Luciano (* 1902)
- 16. Januar: Carlos Bonnet, venezolanischer Komponist und Dirigent (* 1892)
- 15. Januar: Ernst Erich Noth, US-amerikanischer Literaturwissenschaftler und Schriftsteller (* 1909)
- 16. Januar: Fritz Neumeyer, deutscher Cembalist, Pianist, Musikwissenschaftler und Komponist (* 1900)
- 20. Januar: Garrincha, brasilianischer Fußballspieler (* 1933)
- 21. Januar: Satomi Ton, japanischer Schriftsteller (* 1888)
- 22. Januar: Harry Auterhoff, lettischer Chemiker und Pharmazeut (* 1915)
- 24. Januar: George Cukor, US-amerikanischer Filmregisseur (* 1899)
- 24. Januar: Juan Carlos Zabala, argentinischer Leichtathlet (* 1911)
- 24. Januar: Adolf Mauk, deutscher Politiker (* 1906)
- 25. Januar: Fritz Fremersdorf, deutscher Provinzialrömischer Archäologe, Bodendenkmalpfleger und Museumsdirektor in Köln (* 1894)
- 25. Januar: Leopold Marx, schwäbischer Schriftsteller, Dichter und Fabrikant (* 1889)
- 25. Januar: Rodney Soher, britischer Bobfahrer (* 1893)

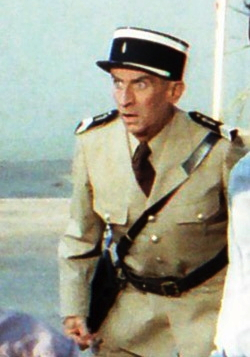
Louis de Funès, 1978

- 27. Januar: Louis de Funès, französischer Schauspieler und Komiker (* 1914)
- 27. Januar: Georges Bidault, französischer Résistancekämpfer und langjähriger Politiker (* 1899)
- 28. Januar: Rudolf Aschenauer, deutscher Jurist (* 1913)
- 28. Januar: Bryher, britische Schriftstellerin (* 1894)
- 28. Januar: Frank Forde, australischer Politiker und Premierminister (* 1890)
- 28. Januar: Billy Fury, englischer Rockmusiker (* 1940)

### Februar
- 02. Februar: Sam Chatmon, US-amerikanischer Blues-Musiker (* 1897)
- 02. Februar: Lou Loeber, niederländische Malerin, Aquatintastecherin, Zeichnerin, Grafikerin und Illustratorin (* 1894)
- 03. Februar: Tullio Campagnolo, italienischer Radsportler (* 1901)
- 03. Februar: Antonio Samorè, Kardinal der römisch-katholischen Kirche (* 1905)
- 05. Februar: Judith Alpi, chilenische Malerin (* 1893)
- 08. Februar: Alfred Wallenstein, US-amerikanischer Dirigent und Cellist (* 1898)
- 09. Februar: Khoren I. Mesrob Paroyan, Katholikos des Großen Hauses von Kilikien (* 1914)
- 10. Februar: Hermann Schmidt, deutscher Politiker (* 1917)
- 12. Februar: Kurt Mothes, deutscher Botaniker (* 1900)
- 12. Februar: Eubie Blake, US-amerikanischer Pianist und Komponist (* 1887)
- 13. Februar: Gerald Strang, US-amerikanischer Komponist (* 1908)
- 14. Februar: Lina Radke, deutsche Leichtathletin (* 1903)
- 14. Februar: Ludwig Rellstab, deutscher Schachspieler (* 1904)
- 16. Februar: Kazimiera Iłłakowiczówna, polnische Lyrikerin und Übersetzerin (* 1892)
- 19. Februar: Otto Basil, österreichischer Schriftsteller, Publizist und Journalist (* 1901)
- 21. Februar: Eberhard Baier, deutscher General (* 1895)
- 22. Februar: Hermann Böhm, deutscher Motorradrennfahrer (* 1916)
- 22. Februar: Adrian Boult, englischer Dirigent (* 1889)
- 22. Februar: Romain Maes, belgischer Radrennfahrer (* 1912)
- 23. Februar: William Harding Anderson, britischer Eishockeyspieler (* 1901)
- 23. Februar: Herbert Howells, englischer Komponist (* 1892)
- 25. Februar: Boris Iwanowitsch Afanassjew, russischer Eishockeytorwart und -trainer sowie Fußballspieler (* 1913)
- 25. Februar: Tennessee Williams, US-amerikanischer Schriftsteller (* 1911)
- 28. Februar: Winifred Atwell, trinidader Pianistin (* 1914)
- 28. Februar: Sepp Tanzer, österreichischer Komponist für Blasmusik (* 1907)

### März
- 01. März: Kobayashi Hideo, japanischer Literaturkritiker und Schriftsteller (* 1902)
- 01. März: Arthur Koestler, britischer Schriftsteller (* 1905)
- 03. März: Hergé, belgischer Comic-Autor und Zeichner (* 1907)
- 04. März: Robert Fischer, Präsident des Bundesgerichtshofs (* 1911)
- 05. März: Ricardo Rodríguez-Cavazos, US-amerikanischer Automobilrennfahrer (* 1940)
- 05. März: Otto Zierer, deutscher Schriftsteller (* 1909)
- 06. März: Cathy Berberian, US-amerikanische Sängerin und avantgardistische Komponistin (* 1925)
- 07. März: Lutz Eigendorf, deutscher Fußballspieler (* 1956)
- 07. März: Igor Markevitch, russischer Komponist und Dirigent (* 1912)
- 07. März: John A. Notte, US-amerikanischer Politiker (* 1909)
- 07. März: Claude Vivier, kanadischer Komponist (* 1948)
- 09. März: Ulf von Euler, schwedischer Mediziner, Neurochemiker und Nobelpreisträger (* 1905)
- 10. März: Jakob Annasohn, schweizerischer Generalstabschef (* 1901)
- 10. März: Linus Kather, deutscher Politiker (* 1893)
- 11. März: Jussi Taneli Aro, finnischer Sprachwissenschaftler (* 1928)
- 11. März: Donald Maclean, britischer Spion (* 1913)
- 13. März: Louison Bobet, französischer Radrennfahrer (* 1925)
- 13. März: Anton Slodnjak, slowenischer Schriftsteller, Herausgeber, Literaturwissenschaftler und -historiker (* 1899)
- 14. März: Florian Mueller, US-amerikanischer Oboist und Komponist (* 1909)
- 15. März: Baz Bastien, kanadischer Eishockeyspieler, -trainer und -funktionär (* 1919)
- 17. März: Haldan Keffer Hartline, US-amerikanischer Physiologe und Nobelpreisträger (* 1903)
- 17. März: Gigi Gryce, US-amerikanischer Jazz-Saxophonist (* 1925)
- 18. März: Umberto II., letzter König von Italien (* 1904)
- 18. März: Bolko von Richthofen, deutscher Prähistoriker (* 1899)
- 18. März: Gerhard Desczyk, Politiker der DDR und Cheflektor des Union Verlages Berlin (* 1899)
- 19. März: Werner Andert, deutscher Volkskundler und Publizist (* 1907)
- 20. März: Rainer Christlein, Prähistoriker (* 1940)
- 20. März: Armando Soto La Marina, mexikanischer Schauspieler (* 1909)
- 21. März: Thomas Henry Raymond Ashton, britischer Peer und Politiker (* 1901)
- 21. März: Maurice Franck, französischer Komponist und Musikpädagoge (* 1897)

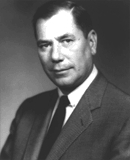
Thomas S. Gates

- 25. März: Wulf Emmo Ankel, deutscher Zoologe, Meeresbiologe und Hochschullehrer (* 1897)
- 25. März: Thomas S. Gates, ehemaliger US-amerikanischer Verteidigungsminister (* 1906)
- 25. März: Bob Waterfield, US-amerikanischer American-Football-Spieler (* 1920)
- 26. März: Walther Böttcher, deutscher Politiker (* 1901)
- 26. März: Anthony Blunt, britischer Kunsthistoriker und Spion (* 1907)
- 27. März: Hanna Malewska, polnische Schriftstellerin (* 1911)
- 27. März: Jānis Ivanovs, lettischer Komponist (* 1906)
- 29. März: Alfred Andriola, US-amerikanischer Comiczeichner (* 1912)
- 31. März: Karandasch, russischer Clown (* 1901)
- 31. März: Augustin Farah, libanesischer Erzbischof (* 1910)
- 31. März: Ozaki Kazuo, japanischer Schriftsteller (* 1899)

### April
- 01. April: Marc Vaubourgoin, französischer Komponist (* 1907)
- 02. April: Clifford Raymond „Cliff“ Carlisle, US-amerikanischer Country-Sänger (* 1904)
- 04. April: Gloria Swanson, US-amerikanische Schauspielerin (* 1899)
- 05. April: Percy Hope-Johnstone, britischer Peer, Soldat und Automobilrennfahrer (* 1909)
- 05. April: Georges Monneret, französischer Motorrad- und Automobilrennfahrer (* 1908)
- 05. April: Wilhelm Varnholt, deutscher Kommunalpolitiker (* 1925)
- 06. April: Lutz Heck, Biologe und Zoodirektor (* 1892)
- 07. April: August Arnold, Filmregisseur, Filmproduzent und als Filmtechnologie-Entwickler (* 1898)
- 07. April: Wilhelm Hauschild, deutscher Fotograf (* 1902)
- 07. April: Bernie Piltch, kanadischer Jazzsaxophonist, -klarinettist und -flötist (* 1927)
- 11. April: Harm Dallmeyer, deutscher Bundestagsabgeordneter (* 1942)
- 11. April: Dolores del Río, mexikanischer Filmstar der Stummfilmzeit (* 1904)
- 12. April: Jørgen Juve, norwegischer Fußballspieler (* 1906)
- 13. April: Sergo Ambarzumjan, sowjetischer Gewichtheber (* 1910)
- 14. April: Pete Farndon, britischer Rockmusiker (* 1952)
- 14. April: Elisabeth Lutyens, britische Komponistin (* 1906)
- 14. April: Ernst Schwarz, sudetendeutscher Germanist und Historiker (* 1895)
- 15. April: Raymond Perry Ahlquist, US-amerikanischer Pharmazeut und Pharmakologe (* 1914)
- 15. April: Georges Layek, syrischer Erzbischof (* 1922)
- 19. April: Jerzy Andrzejewski, polnischer Schriftsteller (* 1909)
- 21. April: Michael Holzach, deutscher Journalist und Buchautor (* 1947)
- 22. April: Pino Bernasconi, Schweizer Jurist und Politiker (* 1904)
- 22. April: Earl Hines, US-amerikanischer Jazz-Pianist und Bandleader (* 1903)

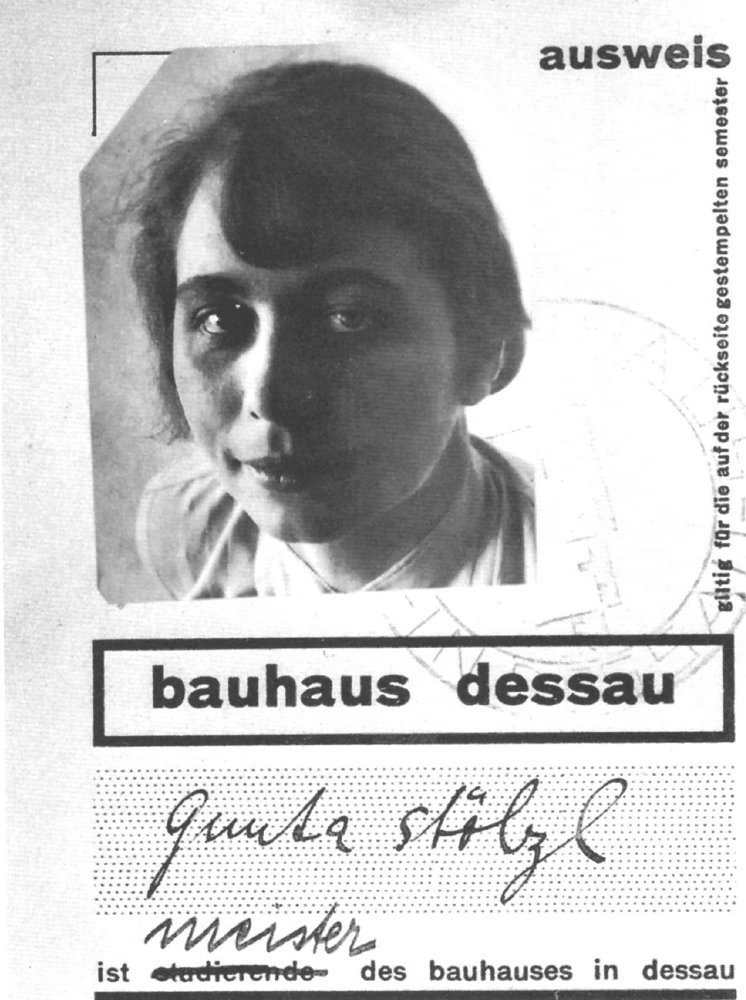
Gunta Stölzl

- 22. April: Gunta Stölzl, deutsche Weberin und Textildesignerin (* 1897)
- 23. April: Marguerite Broquedis, französische Tennisspielerin (* 1893)
- 24. April: Rolf Stommelen, deutscher Automobilrennfahrer (* 1943)
- 25. April: Carroll Glenn, US-amerikanische Violinistin (* 1918)
- 28. April: Hans Walter Aust, deutscher Journalist (* 1900)
- 29. April: Hanspeter Scherr, deutscher Komponist und Chorleiter (* 1928)
- 30. April: George Balanchine, russischer Choreograph, Gründer des American Ballet (* 1904)
- 30. April: Muddy Waters, US-amerikanischer Bluesmusiker (* 1913)

### Mai

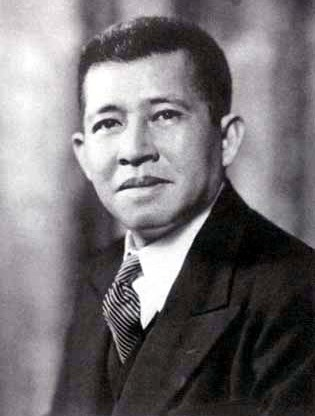
Pridi Phanomyong

- 02. Mai: Ernesto de la Guardia Navarro, 30. Staatspräsident von Panama (* 1904)
- 02. Mai: Pridi Phanomyong, Premierminister von Thailand (* 1900)
- 02. Mai: Egon Strohm, deutscher Journalist, Schriftsteller und Übersetzer (* 1904)
- 03. Mai: Alexandre Constantin, französischer Automobilrennfahrer und Konstrukteur (* 1909)
- 05. Mai: Edwin Ross Adair, US-amerikanischer Politiker (* 1907)
- 05. Mai: Richard Hofmann, deutscher Fußballspieler (* 1906)
- 05. Mai: Horst Schumann, deutscher Arzt im KZ Auschwitz bei Menschenversuchen (* 1906)
- 05. Mai: John Williams, britischer Schauspieler (* 1903)
- 06. Mai: Kai Winding, US-amerikanischer Jazzposaunist dänischer Herkunft (* 1922)
- 07. Mai: Peter Edel, deutscher Grafiker und Schriftsteller (* 1921)
- 07. Mai: Roger Camuzet, französischer Unternehmer, Politiker und Automobilrennfahrer (* 1895)
- 07. Mai: József Romhányi, ungarischer Drehbuchautor, Librettist und Lyriker (* 1921)
- 08. Mai: John Fante, US-amerikanischer Schriftsteller italienischer Abstammung (* 1909)
- 10. Mai: Antoine Andrieux, französischer Politiker (* 1916)
- 13. Mai: Otto Heckmann, deutscher Astronom (* 1901)
- 13. Mai: Sylvio Lacharité, kanadischer Dirigent und Komponist (* 1914)
- 14. Mai: Fjodor Alexandrowitsch Abramow, sowjetischer Schriftsteller (* 1920)
- 15. Mai: Hall S. Lusk, US-amerikanischer Jurist und Politiker (* 1883)
- 16. Mai: Roman Jankowiak, polnischer Dirigent und Musikpädagoge (* 1914)
- 16. Mai: Edouard Zeckendorf, belgischer Amateur-Mathematiker (* 1901)
- 18. Mai: Proinsias Mac Aodhagáin, irischer Politiker (* 1898)
- 18. Mai: Aubrey Gwynn, irischer Historiker und Jesuit (* 1892)
- 18. Mai: Alfred Nau, deutscher Politiker (* 1906)
- 20. Mai: Italo Acconcia, italienischer Fußballspieler (* 1925)
- 20. Mai: Clair Bee, US-amerikanischer Basketballtrainer (* 1896)
- 20. Mai: André Galoisy, französischer Automobilrennfahrer (* 1902)
- 21. Mai: Franz Adler, US-amerikanischer Soziologe (* 1908)
- 21. Mai: Marie Schlei, deutsche Politikerin (* 1919)
- 22. Mai: Marie Auguste Antoinette Friederike Alexandra Hilda Luise Prinzessin von Anhalt, deutsche Adelige (* 1898)
- 22. Mai: Albert Claude, belgischer Naturwissenschaftler (* 1899)
- 22. Mai: Erna Scheffler, deutsche Juristin (* 1893)
- 24. Mai: Owen Phillips, belizischer Sportschütze (* 1906)
- 25. Mai: Elisabet van Randenborgh, deutsche Schriftstellerin (* 1893)
- 28. Mai: Pitseolak Ashoona, kanadische Inuit-Künstlerin (* 1904 oder 1907)
- 28. Mai: Oscar Gans, deutscher Dermatologe (* 1888)
- 31. Mai: Jack Dempsey, US-amerikanischer Boxer (* 1895)
- 31. Mai: Milton Young, US-amerikanischer Politiker (* 1897)

### Juni
- 01. Juni: Karl von Belgien, Prinzregent von Belgien (* 1903)
- 01. Juni: Anna Seghers, deutsche Schriftstellerin (* 1900)
- 02. Juni: Gerhard Kienle, deutscher Anthroposoph, Arzt, Universitätsgründer, Wissenschaftstheoretiker (* 1923)
- 02. Juni: Julio Rosales y Ras, Erzbischof von Cebu und Kardinal der römisch-katholischen Kirche (* 1906)
- 03. Juni: Franz Joachim Behnisch, deutscher Schriftsteller (* 1920)
- 05. Juni: Kurt Tank, deutscher Ingenieur (* 1898)
- 06. Juni: Hans Leip, Dichter, Schriftsteller (* 1893)
- 07. Juni: Daniil Alexandrowitsch Amfiteatrow, russisch-US-amerikanischer Komponist, Orchesterleiter und Filmkomponist (* 1901)
- 07. Juni: Josef Rösing, deutscher Politiker (* 1911)
- 08. Juni: Pat Driscoll, britischer Automobilrennfahrer (* 1900)
- 10. Juni: Nadia Reisenberg, US-amerikanische Pianistin und Musikpädagogin (* 1904)

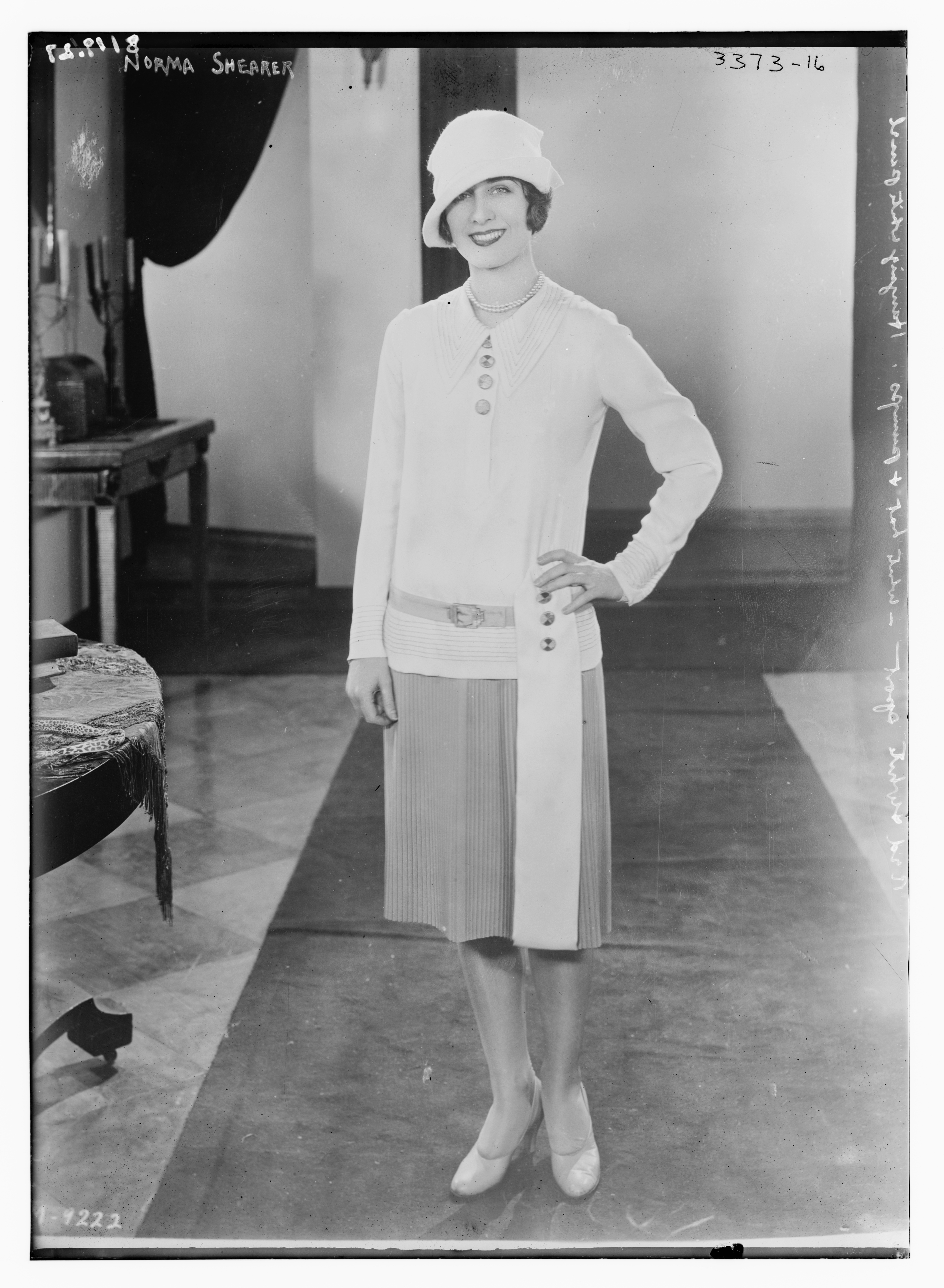
Norma Shearer

- 12. Juni: Norma Shearer, US-amerikanische Schauspielerin (* 1902)
- 12. Juni: Clemens Holzmeister, österreichischer Architekt (* 1886)
- 12. Juni: J. B. Hutto, US-amerikanischer Blues-Musiker (* 1926)
- 13. Juni: Helmut Kraatz, deutscher Mediziner (* 1902)
- 15. Juni: Mario Casariego y Acevedo, Erzbischof von Guatemala und Kardinal (* 1909)
- 16. Juni: Aina Wifalk, schwedische Sozialwissenschaftlerin und Erfinderin des modernen Rollators (* 1928)
- 17. Juni: Ruggero Gerlin, italienischer Cembalist und Musikpädagoge (* 1899)

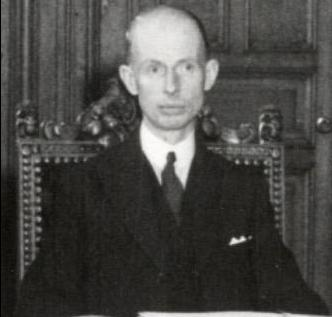
Eelco van Kleffens, 1939

- 17. Juni: Eelco N. van Kleffens, niederländischer Politiker (* 1894)
- 17. Juni: Peter Mennin, US-amerikanischer Komponist (* 1923)
- 18. Juni: Marianne Brandt, deutsche Malerin, Bildhauerin und Designerin (* 1893)
- 18. Juni: Mona Mahmudnizhad, iranische Bahai (* 1965)
- 19. Juni: Georg Diederichs, deutscher Politiker (* 1900)
- 20. Juni: Oskar Farny, deutscher Politiker (* 1891)
- 20. Juni: Ana María González, mexikanische Sängerin (* 1920)
- 22. Juni: Nazaire De Wolf, belgischer Komponist und Bandleader (* 1917)
- 22. Juni: David MacDonald, englischer Filmregisseur (* 1904)
- 22. Juni: Otto Reckstat, deutscher Industriearbeiter und Gewerkschaftsfunktionär (* 1898)
- 24. Juni: William E. Miller, US-amerikanischer Politiker (* 1914)
- 25. Juni: Maria Viktoria Josepha Mathilde Jacqueline Reichsgräfin von Attems-Heiligenkreuz, österreichische Gastronomin (* 1899)
- 25. Juni: Alberto Ginastera, argentinischer Komponist (* 1916)
- 26. Juni: James Robert Knox, Erzbischof von Melbourne und Kardinal (* 1914)
- 28. Juni: Pietro Frua, italienischer Automobildesigner (* 1913)
- 30. Juni: Igor Dmitrijewitsch Ado, russischer Mathematiker (* 1910)
- 30. Juni: Christian Aigrinner, deutscher Kunstmaler, Zeichner und Graphiker (* 1919)
- 30. Juni: Auguste Anglès, französischer Romanist und Literaturwissenschaftler (* 1930)
- 30. Juni: Ernst Bettermann, deutscher Politiker (* 1903)
- 30. Juni: Leonard B. Jordan, US-amerikanischer Politiker (* 1899)

### Juli
- 01. Juli: Richard Buckminster Fuller, US-amerikanischer Architekt, Designer und Wissenschaftler (* 1895)
- 01. Juli: Erich Juskowiak, deutscher Fußballspieler (* 1926)
- 02. Juli: Vladimír Neff, tschechischer Schriftsteller, Übersetzer, Drehbuchautor (* 1909)
- 04. Juli: John Bodkin Adams, britischer Mediziner und Serienmörder (* 1899)
- 05. Juli: Harry James, amerikanischer Trompeter und Bandleader (* 1916)
- 05. Juli: Konrad Wölki, deutscher Komponist und Mandolinist (* 1904)
- 05. Juli: Hennes Weisweiler, deutscher Fußballtrainer (* 1919)

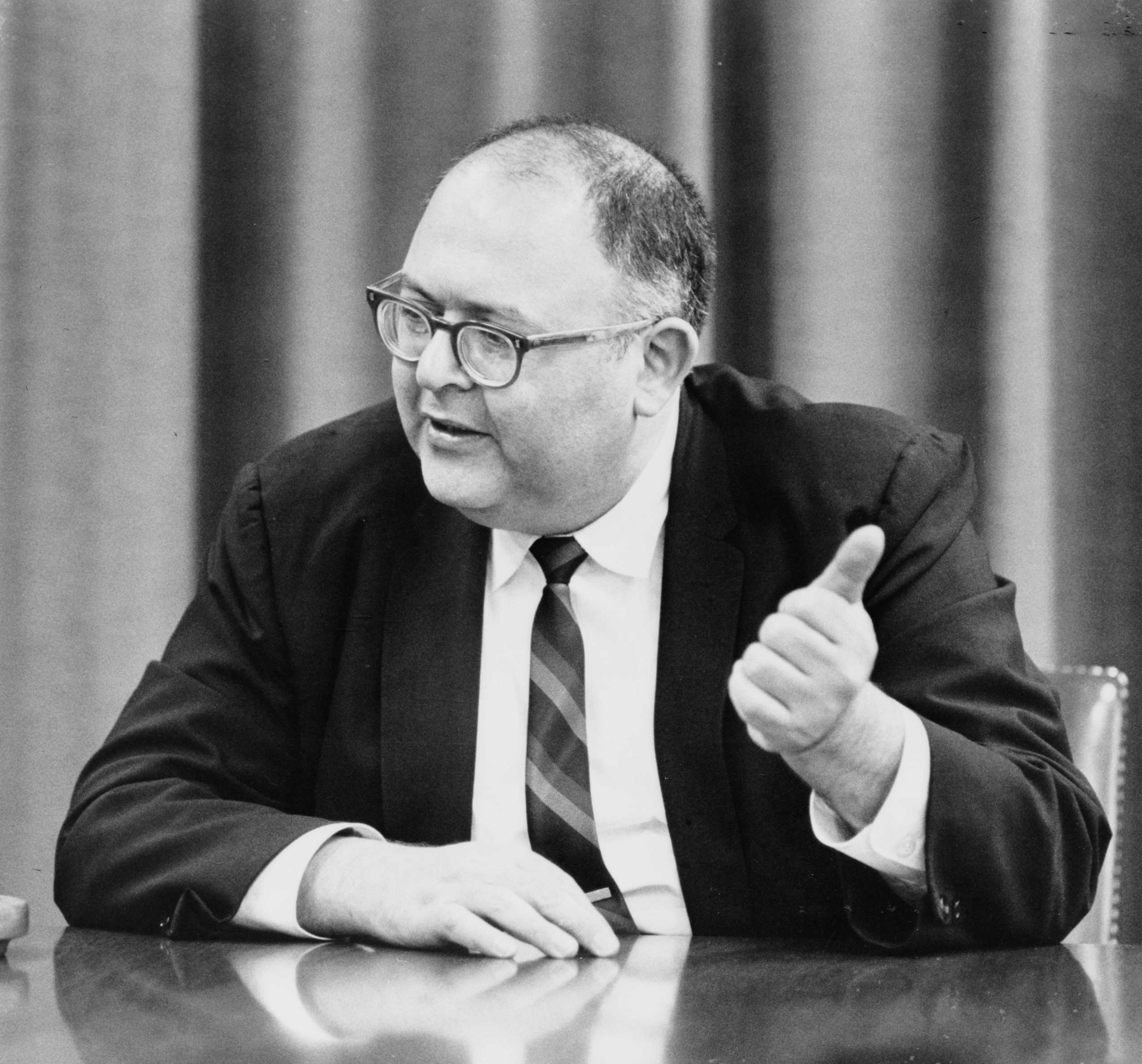
Herman Kahn, 1965

- 07. Juli: Herman Kahn, US-amerikanischer Kybernetiker (* 1922)
- 08. Juli: Takayanagi Shigenobu, japanischer Lyriker (* 1923)
- 10. Juli: Werner Egk, deutscher Komponist (* 1901)
- 11. Juli: Arthur Müller, deutscher Motorradrennfahrer (* 1904)
- 12. Juli: Erich Warsitz, deutscher Testpilot (* 1906)
- 12. Juli: Chris Wood, britischer Rockmusiker (* 1944)
- 13. Juli: Bronė Mingilaitė-Uogintienė, litauische Malerin (* 1919)
- 16. Juli: Michel Micombero, Präsident von Burundi (* 1940)
- 17. Juli: Roosevelt Sykes, US-amerikanischer Blues-Pianist (* 1906)
- 18. Juli: Salo Flohr, tschechoslowakisch-sowjetischer Schachmeister (* 1908)
- 19. Juli: Erik Ode, deutscher Schauspieler (* 1910)
- 20. Juli: E. Preston Ames, US-amerikanischer Art Director und Szenenbildner (* 1906)
- 20. Juli: Åke Magnus Andersson, schwedischer Fußballspieler (* 1917)
- 21. Juli: Radovan Richta, tschechoslowakischer Soziologe und Philosoph (* 1924)
- 23. Juli: Georges Auric, ein französischer Komponist (* 1899)
- 25. Juli: Henry Primakoff, Theoretischer Physiker (* 1914)
- 26. Juli: Adolf Exeler, katholischer Pastoraltheologe (* 1926)
- 26. Juli: Charlie Rivel, gelangte als Clown zu Weltruhm (* 1896)
- 29. Juli: Luis Buñuel, mexikanischer Regisseur (* 1900)
- 29. Juli: Manuel „Nolo“ Ferreira, argentinischer Fußballspieler (* 1905)
- 29. Juli: David Niven, britischer Schauspieler (* 1910)
- 29. Juli: Raymond Massey, kanadisch-amerikanischer Schauspieler (* 1896)
- 30. Juli: Robert Vandivier, US-amerikanischer Basketballspieler (* 1903)
- 31. Juli: John Mansfield Addis, britischer Diplomat (* 1914)
- 31. Juli: Eva Pawlik, österreichische Eiskunstläuferin, Filmschauspielerin und TV-Sportkommentatorin (* 1927)

### August
- 02. August: James Jamerson, US-amerikanischer Bassist (* 1936)
- 03. August: Carolyn Jones, US-amerikanische Schauspielerin (* 1930)
- 04. August: Alfred Nakache, französischer Schwimmer (* 1915)
- 05. August: Bart J. Bok, in den Niederlanden geborener US-amerikanischer Astronom (* 1906)
- 05. August: Joan Robinson, britische Ökonomin (* 1903)
- 06. August: Klaus Nomi, Countertenor (* 1944)
- 08. August: Hanna Bekker vom Rath, deutsche Malerin, Sammlerin und Kunsthändlerin (* 1893)

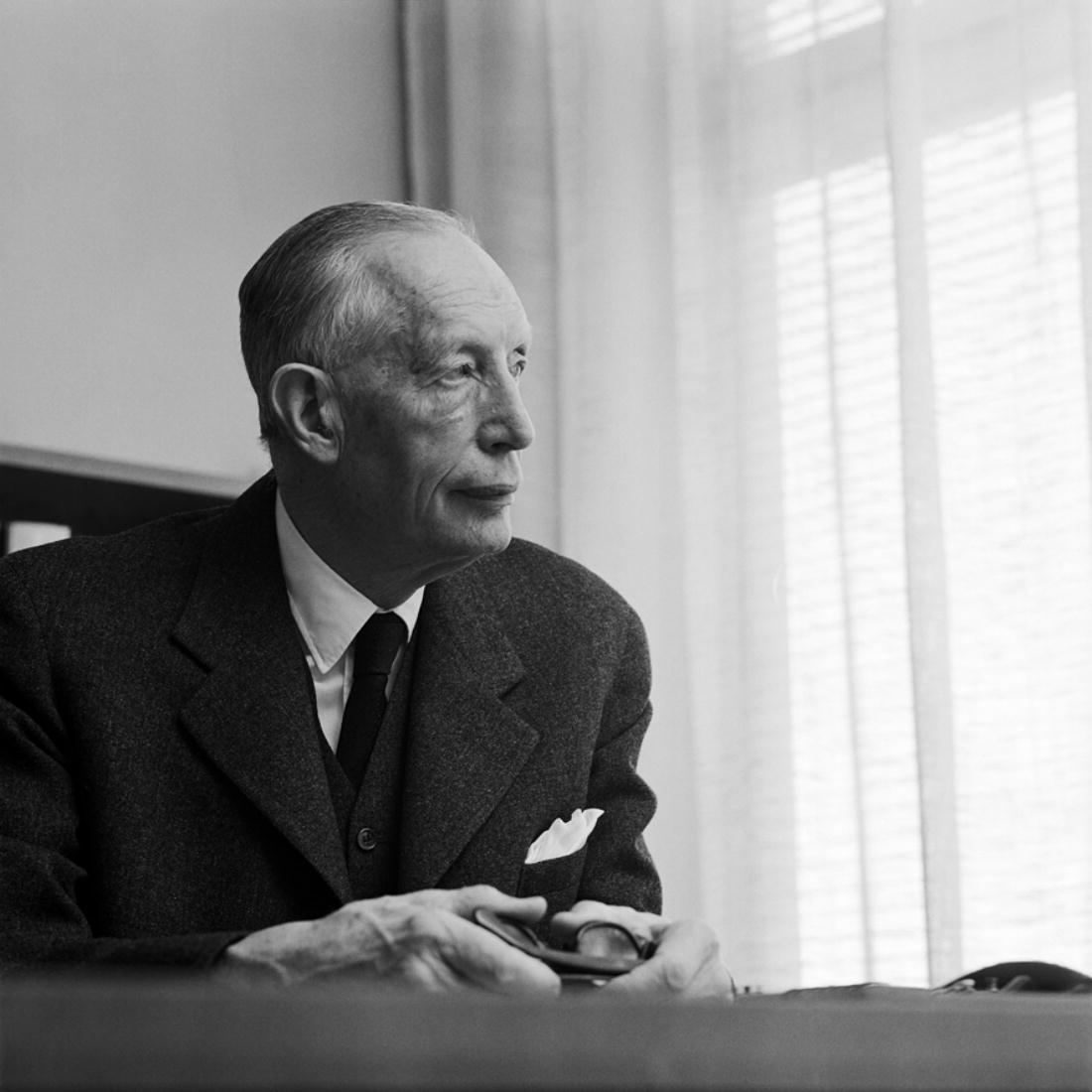
Ruben Rausing

- 10. August: Ruben Rausing, schwedischer Erfinder und Unternehmer (* 1895)
- 11. August: Eberhard Achterberg, deutscher Religionswissenschaftler und Publizist (* 1910)
- 12. August: Edmund Kolbe, deutscher Maler (* 1898)
- 12. August: Diego Arenhoevel, deutscher Theologe und Gewerkschafter (* 1930)
- 14. August: Rainer Brambach, Schweizer Schriftsteller (* 1917)
- 14. August: Wilhelm Cleven, Weihbischof in Köln (* 1893)
- 14. August: Omer Létourneau, kanadischer Organist und Pianist, Komponist, Musikverleger und -pädagoge (* 1891)
- 14. August: Alfred Rust, deutscher Archäologe (* 1900)
- 18. August: Nikolaus Pevsner, deutschstämmiger Kunsthistoriker (* 1902)
- 19. August: Rudolf Adametz, deutscher Politiker (* 1923)
- 20. August: Wilhelm Mantel, deutscher Forstbeamter und Forstwissenschaftler (* 1904)
- 20. August: Aleksandar Ranković, jugoslawischer Politiker (* 1909)
- 21. August: Benigno Aquino junior, philippinischer Politiker (* 1932)
- 21. August: Gene Force, US-amerikanischer Automobilrennfahrer (* 1916)
- 22. August: Elsa Chauvel, australische Schauspielerin (* 1898)
- 23. August: Gerald Frank Anderson, britischer Schachkomponist und Jagdflieger (* 1898)
- 26. August: Herwig Blankertz, deutscher Pädagoge (* 1927)
- 27. August: Bill Stein, US-amerikanischer American-Football-Spieler (* 1899)
- 30. August: Helmuth Domizlaff, deutscher Antiquar (* 1902)
- 31. August: John A. Carroll, US-amerikanischer Politiker (* 1901)
- 00. August: Emilio Capacetti, puerto-ricanischer Sänger (* 1895)

### September
- 03. September: Josef Rudin, Schweizer Jesuit, Tiefenpsychologe und Hochschullehrer (* 1907)
- 03. September: Piero Sraffa, italienischer Wirtschaftswissenschaftler (* 1898)
- 04. September: Ike Armstrong, US-amerikanischer American-Football-Trainer (* 1895)
- 06. September: Bernhard Welte, Theologe und Philosoph (* 1906)
- 06. September: Rudolf Eickhoff, deutscher Politiker (* 1902)
- 07. September: Boris Hagelin, schwedischer Unternehmer (* 1892)
- 08. September: Ibrahim Abbud, ehemaliger Präsident des Sudan (* 1900)
- 08. September: Ernst Degner, deutscher Motorradrennfahrer (* 1931)
- 08. September: Antonin Magne, französischer Radrennfahrer (* 1904)
- 09. September: Luis Monti, argentinisch-italienischer Fußballspieler (* 1901)
- 10. September: Hanns Arens, deutscher Schriftsteller, Lektor, Verleger und Kritiker (* 1901)
- 10. September: Balthazar Johannes Vorster, Politiker, südafrikanischer Staatspräsident (* 1915)

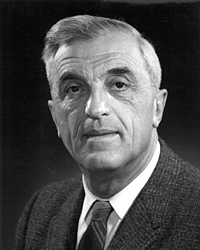
Felix Bloch, 1961

- 10. September: Felix Bloch, österreichisch-schweizerisch-US-amerikanischer Physiker und Nobelpreisträger (* 1905)
- 11. September: Brian Muir, australischer Automobilrennfahrer (* 1931)
- 14. September: Henri Anet, schweizerischer Politiker (* 1895)
- 15. September: Willie Bobo, US-amerikanischer Jazz-Perkussionist (* 1934)
- 15. September: Johnny Hartman, US-amerikanischer Jazzsänger (* 1923)
- 18. September: Madschid Taufiq Arslan, libanesischer Drusenführer (* 1908)
- 18. September: Roy Milton, US-amerikanischer Blues-Schlagzeuger, Sänger, Songschreiber und Bandleader (* 1907)
- 18. September: Horst Teichmann, deutscher Physiker (* 1904)
- 19. September: Bruno Pittermann, österreichischer Politiker (* 1905)
- 19. September: Yusuf Dadoo, südafrikanischer Politiker (* 1909)
- 20. September: Friedrich Christian zu Schaumburg-Lippe, deutscher Adeliger, NS-Funktionär und Publizist (* 1906)
- 21. September: Fayza Ahmed, ägyptische Sängerin und Schauspielerin (* 1934)
- 21. September: Erich Münch, Schweizer General (* 1897)

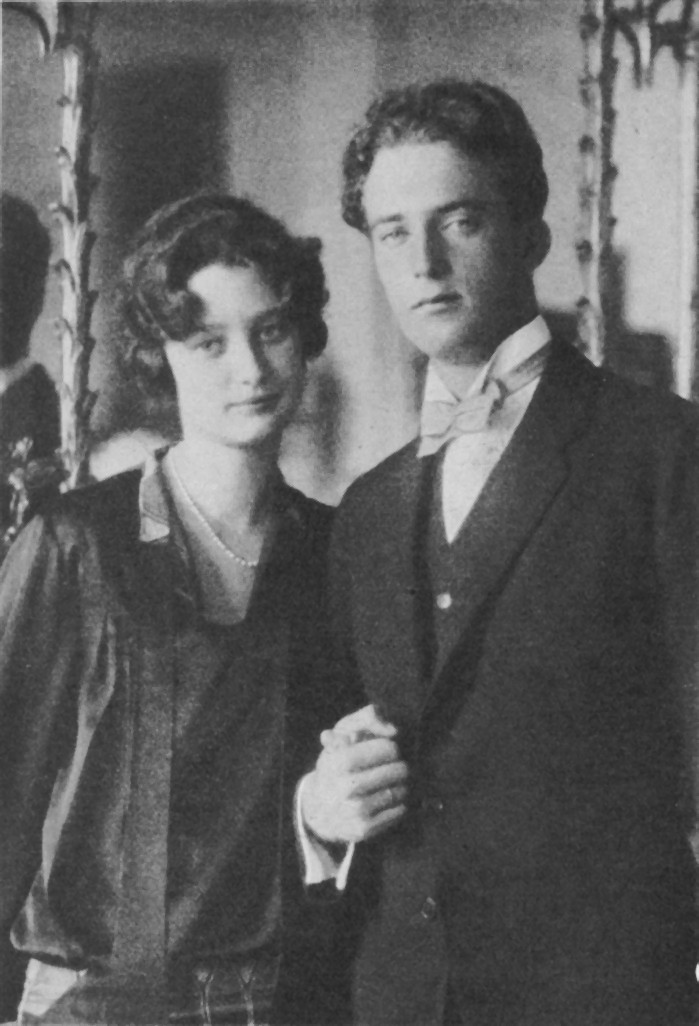
Leopold III.

- 25. September: Leopold III., König der Belgier (* 1901)
- 27. September: Leo Kahn, deutsch-israelischer Maler (* 1894)
- 28. September: Dieter Seefranz, österreichischer Journalist und Fernsehmoderator (* 1941)
- 28. September: Roy Sullivan, Überlebender von sieben Blitzeinschlägen (* 1912)
- 29. September: Pierre Arraut, französischer Politiker (* 1910)

### Oktober
- 03. Oktober: Kurt Kusenberg, Kunstkritiker und Schriftsteller (* 1904)
- 05. Oktober: Earl Silas Tupper, Erfinder der Tupperware (* 1907)
- 06. Oktober: Terence James Cooke, Erzbischof von New York und Kardinal (* 1921)
- 06. Oktober: Hans Moeckel, Schweizer Komponist und Dirigent (* 1923)
- 06. Oktober: Hermann Zorn, deutscher Chemiker (* 1896)
- 07. Oktober: George Ogden Abell, US-amerikanischer Astronom (* 1927)
- 07. Oktober: Howard E. Armstrong, US-amerikanischer Anwalt und Politiker (* 1903)
- 07. Oktober: Gottfried Leonhard, deutscher Politiker (* 1895)
- 08. Oktober: Robert Docking, US-amerikanischer Politiker (* 1925)
- 08. Oktober: Joan Hackett, US-amerikanische Schauspielerin (* 1934)
- 08. Oktober: Alexandre-Charles Renard, Erzbischof von Lyon und Kardinal (* 1906)
- 09. Oktober: Wayne Norviel Aspinall, US-amerikanischer Politiker (* 1896)
- 09. Oktober: Herbert Weichmann, Bürgermeister von Hamburg (* 1896)
- 10. Oktober: Ralph Richardson, britischer Schauspieler (* 1902)
- 10. Oktober: Heinrich Schulte, deutscher Psychiater (* 1898)
- 11. Oktober: Pauline Alderman, US-amerikanische Musikwissenschaftlerin und Komponistin (* 1893)
- 12. Oktober: Ove Andersson, schwedischer Fußballspieler (* 1916)
- 13. Oktober: Ayda Ignez Arruda, brasilianische Logikerin und Hochschulprofessorin (* 1936)
- 15. Oktober: Pat O’Brien, US-amerikanischer Schauspieler (* 1899)
- 16. Oktober: Øivin Fjeldstad, norwegischer Komponist und Dirigent (* 1903)
- 16. Oktober: Willy Ritschard, Schweizer Politiker (* 1918)
- 17. Oktober: Raymond Aron, französischer Politologe, Soziologe, Publizist (* 1905)
- 17. Oktober: Herbert Roth, populärer Komponist und Interpret volkstümlicher Musik (* 1926)
- 17. Oktober: Charles S. Thomas, US-amerikanischer Politiker (* 1897)
- 18. Oktober: Diego Abad de Santillán, spanischer Ökonom und Anarchosyndikalist (* 1897)
- 18. Oktober: Barbara Karinska, US-amerikanische Kostümbildnerin (* 1886)
- 19. Oktober: Maurice Bishop, Premierminister Grenadas (* 1944)
- 20. Oktober: Otto Olaußen Aasen, norwegischer Skispringer, Nordischer Kombinierer und Skilangläufer (* 1894)
- 20. Oktober: Merle Travis, Country-Musiker und Songwriter (* 1917)
- 23. Oktober: Tériade, griechisch-französischer Kunstkritiker und Verleger (* 1897)
- 24. Oktober: Wolfgang Ecke, deutscher Schriftsteller (* 1927)
- 25. Oktober: Hermann Ambrosius, deutscher Komponist und Musikpädagoge (* 1897)
- 26. Oktober: Mike Michalske, US-amerikanischer American-Football-Spieler (* 1903)
- 26. Oktober: Alfred Tarski, polnischer Mathematiker und Logiker (* 1901)

### November
- 01. November: Günther Bartels, deutscher Motorradrennfahrer (* 1906)
- 01. November: Anthony van Hoboken, Musikwissenschaftler (* 1887)
- 02. November: Tamura Taijirō, japanischer Schriftsteller (* 1911)
- 03. November: May Picqueray, französische Widerstandskämpferin und Anarchistin (* 1898)
- 05. November: Jean-Marc Reiser, französischer Comiczeichner (* 1941)
- 06. November: Helmut Sethe, deutscher Journalist (* 1929)
- 07. November: Maria Elsner, deutsch-ungarische Opernsängerin (* 1905)
- 07. November: Umberto Mozzoni, Kardinal der römisch-katholischen Kirche (* 1904)
- 08. November: James Carroll Booker III, US-amerikanischer Blues-, Boogie- und Jazz-Pianist, Organist und Sänger (* 1939)
- 08. November: Betty Nuthall, englische Tennisspielerin (* 1911)
- 11. November: Arno Babadschanjan, armenischer Komponist (* 1921)
- 13. November: Shisō Kanaguri, japanischer Marathonläufer (* 1891)
- 18. November: Walentin Chorell, finnlandschwedischer Schriftsteller und Drehbuchautor (* 1912)
- 20. November: Marcel Dalio, französischer Schauspieler (* 1900)
- 21. November: Glenn Kruspe, kanadischer Organist, Dirigent und Musikpädagoge (* 1909)
- 22. November: Leonard Wibberley, irisch-US-amerikanischer Schriftsteller und Journalist (* 1915)
- 26. November: Carl Seemann, deutscher Pianist (* 1910)
- 27. November: Alpo Aho, finnischer Bandyspieler (* 1934)
- 27. November: Marta Traba, argentinische Schriftstellerin und Kunsthistorikerin (* 1930)
- 28. November: Stefan Skoumal, deutscher und österreichischer Fußballspieler (* 1909)

### Dezember
- 04. Dezember: Kurt Schwabe, deutscher Chemiker (* 1905)
- 05. Dezember: Robert Aldrich, US-amerikanischer Regisseur (* 1918)
- 05. Dezember: Casandra Damirón, dominikanische Sängerin (* 1919)
- 07. Dezember: Antal Molnár, ungarischer Komponist und Musikwissenschaftler (* 1890)
- 08. Dezember: Slim Pickens, US-amerikanischer Filmschauspieler (* 1919)
- 09. Dezember: Henriette Petit, chilenische Malerin (* 1894)
- 12. Dezember: Wilhelm Karl Arnold, deutscher Psychologe (* 1911)
- 13. Dezember: Mary Renault, britische Schriftstellerin (* 1905)
- 14. Dezember: Sarah Afonso, portugiesische Malerin (* 1899)
- 14. Dezember: Basilio Mario Biucchi, Schweizer Politiker und Hochschullehrer (* 1908)
- 15. Dezember: Andrzej Bieżan, polnischer Komponist und Pianist (* 1945)
- 16. Dezember: Grigori Alexandrow, sowjetischer Filmemacher (* 1903)
- 17. Dezember: Hashikawa Bunzō, japanischer Historiker und Politikwissenschaftler (* 1922)
- 24. Dezember: Isobel Baillie, schottische Sopranistin (* 1895)
- 25. Dezember: Rudolf Freidhof, deutscher Politiker (* 1888)

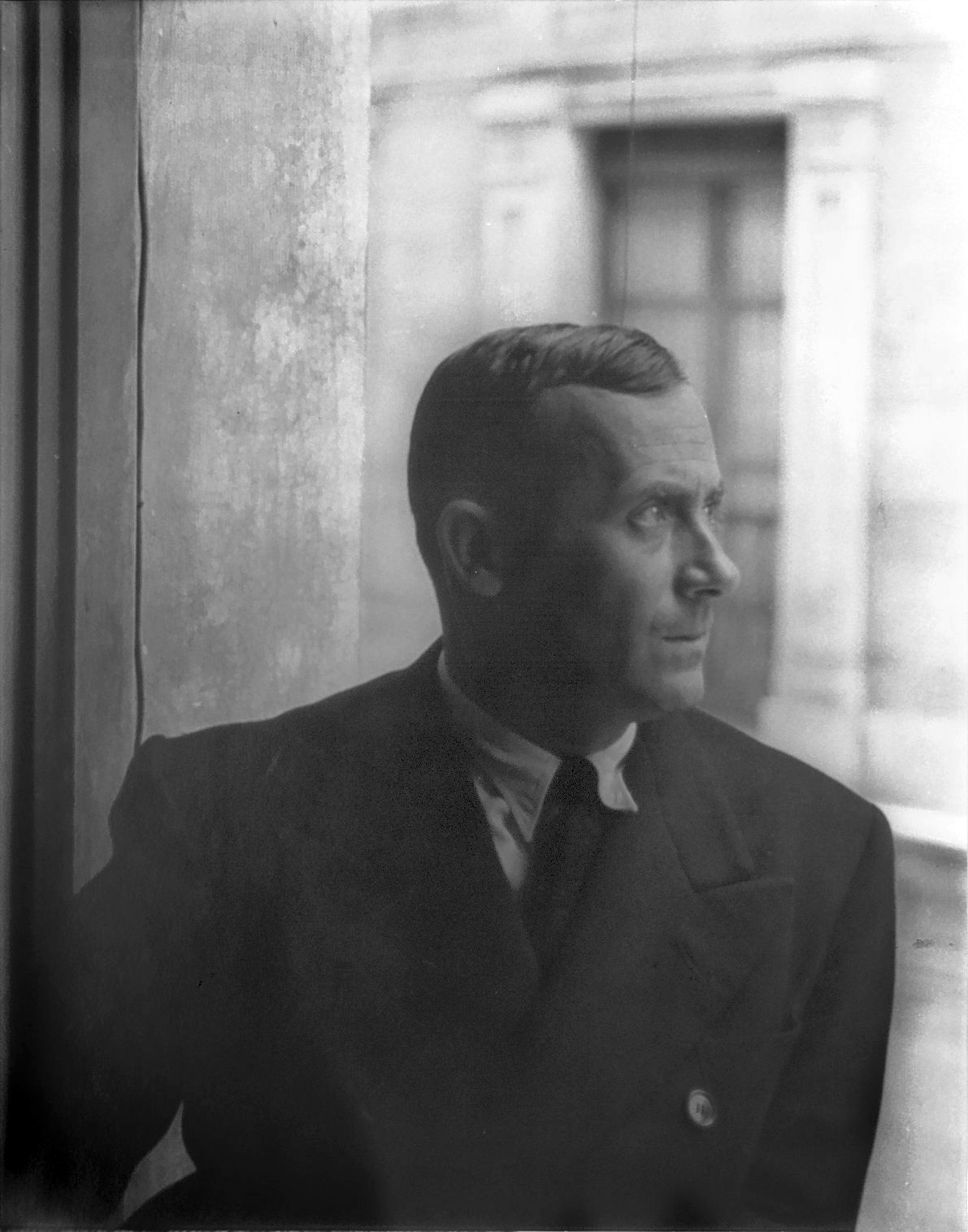
Joan Miró, Barcelona, 1935

- 25. Dezember: Joan Miró, spanischer Maler, Grafiker und Bildhauer (* 1893)
- 27. Dezember: Arnold Kübler, Schweizer Schriftsteller (* 1890)
- 28. Dezember: Eugène Chaboud, französischer Automobilrennfahrer (* 1907)
- 28. Dezember: Dennis Wilson, US-amerikanischer Musiker (The Beach Boys) (* 1944)
- 29. Dezember: Erhard Quack, deutscher Kirchenlieddichter und -komponist (* 1904)
- 31. Dezember: Hans Aub, deutscher Wirtschaftsjurist und Politiker (* 1903)

### Tag unbekannt
- Tomoichirō Akiba, japanischer Mediziner (* 1903)
- Hasan Arfa, iranischer General und Diplomat (* 1895)
- Muhammad Aref, afghanischer Botschafter und Minister (* 1907)
- Anatoli Konstantinowitsch Roschdestwenski, russischer Paläontologe (* 1920)
- Ulrich Steinmann, deutscher Volkskundler (* 1906)
- Mario Tadini, italienischer Unternehmer und Automobilrennfahrer (* 1905)

## Wissenschaftspreise

### Nobelpreise
- Physik: Subrahmanyan Chandrasekhar und William A. Fowler
- Chemie: Henry Taube
- Medizin: Barbara McClintock
- Literatur: William Golding
- Friedensnobelpreis: Lech Wałęsa

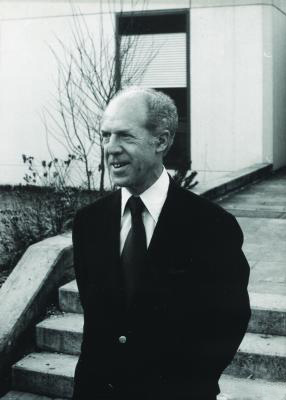
Gérard Debreu

- Wirtschaftswissenschaft: Gérard Debreu

### Turing Award
- Ken Thompson und Dennis Ritchie, für grundlegende Betriebssystemtheorie, Implementierung von Unix.

## Musik
- Michael Jackson steht mit seinem Album Thriller 37 Wochen auf Platz 1 der amerikanischen Album-Charts. Thriller wird das erfolgreichste Album der Popgeschichte mit über 140 Millionen verkauften Einheiten.
- Madonna schafft mit der Single Holiday den internationalen Durchbruch.
- Nena veröffentlicht ihren Welthit 99 Luftballons.
- The Red Hot Chili Peppers wurden gegründet.
- Alphaville wurden gegründet.
- Vader wird gegründet.
- Ideal lösen sich offiziell auf.
- Kiss zeigen sich zum ersten Mal ungeschminkt in der Öffentlichkeit.
- Die Toten Hosen veröffentlichen ihren Klassiker Opel-Gang.
- Metallica veröffentlichen ihr Debütalbum Kill ’Em All.
- Slayer veröffentlichen ihr Debütalbum Show No Mercy.
- Bathory wird gegründet.
- Die Pet Shop Boys wurden gegründet.
- Corinne Hermès gewinnt am 23. April in München mit dem Lied Si la vie est cadeau für Luxemburg die 28. Auflage des Eurovision Song Contest.
- Roland Kaiser gewinnt zum ersten Mal in Bremen den deutschen Schlagerpokal mit 9:6 Stimmen gegen Peter Schilling.
- Liste der Nummer-eins-Hits in Deutschland (1983).
- AC/DC veröffentlichen ihr achtes internationales Studioalbum „Flick Of The Switch“.
- Van Halen bringen am 31. Dezember ihr Album 1984 heraus.
- Megadeth wird gegründet.
- Iron Maiden veröffentlichen ihr viertes Studioalbum Piece of Mind.